# MAJORの登場人物
MAJORの登場人物（メジャーのとうじょうじんぶつ）は、満田拓也の漫画作品『MAJOR』『MAJOR 2nd』、またそれを原作としたテレビアニメ『メジャー』『メジャーセカンド』に登場する人物の一覧である。
一部の人物は原作とアニメで人物名が異なる場合があるため、アニメでの名称は<>内に記載する。

## 主人公
茂野 吾郎 / 本田 吾郎（しげの ごろう / ほんだ ごろう）
声 - くまいもとこ（保育園、小学生）、森久保祥太郎（中学生以降） / 大谷育江（サンデーCM劇場）
『MAJOR』の主人公。右肩を壊し左腕に転向してからは、ジャイロボールを武器とする速球派の投手となる。
常に野球一筋のまっすぐな熱血漢。勉強が苦手で協調性に欠ける面もあるが、その直向きさで敵味方を問わず周囲の心を動かしていく。
ワールドシリーズを制して数年後に投手として再起不能に陥ってからは野手に転向し、日本球界に復帰した。
『2nd』では各国に渡って現役生活を続けているのであまり自宅にはいないが、様々な壁にぶつかっては試行錯誤する大吾と仲間達を導くこともある。
茂野 大吾（しげの だいご）
声 - 沢城みゆき（メッセージ）、藤原夏海（セカンド） / 田村睦心（サンデーCM劇場）
捕手、外野手　右投右打。背番号13（ドルフィンズ）→7（中学校）。
『MAJOR 2nd』の主人公。吾郎と薫の長男で、泉の3歳下の弟。少年期の吾郎と外見はよく似ており、やや小柄な体格。
幼少時、現役復帰した吾郎の影響を受け、「おとさん（吾郎）みたいにプロ野球選手になる」という夢を抱いていた。小学4年生から本格的に野球をすべく三船リトルに入団したものの父親譲りの身体能力に恵まれず、周囲からは期待はずれとして落胆され、常に父や2人の祖父と比較され続けたため父に対しての劣等感や後ろめたさを抱き、一度野球を辞めてしまう。小学校6年生まで母に振り回される形でサッカーや勉強に取り組むも、長続きせずゲームばかりしており、傷つくことを恐れて物事に対して逃げ腰になっていた。
運動神経自体は悪くなく守備能力は並以上だが、遠投や打撃が不得意。ただし、これは基礎的な知識や練習が不十分だったためであり、再び野球を始めてからは寿也の指導を受け、徐々に練習の成果を見せ始めている。投打ともに豪快な野球が持ち味であった父とは対照的に、三船ドルフィンズ時代は犠打やプッシュバントで次の打者に繋げることを中心とした、小技主体のスタイルに取り組んでいた。
吾郎と異なり目上ならびに初対面の人物には礼儀をわきまえた振る舞いをするが、千代を野球部に勧誘した時に「あなたの身長に惚れました!」と正直過ぎる言葉を放ち彼女を余計怒らせるなど、女性に対して不適切な対応をとってしまう点は同様である。また、上記の勉強については身についているようであり、中学校編で睦子、相良太鳳、関鳥星蘭よりは成績は上なのが明確になり、これも学生時代勉強嫌いだった吾郎とは正反対である。
小学生編
当初は自分の抱えている劣等感や繊細で傷つきやすい一面を姉や母親に理解してもらえなかったことや、味方からの無神経なヤジもあって捻くれた性格となっており、睦子や光等の好意的な感情も素直に受け入れられずにいた。しかし光との出逢いを機に、心境に変化が現れ始め、紆余曲折ありながらも再び野球と向き合うことを決め、三船リトルに再入団する。投手を目指す光の提案で捕手を目指すが、野球から離れていたこともあって当初は消極的かつ上から目線な態度を取り光を怒らせてしまう。後にいずみからの助言を受けて前向きになり、光を見返したい一心で吾郎からの頼みでコーチを引き受けた寿也の指導の下でバッティングセンターで特訓に励んでいたが、後に光が何も告げずに群馬へ引っ越してしまったことで気持ちの整理が付かずにいた。しかし、寿也を通じて光からの手紙を受け取って光の本心を知り、いつか共に野球をすべく特訓を再開。のちに光もチームに復帰し、1回戦での奮闘ぶりを見たチームメイトからも仲間として認められた。またこれ以降、光や睦子にも友好的に接するようになる。
県予選では準々決勝で惜敗を喫した際に光が選手生命や日常生活に関わる怪我を負ったことで自責の念から再び思い詰めていたが、シーズンを終えて帰国した吾郎と寿也の協力や容態が回復に向かっていた光の励ましもあって立ち直る。
中学生編
私立風林学園中等部に進学し、2年生になった際は主将を任される。仁科をはじめとした実力主義を貫こうとする後輩たちの不遜な態度に必要以上に反論せず、そのような消極的な姿勢や、唯一の上級生の丹波が生徒会長との兼任で多忙故に他に適任者がいなかったこともあり睦子以外の他の女子部員からは「お飾り主将」と見られていたが、模擬試合で仁科の速球を打ち返した際に守備を疎かにする彼らに「先輩を舐めるのは勝手だが、野球を舐める奴はぶっ殺す‼︎」(アニメ版2期では「野球を舐める事だけは許さないぞっ⁉︎」に変更)と怒鳴りつけるなど心技共に大きく成長しており、そのことがきっかけで他の部員たちからも認識を改められている。
主将に選ばれた際に、吾郎に自身へのコーチを依頼し練習を重ねた結果、苦手だった打撃面でも粘りのバッティングが出来るほどの進歩を見せ、春の大会では、かつては格上だった卜部とアンディのバッテリーから、サヨナラヒットを打つ。決勝では試合には敗れたものの道塁の本気の速球を打ち返すなど、かなりの成長ぶりが窺える。
一方で走塁技術は「走者としては地蔵レベル」と揶揄される程、リトルリーグ復帰後の試合から上達が見られない等、低い描写が目立つ。
指導者不在の中で自身が部員達の練習メニューを考案したり、練習前の下準備や後始末等の雑用を自分から進んで行っているが、部活終了後にも自宅で自主練習をするなどドルフィンズ時代とは異なりストイックな生活を送っている。
前述した指導者不在の環境に加えて、練習試合等のチームの現状を見極める機会に恵まれなかったことも災いし、アニータから「千里や仁科も登板できるように投手の頭数は多くて損はないはず」と提案されるも「1年生を敗戦投手等にさせたくない」という配慮から提案を却下してしまった結果、睦子を疲労困憊になるまで投げさせてしまう。仁科をやむなくリリーフで登板させたときは好投させたものの、先発を任せた際には力配分等の指示が不十分だった事も災いして炎上させてしまい、救援で登板した千里が「握力が限界」と降板を願い出るも「投げられる投手がいないから困る」といった自身の配慮が裏目に出てしまう等、見通しの甘さからのミスを招いてしまう。
春季大会決勝で惜敗した悔しさから、夏の大会を見据えたチーム全体の早急なレベルアップを目指すが、休日を返上した練習時間等の増加や質の向上等を急ぐあまり、試合中に負傷したアニータや肘の古傷を抱えている弥生、膝を痛めてる関鳥に対しての配慮を怠ってしまうなど、一度は周囲が見えなくなってしまう。この為に練習量増加賛成派と反対派筆頭の太鳳との間でチームが空中分解するかとも思われたが、無理がたたって大吾が扁桃炎による高熱を発症し寝込んだことにより、チームメイトらが大吾の負担軽減のために協力し、集団で見舞いに行ったことでチームの結束はより深まった。その数ヶ月後に行われた辻堂中との練習試合で光と再会するも、辻堂側の出場選手がベストメンバーに入れ替わった試合で大敗した上に、捕手に転向していた光に心身ともに打ちのめされ、実質的な絶縁宣告をされてしまう。
このことから練習を緩和する方針に切り替えるが、これからの練習の在り方を睦子に相談された際は「親友に自分の野球生活をこけにされた」、「仲間達を思ってのことなのに否定された」と思い込むなど再び繊細な性格が災いし、今度は過換気症候群で倒れてしまう。
しかし勝利やチームの実力向上を決して諦めてはおらず、本音を聴いてくれた吾郎の伝手で監督に就任した寿也、ブランクを抱えながらもコーチを引き受けてくれた叔父・大河の手を借りて、辻堂へのリベンジのため再起する。
選手に専念できるようになったこともあってか、その後は公式戦や練習試合でもほぼ打てなかった本塁打をようやく打てるようになったりと、打撃面においては更なる進歩を成し遂げ、送球が上手いという表現をされることもあるとはいえ盗塁阻止もこなせるようになっていくなど、捕手としても成長の兆しがようやくみられるようになっていった。
アニメ版ではキャプテンに指名された当初は自分の実力から就任に消極的であり、野球部を退部してシニアへの移籍を考えていたが、吾郎や大河の経験を聞いたことで徐々に考えを改め、吾郎にコーチを依頼したことが語られた。また吾郎が指導者探しに奔走する場面は第2シーズン時点で描かれず、キャッチボールで大吾の本音を引き出して再起に一役買う場面に変わっている。

## 主要人物
佐藤 寿也（さとう としや）
声 - 大浦冬華（幼稚園、小学生）、森田成一（中学生以降）
吾郎の最初の友達で、終生のライバルであり、親友となる強肩強打の天才捕手。吾郎とは対照的に冷静沈着な性格で頭脳明晰。
『2nd』では現役を引退して日本に帰国し、吾郎の頼みで大吾の野球のコーチを務める。中学校編では大吾の中学の野球部の監督も務め、現役時代に培った経験と優れた観察眼で選手達を導く。
ジョー・ギブソン
声 - 落合弘治
メジャーリーグで活躍後、巨仁(アニメ版では東京ウォリアーズ)に移籍した速球投手。当初は日本の野球を見下すなど傲慢な態度が目立っていたが、吾郎の父・茂治に死球を投げて死なせてしまい、その贖罪として吾郎の成長を見守り、野球に対する考え方も改めて球界を代表する投手となった。吾郎にとっては代わり目標と出来る唯一の人物。
『ワールドシリーズ編』時点で現役を引退し、テキサス・レイダースの監督となる。
ジョー・ギブソンJr.
声 - 浪川大輔、木村亜希子（幼少期）
ギブソンの息子。テキサス・レイダースの4番打者として天才的な打撃力を誇るスイッチヒッター。アメリカにおいて吾郎とライバル関係になる。
清水 薫 / 茂野 薫（しみず かおる / しげの かおる）
声 - 笹本優子
吾郎とは小学校からの幼馴染。三船リトルでは吾郎と同じチームで共に戦った。彼とは紆余曲折あったものの交際に至り、後に結婚。
『2nd』では二児の母親となる。

## 吾郎の親族

### 本田家
本田 茂治（ほんだ しげはる）
声 - 子安武人、加藤優子（少年期）
投手→ 一塁手。左投左打。背番号44。
吾郎の実父。通称おとさん。プロ野球・横浜マリンスターズ（アニメ版では横浜ブルーオーシャンズ）の選手。体育系大学を出ている。享年31。
序盤は話の中心に座ることが多く、一軍と二軍を往復する日々を送っていたが、妻・千秋の死後まもなく猛練習を繰り返したせいでヘルニアを患い、それ以降はずっと二軍生活を余儀なくされる。さらに、遠征先で肘を故障してしまい引退を考えたが、吾郎が1人で球団事務所へ行き解雇を取り消すよう懇願したことや、同僚だった茂野英毅からの勧めを受けて野手転向を決意する。そして、英毅との3打席勝負の末に球団側と再契約を結び、野手として頭角を現していく。
しかし、スタメン出場となった東京シャイアンズ（アニメ版では東京ウォリアーズ）戦にて、ギブソンとの初勝負でホームランを打つも、次の打席が回ってくる間にフラストレーションを溜め込んだ彼が放った158km/hのボールが頭部を直撃し、さらに転倒した際に自分のバットで後頭部を強打してしまう。試合直後までは平気だったが、帰宅後に急激な体調悪化に見舞われ、頭蓋内血腫のため他界した。
その生き様や野球に対する姿勢は、死してなお吾郎の模範となっている。
本田 千秋（ほんだ ちあき）
声 - 日髙のり子
吾郎の実母。通称おかさん。
回想シーンでしか登場しないため、人物像はほとんど明らかになっていない（吾郎の発言によれば「“野球好きな女性”」であった模様）。吾郎が3歳の時、病気（病名は不明）のため他界した。
本田 義治（ほんだ よしはる）
声 - 田原アルノ
茂治の兄であり、吾郎の伯父。弟とはひと回り近く歳が離れており、彼に野球を教えた人物でもある。
思いやりのある優しい性格で、茂治の葬儀の後、妻や周囲の反対を押し切って桃子に吾郎を託した。
茂治の死後も桃子に縁談の話を持ちかけたりと気にかけており、リトルリーグ編では吾郎の試合観戦に訪れた際には、英毅が桃子にアタックするきっかけを与えその後の結婚を後押しした。W杯編では吾郎の応援をするために現地まで駆けつけた。
本田 良枝（ほんだ よしえ）
声 - 弘中くみ子
義治の妻であり、吾郎の伯母。
義弟の茂治が死亡した際、自分の子育ても一段落ついた時期に吾郎を引き取るということで難色を示していたため、桃子が吾郎を引き取る申し出を快諾した。しかし、球団から多額の補償金が支給されることを知ると、手の平を返して言いがかりをつけ、打算目的で親権の約束を反故にしようとするという狡猾な面を覗かせた。その後、リトルリーグ編でもわずかながら登場した。
アニメ版では上記のお金のことに関しては触れず、最初から夫と共に暖かく吾郎を迎えたり、桃子の吾郎を引き取る懇願に現役の母親として「（ただでさえ子育ては大変なのに）他人の子を育てることがどれだけ大変か…」と一度反対するが、2人の硬い絆を見て認めるなど良識ある性格になっている。
義治の長女
吾郎の従姉。初登場時すでに成人している。センター分けのロングヘアが特徴。アニメ版では、英毅と桃子の結婚式にも出席していた。
義治の次女
吾郎の従姉。初登場時は中学～高校生であった。眼鏡とボブカットが特徴。弟が欲しかったらしく、桃子が吾郎を引き取ることになった際、少々悔やんだ発言をしていた。アニメ版では、英毅と桃子の結婚式にも出席していた。

### 茂野家
茂野 英毅（しげの ひでき）
声 - 咲野俊介
投手。左投左打。背番号17（永久欠番）。
横浜マリンスターズ（横浜ブルーオーシャンズ）のエース。茂治の親友で、彼とは終始対等な言葉遣いで会話をしていた。投手として引退寸前だった茂治に打者への転向を勧めるが、後に彼を死に追いやる結果となってしまったことに自責の念を抱いており、彼の息子・吾郎のリトルデビュー戦を観戦に行ったり、彼が判断に迷った際に助言を贈るなど何かと気遣っていた。桃子と付き合う前に離婚歴が一度あるが、野球のことしか考えなかったことが原因だったと述べている。吾郎が小学4年の時に桃子と再婚し、吾郎の義父になる。吾郎が中学3年生（アニメ版では高校2年生の秋）の時に、自身の限界を感じて現役を引退し、野球解説者を経てW杯では日本代表の投手コーチ兼ヘッドコーチを務めた。アニメ最終シリーズはメジャーリーグの解説者も務めている。
吾郎が三船ナインと別れてまで茂治がいた横浜リトルに入団しようとしていたことに桃子から相談を受けて諭したり、肩を痛めているのにもかかわらず安静にせず練習を続ける吾郎を叱る、吾郎が右肩を壊した際に左投げ転向を薦める、聖秀と海堂の試合では仕事を切り上げて観戦に訪れ桃子を励ます、親を気遣いメジャー行きを諦めようとする吾郎を送り出す等、様々な場面で茂治に代わり重要な役割を果たしている。吾郎に対して技術的な指導をすることはほとんどないが、中学編で吾郎が寿也に歯が立たず相談した際には、ボールがキレのない棒球であることを指摘した。その後、眉村率いる海堂に敗れた際、吾郎が「親父の言うキレは何一つ通用しなかった」と愚痴を言った際には「（サウスポーに転向したばかりなのにすぐに結果が出ないからといって）野球を舐めているのか?」と厳しく諭し、吾郎が海堂に行くきっかけを作る。また、聖秀編では吾郎が「自分が27個のアウトを三振で取って本塁打を打てば勝てる」と豪語するなど野球経験のない素人だけを集め試合のための見せかけで野球をやろうとしていたことを顧問の山田から聞かされて、当初は「プロアマ規定があることや親子共々やりづらい」と保留したが、山田からの熱心な要請に応え吾郎を本来の野球に取り組むべき姿にするために吾郎に内緒で臨時コーチを引き受け、吾郎以外の部員たちのやる気を試すために厳しい練習を課し、藤井と田代以外が入部を保留。それに抗議した吾郎には「自分以外に何も守るものを持たない孤独な人間に、本当の栄光は掴めない。横浜リトル相手に戦った時のお前は、決して1人じゃなかったはずだ」と助言をし、チームメイトの気持ちに対する配慮を欠いていることを気づかせた。
野手転向のテストで対戦した際、読みだけで打とうとする茂治の胸元（アニメでは直接の描写はないが、茂治が「危険球だぞ！」と注意したことから頭部）にボールを投げ込むなど野球を甘く考えている人間には非常に厳しい一面を見せる。吾郎を実の息子同然に想っているため、心のどこかで吾郎の実の父・茂治に対して嫉妬していると桃子（アニメでは吾郎）に語っていた。
アニメ版では、喫茶店で女性にサインをねだられた際、「今それどころじゃねぇ！」と怒鳴りつけ泣かすのが、カップルの男性が「あれ、茂野じゃないか？」という声が聞こえた瞬間、耳が大きくなるデフォルメが入り、そのカップルの女性の方が「私、野球見ないから」という言葉に落胆したり（そのため、原作と違い、サインは書いていない）など、クールな茂治とは正反対の直情的でさらにお調子者な性格になっている。
OVA「メッセージ」では吾郎が野手として日本プロ野球で復帰をすることに反対していたが、過去に茂治に野手転向を提案したことを引き合いに出されて言い返せなかった。トライアウトに合格し一軍の公式戦に出た際にはヤジを飛ばす観客に抗議した桃子を「プロなら自分のミスは自分のプレーで取り返すしかない」と宥めていた。
作者曰く、「野茂を逆にしただけという単純なネーミングで、当初は重要な役割を担う予定はなく、吾郎の父になる予定もなかった」とのこと。
『2nd』でも小学生編より登場し、口ひげをはやした良き祖父として桃子と共に大吾の試合を観戦している。「目立ちたがりな吾郎と違い、大吾はデリケート」と彼の性格を看破し、苦悩する彼を案じている。
星野 桃子（ほしの ももこ）→茂野 桃子（しげの ももこ）
声 - 野田順子
吾郎の継母。容姿が吾郎の実母・千秋によく似ており、茂治も一度見間違えたほど。普段は穏やかだが、ここぞと言う場面では毅然とした態度を示す厳格さも持ち合わせている。
元々は、吾郎が通っていた幼稚園の先生（アニメ版では保育園の保育士）。吾郎を幼稚園の外の私生活でも面倒を見ており、吾郎の方も大好きな野球と同等以上に慕っていた。茂治のプロポーズを受け婚約するが、その矢先に彼が急死してしまい、自らの意志で吾郎を引き取り育てる。同居するようになってからは吾郎にも母親として認められ、2人で助け合いながら生活していたが、茂治の死から4年後、彼のことを忘れられずにいながらも、何かと面倒を見てくれる英毅に惹かれ結婚し、次男・真吾と長女・ちはるを儲ける。W杯編では真吾を連れて渡米し、準決勝・決勝と夫と息子の活躍を見届けた。
茂治のプロポーズの決め手は「何になってもいいが、思いやりのある、友達を大事にする人間に育って欲しい」という子育て基準が千秋とまったく同じであったため、茂治の没後も吾郎にそれを教えて育てていくことになる。ただし、元から野球に対し興味があったわけではないので、夫や吾郎との温度差もしばしば垣間見えた。
早い段階から吾郎の養母として接していたため、実子と変わらない愛情を持っており、吾郎もそれを理解しているので彼女には頭が上がらない様子。
シリーズごとに髪型が変わるのが特徴で、『幼稚園編』～『リトルリーグ』では三つ編み、『中学編』～『高校編』では後ろで一つにまとめたスタイル、『マイナーリーグ編』以降は、パーマのかかったセミロングヘアにしていた。
『2nd』では50代半ば～後半となり、ややふくよかな体型となって老眼鏡をかけるようになった。小学生編では英毅と共に大吾の試合を観戦している。大吾のことを「大ちゃん」と呼んでいる。
茂野 真吾（しげの しんご）
声 - 笹本優子（第2シリーズ）、岩村琴美（第3シリーズ以降）
英毅と桃子の長男であり、吾郎の義弟。吾郎のことを実の兄のように慕っており、彼からも可愛がられている。
少年野球団に入り野球をするようになるが、実父の英毅も兄の吾郎もプロ野球選手ということと自身の実力とのギャップが心の重荷になっている事に嫌気が差し、辞めたがっていた。アニメ版では吾郎がオフの日に遊びに付き合ってもらった際の帰り際に自身の葛藤と「野球だけじゃなくて、もっと色々なことに挑戦してみたい」と打ち明け、「俺は野球が楽しいからやってるだけで、夢はいっぱいあっていい。自分が楽しいと思えることを精一杯頑張っていればそれでいい」と諭され、野球を続けることを決意する。
W杯決勝のアメリカ戦でギブソンJr. にサヨナラホームランを打たれた吾郎を批判する日本のファンに対し、「兄ちゃんは打たれたくて打たれたわけじゃない！」と吾郎を庇った。
高校でも野球を続けているようで、両親がワールドシリーズ観戦のために渡米する際は、野球部の練習があるため千春とともに日本へ残った。髪型も坊ちゃん刈りから坊主頭になり一人称は「僕」から「俺」に、吾郎への呼び方も「兄貴」に変わっている。
茂野 ちはる（しげの ちはる）
声 - 金田朋子
英毅と桃子の長女であり、吾郎の義妹。原作では吾郎が高校1年生の夏に生まれ、アニメでは2年生の春に生まれている。名前は平仮名だったが、「キャラクター名鑑　完全版」においては、「千春」と漢字表記されている。男の子が生まれても千春だったらしい。
ベッキーという犬を飼い始めており、ワールドシリーズ観戦のために渡米する桃子からは、散歩を忘れないように言われていた。
茂野 いずみ（しげの いずみ）
声 - くまいもとこ（メッセージ）、高森奈津美（セカンド）
投手。右投右打。
吾郎と薫の長女で、大吾の3歳上の姉。両親に似て明るく勝気な性格。小学生時はツインテールで、中学生時はお下げにしている。
吾郎がメジャー8年目でワールドシリーズを制覇した直後にアメリカにて誕生する。小学生のときに吾郎のホーネッツ退団に伴い日本に引っ越すが、野手転向のトレーニングの傍ら、仕事もせず家で怠けているフリをしている吾郎の姿に憤りを感じていた。しかし、母に連れられ見に行った父の復帰試合で、野球の楽しさを身をもって伝えようとする父の姿に涙を流し、父や野球に対する考えを改める。程なくして自らも両親が在籍していた三船リトルに入団し、引退まで主力として活躍した。
『2nd』では風林学園中等部に進学したが、後に硬式の女子野球部を擁する横浜星倫高校へ外部進学している。小学生編では、挫折から心が折れたことで無気力な日々を送る弟・大吾に対しては両親や彼のように選手生命に関わるほどの挫折の経験がないこともあり、母親同様結果的には荒療治になってしまっていることに気づかないまま度々厳しい言葉をかけていた。その後も大吾に対する態度は両親が大吾自身を祝福する中一人だけ輪に入らない等、基本的には辛辣である。しかし、彼が光の影響で再び野球と向き合おうとしてからは自身の経験を踏まえて助言をしている。原作ではどこを守っているのかははっきりとしていないが（ただし、大吾からキャッチャーをしてみたいと相談された際の作画や、「完投して疲れてる」など、投手を思わせる場面もある）、アニメ版では風林中のエースとして活躍していた。また、中学生編ではOGとして三船リトルの後輩たちを指導している描写がある。
容姿はかなり良く、光の活躍やエースの座が危うくなったことなどで不貞腐れ野球を辞めようと思っていた卜部が家に現れた時にその容姿が目を引き、「経験の浅い大吾や光が活躍しただけでチームが急激に強くなれる訳がないのだから二人のバックアップを経験を踏まえて行うことも立派な役割」と野球の助言も与えて再びやる気を出した事がある。
当初は平仮名表記だったが、『2nd』では「泉」と漢字表記されていることが多くなった。

## 薫の親族
清水 大河（しみず たいが）
声 - 朴璐美
薫の2歳下の弟。横浜リトル・シニアで5年間レギュラーを張った。長打力はないがシュアな打撃と堅実で華麗な守備が持ち味である。初見で吾郎のストレートをバットに当てたり、9回2アウト2ストライクと追い込まれた段階での代打起用で香取のスライダーをヒットにするなど随所に野球センスを見せる。
吾郎が聖秀に野球部を作ったことを姉に知らされ、名門の誘いを蹴って入学。現実的で冷めている面があったため、吾郎が海堂二軍との練習試合で足を怪我したとき、他力本願な自身の本音を打ち明けた上で躊躇なく野球部を辞めようとしたが、姉からの叱咤で思いとどまる。大会前には残留を依頼しようとした田代と藤井に「吾郎の代わりに投手を務める」と自分から申し出て、練習していくうちに1ヶ月でカーブも投げられるようになった。
夏の大会初戦である陽花戦までは、やる気に欠ける態度を取り吾郎を怒らせてしまうこともあったが、彼の不屈の闘志と他の部員のサポートに触発されて、自身もチームの一員としての自覚を持って行動するようになる。三船との2回戦において、利き手に怪我を負いながらも奮闘し、久里山戦では完全試合を阻止するヒットや唐沢の犠牲フライを阻止するホームへの好返球を見せる。海堂戦では9回の勝ち越し適時二塁打を含む4安打に加え、本職ではない右翼手で3度のファインプレーを見せ、海堂ナインも試合途中から吾郎だけではなく彼のことも警戒した。
吾郎らがチームを卒業した後、1年生ながらキャプテンを任される。「自分では吾郎が所属していた時以上の結果は残せない」と悩んでいたところ、吾郎から「お前はお前のチームを作ればいい」と諭され、キャプテンとしてチームをまとめていくようになる。「打倒海堂」のつもりでチームを引っ張っていたが、毎年1、2回戦突破がやっとで、最後の夏も海堂戦の一歩手前で敗退した。いつもはクールに振舞っていたが、この時は人目をはばからず大泣きする姿を見せた。
姉と吾郎の関係がなかなか進展しないのを見兼ね、要所で2人の背中を押す“キューピッド”としての役割も務める。
卒業後は美容師に就職し、ワールドシリーズ編では自分の店を運営している。吾郎のことは学生時代から結婚するまでは「茂野先輩」と呼んで敬語を使っていたが、ワールドシリーズ編からは「兄貴」と呼び、対等な口調で話している。
アニメ版では第1シリーズで顔を見せ、野球に興味を示す場面がある。第3シリーズでは海堂の特待生枠を打診されながらも聖秀に来たこと、異性に関しては年下にしか興味がないことなどが描かれた。また、リトル時代には「自分もこんな選手になりたい」と寿也に憧れ（原作では大河のリトル時代は特に描かれていない）を抱いていた。
吾郎以外のチームメイトは大河のことを原作では清水と呼んでいるが（吾郎も稀に清水と呼ぶことがある）、アニメ版では大河と呼んでいる（クラスメイトの綾音のみ「清水君」と呼んでいる）。原作では最後まで投手を続けているがアニメ版では、新入生が入ってからは本来のポジションである遊撃手に専念し、また、新入生の渋谷とは自分の実力を過信する彼の態度を不快に思い何かと衝突していたが、渋谷と以前の自分が似ていることに気付き、過去の吾郎と同じように渋谷を叱咤し、2回戦を勝ち抜いた。このことがきっかけで自身もキャプテンとして成長することができた。
OVA『メジャー・メッセージ』では、吾郎の現役復帰に向けた打撃練習に付き合う。いずみと大吾に「叔父ちゃん」と呼ばれ、「お兄さんな…」苦笑いしながら訂正させようとしたり、密かに練習に打ち込むのを隠すため「玉打ち」に行くと嘘を吐く吾郎に快くしないいずみが憤慨して大河の前から去る際、大吾に「お互い気の強い姉を持つと大変だよな…」とぼやく場面があった。
『2nd』では結婚し、ヘアーサロンの経営を続けて野球には深く関わっていなかったが、数年前に自転車事故で右肩を負傷しハサミが握れなくなってしまう。それからというもの、店のことは妻と従業員に任せ、自分はパチンコに明け暮れる自堕落な日々を送っていた。
その姿に見かねた吾郎から風林中野球部の臨時コーチを打診され、チームの現状を聞いて引き受ける。怪我の後遺症と長年のブランクが原因でノックもろくに打てなくなっていたが、自身のプライドと諦めることへの葛藤から秘かに練習し指導可能なレベルまで鍛えた。一時期江頭の横槍でコーチを外されるも、寿也が監督になった際に復帰する。また、美容師の仕事も左手でハサミを扱えるよう矯正することで復帰した。
『2nd』のアニメ第2シリーズでは原作に先駆けて登場しており、風林中野球部キャプテンに指名されながら自分の実力差から就任に悩んでいた大吾から連絡をもらった際に、自身が聖秀野球部キャプテンとなった際の経験を語っている。原作とは容姿が異なり前作に近いものになっており、怪我のエピソードも現時点ではカットされ真面目に美容師を続けている。
薫の父親
声 - 小形満
薫と大河の父親。骨格の太い体格で、眼鏡をかけている。
元ラグビー部出身で、薫のソフトボールの試合にもよく観戦しに来ていた様子。薫がアメリカへ行く為に資金集めのアルバイトに熱中するあまりソフトを辞めると言い出した際には注意し、その結果娘が再びソフトに専念するきっかけを作った。
妊娠中の薫や妻と息子と共に、吾郎のワールドシリーズの試合をテレビで観戦していたが、吾郎が怪我を押して最終戦に登場した際には一定の理解を示しつつ、「家族に先立たれて遺された者の悲しみを1番理解しているのは彼(吾郎)のはずだ‼︎」と「父親」としての自覚や責任が欠けていることを批判していた。
薫の母親
声 - 本井えみ
薫と大河の母親。自宅でだらしない薫を注意している描写が多い。妊娠中の薫や夫と息子と共に、吾郎のワールドシリーズの試合をテレビで観戦している。

## 三船リトル（ドルフィンズ）
吾郎が初めて在籍したリトルチーム。『幼稚園編』では強豪チームだったが、『リトルリーグ編』では野球人口の減少により存続が危ぶまれるまでになるも、吾郎たちの奮闘もありチームは存続し、県内屈指の強豪横浜リトルを打ち破るまでに成長。アニメ版では、その後も決して強豪とは言えないものの、チームの存続が明確に語られている。
『2nd』では、軟式野球チームになっており田代が監督を務めている。チームは弱小（本編での勝利が田代が監督に就任して初）のままだが、選手の数は吾郎の頃よりも増えている場面が見受けられる。
本田 吾郎
投手。右投右打。背番号1。
清水 薫
右翼手。右投右打。背番号9。
小森 大介（こもり だいすけ）
声 - 釘宮理恵（小学生）、宮田幸季（中学生以降）
捕手・外野手（大学）。右投右打。背番号2（リトル〜高校）・23（大学）。
小柄な体格だが抜群の野球センスの持ち主。あだ名は「こもリン」。普段あだ名で呼ぶのは大林のみだが、吾郎も呼んだことがある。
捕手としての能力は高く、小学生時代から吾郎の速球を難なく（小・中に至っては初見で、アニメではプロ入り後の球も）捕る程であり、吾郎もかなり助けられているため、小森が怪我をした時はその存在の大きさに改めて気付かされた。肩も強く中学時代は相手選手が驚いたことがあり、インサイドワークの面では宇沙美球太から高評価を受けていた。その一方で、「足は速くない」と海堂のセレクション前に自分で発言している。長打力もあり、その総合的な野球の実力は吾郎も認めるほど。またチーム内の不協和音をうまく収束させるなど人格も優れており、試合中自分に危害を加えた選手や自分をいじめていた相手を恨むようなこともなく、報復しようとした吾郎らを叱責していた。真面目でしっかりした性格だが弱気な面もあり、吾郎や沢村・山根に咎められることもあった。父は元横浜マリンスターズの捕手（アニメでは横浜ブルーオーシャンズ）でつぶらな瞳は父親譲り。小学生の頃は短髪。中学・高校時代は坊主頭になり、大学生になるとまた小学生時代のような短髪に戻っている。
薫と同様に、吾郎のことを改姓後も「本田君」と呼ぶ。野球選手としても吾郎を尊敬し自らの手本としている。
小学生の時に沢村達にいじめられていたところを吾郎に助けられ、彼に誘われて三船リトルに入団。戸塚西リトル戦で左手を負傷（捻挫）し、大会閉幕後に完治。横浜リトル戦では、吾郎やチームメイトが必死にプレーしているのを見て、自分の怪我で迷惑を掛けていると負い目を感じ、チームに勝利を捧げたい気持ち一心で同点適時打を放った。
三船東中学では主将を務める。山根らの妨害でろくに野球ができない状況下にあったが、転校してきた吾郎と彼との諍いを経て復帰した山根の尽力で再始動。寿也率いる友ノ浦中との試合では、寿也の心理作戦にはまった吾郎に活を入れて冷静さを取り戻させるなど、技術面のみならず精神面でもチームの勝利に大きく貢献した。海堂高校への進学を決意し、吾郎・寿也と共に海堂セレクションを受け4次テスト（アニメでは3次テスト）まで勝ち残ったが、寿也との勝負に敗れ、不合格になった。
市立三船高校に入学し、大林・山根と共に無名校だった三船をシード校にまで躍進させ、自らも4番として活躍。聖秀に編入した吾郎との対決では頭脳プレーでリードするも、吾郎に同点3ランを打たれ、自身も吾郎に三振に打ち取られて惜敗した。その後一球だけ吾郎の球を捕らせてもらい、自らの高校野球にけじめをつけた。高校卒業後は地元の大学（アニメでは日本教育大学）に進学して野球を続けている。W杯編では山根達から決勝戦を観戦するための渡米に誘われるが、野球部の練習を最優先に考え断念し、安藤監督の家で三船リトル当時のメンバーとTV観戦していた。
大学卒業後はサラリーマンとなり、営業中にテレビでワールドシリーズを観戦し応援していた。この頃から吾郎を「吾郎君」と呼ぶようになる。
アニメ第4シリーズでは、大学野球部で球拾いばかりの毎日だったが、ぎっくり腰になった安藤の代わりに三船リトルの監督をすることになる。そこで、横浜リトル戦を前に戦意喪失していた選手たちの士気を高めるべく、自らも猛練習を重ね、代打で出場した。
アニメ『メジャー・メッセージ』では営業マンとして生計を立てながら、安藤に請われ日曜日だけ三船リトルの監督を務めている。原作と異なり、今まで通り吾郎・薫のことを「本田君」「清水さん」と呼び訂正しようとしたが本人たちからは「本田と清水でいい」と快諾を得ている。
『2nd』では虹ヶ丘ビートルズの監督として再登場し、黒縁の眼鏡をかけている。得意のデータや頭脳を駆使した作戦で三船を追い詰めるも僅差で破れる。アニメ版ではドルフィンズの前監督であり、チームはその時の方が強かったとのこと。
沢村 涼太（さわむら りょうた）
声 - 笹島かほる（小学生）、野島裕史（中学生以降）
中堅手、投手。右投右打。背番号8。
後ろ髪の跳ねた長髪が特徴。運動神経抜群で足が速く、吾郎に劣らぬ体力の持ち主。父が地元の少年サッカークラブの監督で、自身も元々はサッカーをしていたが、野球にも順応し、本牧リトル戦ではファウルライン際へ流し打つバットコントロールも披露した。川瀬涼子に鼻の下をのばしたり、彼女に対する吾郎の眼差しをからかったりと、お調子者の一面もあるが、友情を大事にする熱い心の持ち主。
薫・小森と同様に、吾郎の改姓後も、彼を「本田」と呼んでいる。
小学生の時に小森をいじめていたが、吾郎との出会いで自らの過ちに気付き、自ら小森に謝罪して和解した。サッカーのクラブにも入っているがそれまでの罪償いも兼ねて三船リトルに入団する。
控えの投手も務めるが制球はいまひとつ。戸塚西リトル戦では縦に落ちるフォークに対してバットを縦にして構え（自称、必殺縦バット）、相手チームのエラーを誘い勝利につながった。横浜リトル戦でも、延長8回表の守備で体力の限界に達した吾郎の覚悟に奮起して、内外野の狭間に落ちると思われた難しい打球を好捕し、チームの勝利に大きく貢献した。吾郎が福岡に転校した後はエースを務めた。
三船東中学ではサッカー部の主将を務めた。その後、静岡の高校にサッカーで推薦されたが、後に膝を壊しサッカーをやめている。本人曰く「フットサルもまともにできない」。アニメ版では、その後大学のフットサルサークルに所属していると語った。
W杯編では、安藤監督の家で三船リトル当時のメンバーと決勝をTV観戦した。
メジャーリーグ編では、上記の小森同様、吾郎のいるホーネッツの優勝決定戦をトレーニングしながらラジオで聴いていた。
前原 あつし（まえはら あつし）
声 - 青山桐子、羽多野渉（W杯）
遊撃手。右投右打。背番号6。
吾郎より1学年上。出っ歯と小柄な体格が特徴。かなりのお調子者でチームのムードメーカー。一方、大の練習嫌いで諦めが早い。
2番打者を務める。本人曰く「チーム1のバントの達人」とのことで、本牧リトル戦にて相手の前進守備をかいくぐる、見事なプッシュバントを決めた。また、小森が負傷した際は3番を務め、江角のカーブをジャストミートし、相手ナインを驚かせるなど、活躍している描写が多い。
W杯編において三船リトル当時のメンバーと決勝をTV観戦した。
作者は、作中のキャラクターで自分に近い人物を聞かれた際に、前原と答えた。
アニメ第2シリーズでは、顔と声は同じだが性格は正反対の弟が登場した。第5シリーズでは、「リトル時代、茂野吾郎の面倒をみてやった」と大学内で言いふらし、女子からモテまくっていると述べている。
田辺 誠（たなべ まこと）
声 - 伊藤亜矢子、保村真（W杯）
一塁手。右投右打。背番号3。
吾郎の1学年上。背が高く面長で、癖毛とたらこ唇が特徴。前原に次いで諦めが早く、彼と同じ小学校に通っている。
打順は6番で凡退している描写が多いものの、横浜リトル戦で本塁打を打ち、野球の喜びを味わう。W杯終盤に、安藤監督の家に集まって決勝をTV観戦している。髪型がリトル時代とは違う。
アニメ第5シリーズでは、大学で軟式野球を続けていると明かしている。
長谷川（はせがわ）
声 - 恒松あゆみ
二塁手。右投右打。背番号4。
吾郎の1学年上。糸目が特徴。
足が速く1番を打つ。前原とともに、宇沙美球太から「非力だが小技は警戒すべき」と評された。安藤監督のスパルタ練習が厳しくなって恐れていたが、横浜リトル戦でその記憶を思い出しながら、田辺に続き本塁打を放った。W杯編では、安藤監督の家で三船リトル当時のメンバーと決勝をTV観戦した。
アニメ第5シリーズでは、「甥っ子とよくキャッチボールをしている」と明かしている（このことから兄、もしくは姉がいる模様）。
夏目 翔太（なつめ しょうた）
声 - 木内レイコ、浪川大輔（W杯）
三塁手。右投右打。背番号5。
吾郎より1学年上。キレのいい眉毛とタレ目が特徴。口は悪いが既存メンバーの中では真面目な性格。前原、田辺と同じ小学校に通っている。
他の選手に比べ失策する描写が多く、打撃も不振気味だったが、夏合宿で頑張り、5番打者へと成長した。前原曰く「地味な5番」で、本人も気にしていた。
関西の大学に進学したため、W杯編に三船リトルOBとして唯一再登場していない（アニメでは登場している）。
鶴田（つるた）
声 - 飯島美春、川田紳司（W杯）
左翼手。右投右打。背番号7。
吾郎の1学年上。眼鏡とギザギザの口が特徴。勤勉かつ真面目な性格で、進学塾に通っている。長谷川と同じ小学校に通っている。
試合で活躍する描写は他の選手に比べ少ないものの、横浜リトル戦にてぎっくり腰になりながらも球場に来てくれた監督に応えるため、6回2死で起死回生の安打を放った。W杯編では、安藤監督の家で三船リトル当時のメンバーと共に決勝をTV観戦した。
安藤（あんどう）
声 - 石井隆夫、鈴木清信（セカンド）
三船リトルの監督で、安藤スポーツ用品店の主人。
かつて、息子の隆文を投手に育てるべく猛特訓させたが右肘を故障させてしまい野手転向を余儀なくされた。この無念から吾郎に夢を託そうとし、幼稚園編（アニメでは保育園編）において幼稚園児（アニメでは保育園児）である吾郎に硬球での練習と変化球を教え、父・茂治に内緒で三船リトルに入団させた。しかし、これを喜んだ吾郎が茂治に話したことで茂治が激怒。店にまで来られ指導者としての良識に欠けた指導を抗議された。茂治の一喝で息子の隆文を故障させ吾郎にも同様のことをさせようとしていたと過ちに気付いた。そして茂治から吾郎の入団を正式に断られた。
隆文に対しては三船リトル在籍時は親子としてではなく監督と選手としての関係を維持するため野球をしているときは敢えて名前で呼ばず、名字で呼んでいた。一方の隆文にも「監督」と呼ばせていた。家では野球と家庭の区別で隆文と名前で呼び、隆文も「父さん」と呼んでいた。実際、隆文のリトルリーグ退団後は師弟関係が解消され親子関係に戻っていた。
自身の店での勤務時、沢村にいじめられ万引きを指示された小森が商品を万引きし、それに気づかず小森を説教した。だが一連の流れを知った吾郎から小森が自分の意志でやっていないことを伝えられ、怒りを鎮められた。その小森は吾郎と薫といじめを謝罪し、和解した沢村と共に後に三船リトルに入団。小森に対してやらされた万引きと気付かずに説教したことへの謝罪もなかったが小森も安藤に対して抵抗を感じる様子もなくすんなり解け込んでいた。
リトルリーグ編では、野球人口の減少で三船リトルに入る子も少なくなり、指導もスパルタすぎると親に注意されてしまい、思い切って出来なくなっていたが、吾郎が入ってから監督としての熱意を取り戻し、吾郎に仲間との協調を教えた。采配ぶりも堂に入っており、宇沙美球太による戦力分析でも「ベンチワークは要注意」と評される。横浜リトル戦ではぎっくり腰をおして横浜スタジアム（アニメではオーシャンスタジアム）に駆けつけた。英毅と桃子の結婚式にも参列した際には「私ももう10年若かったら桃子さんにアタックした」と言いながら2人の結婚を祝福した。
アニメでは第2、第4シリーズにも登場。前者では成長した吾郎と再会しており、後者ではまたしてもぎっくり腰になり、小森に監督代理を頼む。
W杯編では、自宅に三船リトルOBが集まって決勝をTV観戦した。
OVA『メジャー・メッセージ』でも三船リトルの監督を続けているが、日曜日のみ小森が代理を務めていることが語られている。
『2nd』では高齢なこともあり監督を引退し、店の方は息子・隆文が継いでいる。
安藤 隆文（あんどう たかふみ）
声 - 斎賀みつき、徳石勝大（セカンド）
安藤の一人息子。吾郎より6歳年上。
かつては父の指導で投手を志していたが、その半ばで肘（アニメ版では肩）を故障し、満足な投球ができなくなった。しかし、本人はそのことを一切恨んでおらず、「投手がダメなら、打者になればいい」と前向きに考えている。また茂治の打者転向に「勇気づけられた」とも語った。
リトルリーグ編にもわずかだが登場し、高校の野球部に所属している。その際、着ていたユニフォームの背番号から、ポジションは二塁手と判明。
『2nd』でも登場し、父の店を引き継いでいる。

## リトルリーグ編でのライバル達

### 久喜リトル
上河内（かみがうち）
声 - はなわ
捕手。右投右打。背番号2。
夏合宿で練習試合をした、久喜リトルの強打者。小学生離れした巨体を持つ。性格は呑気かつ大食漢で、練習嫌い。紺野とは一番親しく、「コンちゃん」と呼んでいる。洞察力に長けており、小森の打撃力を素振りだけで見抜いたり、吾郎に変化球を覚えた方が良い事も指摘した。夏合宿では練習試合で後1死で試合終了という状況で代打で登場しサヨナラ2ランホームランを打った。これを見た吾郎から対戦を申し込まれ監督は上河内を打ち取ることを条件に出すと吾郎の前に三振を喫した。これにより三船リトルとの練習試合をするが第1打席でまたも吾郎から三振するが、その後の回で吾郎がバント処理で一塁送球の際に打者走者の頭に当てたことを機に投球が乱れると上河内はホームランを打ち吾郎をKOし、三船リトルに勝利した。
原作ではリトル編以降は登場しない。アニメでは第2シリーズにて、相撲部屋に入っており、力士の姿でサボリがてらアイスを持って、ゴロー（額にはメジャーの「メ」の文字がある）という相撲部屋の飼い犬（声 - 鉄拳）を散歩するシーンがある。ただし、稽古をサボっての散歩であったため、先輩2名に捕まってしまった。
ゴローに至っては終始清水のひざにすり寄りなついていたが、怒られて逃げていった。
鉄拳と同様に、白い顔と真っ黒い目が特徴だが、修正版ではダルメシアンをベースにデザインが修正されている。
紺野
声 - 永澤菜教
久喜リトルのピッチャー。
村上
声 - 松本大
久喜リトルの監督。

### 本牧リトル
吾郎達がドルフィンズに入団して最初に戦った、県大会での対戦相手。安藤の情報では、去年の準々決勝で名門・横浜リトルと戦い負けはしたが苦戦させ、たった1点差だったとのこと。
岡村三兄弟（おかむらさんきょうだい）
声 - 竹内順子（三兄弟すべて）
三つ子の兄弟で、ともに広い守備範囲と高い守備技術を持ち、「（本牧の）恐怖のブラックトライアングル」と呼ばれている（吾郎から最初の聞き間違いあるいはわざと「ブラックカスタネット」と呼ばれている）。
一郎（いちろう）
二塁手。右投左打。背番号4。
一番打者。バットコントロールに優れ、ストライク球を確実にファウルして相手を疲弊させた挙句、四球を選ばせて出塁する技術を持つ（「地獄のバックファイアーピッチャー殺し」と呼ばれている）。
二郎（じろう）
遊撃手。右投左打。背番号6。
二番打者。バントや盗塁といった小技を得意とする。
三郎（さぶろう）
中堅手・投手。右投左打。背番号8。
三番打者。長打力に優れ、二郎の盗塁を警戒した直球に狙いを定め、強打で点を稼ぐポイントゲッター。三人の中でも特に守備範囲が広い。
一年前まで投手をしていたが肩を壊していた模様。三船リトル戦では6回裏2死と勝利目前の局面で「ブラックトライアングル」の盲点（三塁線攻め）を見破られた末、同点にされる。満塁の状態で吾郎に打順が回り、彼への対応は毎回敬遠だったが、敬遠できる状況ではなかったため、トライアングルを崩し、三郎がマウンドに上がって勝負するも彼のサヨナラ満塁本塁打で敗退した。
北浦（きたうら）
投手。背番号1。右投。
本牧リトルのエース投手。小柄な体格で眼鏡をかけている。岡村三兄弟には従順。小森から見ても「絶好球」しか投げられないが、それゆえの体重移動の難しさから柵越えのホームランを打ちにくく、打球のほとんどを岡村三兄弟に捕られる（データによると、73個のアウトのうちの65個）。それゆえ長距離打者は必ず敬遠する。

### 戸塚西リトル
去年の成績はベスト4。しかし、バッテリー以外の守備はそれほど上手くなく、前原達は最初バカにしていた。
宇沙美 球太（うさみ きゅうた）
声 - 加藤優子
投手。左投左打。背番号1。
剛速球とフォークボールが武器。小学6年生。打撃もよく、1番バッターで流し打ちもできる。プロを意識して木製バットを使用。速球に強い吾郎も空振りさせられるほどのボールを投げる。
野球好きの父に強引に野球を始めさせられスパルタ教育を受けていたが、自分が所属するチームが勝利した際に父が内心喜んでいる事に思い込みから「父のために野球をする事が全て」という考えに至ってしまい、自分でも気付かない内に父に絶対服従の野球ロボットのようになっていった。
三船リトル戦では最終回、完全試合まで後二人まで追い込んだが、沢村のとっさの思いつき『縦バント』で自身のエラーで出塁を許し、それを逃す。さらに得意球・フォークの多用により握力が弱まったことと縦バントによる揺さぶりから、薫と長谷川を2者連続四球、前原を与死球で押し出し、小森の走者一掃の長打で5対4まで追い上げられる。父である監督から吾郎を敬遠するよう指示されるが、彼に「親父の言いなりで野球やって楽しいのか」「誰のために野球やってんだ」と質問され父のやり方に疑問を抱き、指示を無視する。ストレートで勝負するも、父に投手交代を迫られたのを機に今までの鬱憤と本音を父に吐露。周囲から擁護され交代もなく、チームメイトの声援と自分の意思で吾郎と「心のこもった真剣勝負」するも、彼に逆転サヨナラ2ランホームランを打たれた。しかし、吾郎との勝負で初めて野球の面白さを実感し、チームメイトとも打ち解けるようになり、父の今までの行き過ぎた指導を責める事はなく野球を勧めてくれた父に感謝し和解した。
宇沙美（うさみ）
声 - 内田直哉
宇沙美球太の父親で戸塚西リトルの監督。名前不明。大の野球好きで勝つ為なら些細な妥協も許さず特に息子・球太に対しては一段と厳しい。それは野球のみならず普段の生活面においても野球以外のスポーツで遊ぶことを禁止し、ゲームや漫画も野球系のものに限らせ、友人と関わるのも「くだらん友情ごっこ」と吐き捨て、百害あって一利なしとみなして禁止した。試合に勝利した際は素直に球太に「嬉しかったぞ。好きなもの食べていいぞ。」と喜びを伝えることもあるが、決まりを破ったり自分のチームが負けそうになると公衆の面前でも平然と容赦なく球太を平手打ちするほどに厳格。そのこともあり球太を絶対服従の野球ロボットにしてしまった。
さらに、球太以外の選手達の野球の能力を全く信用していなかったために、球太を除く選手達から不満を抱かれ人望がないことにも気付かなかった。自分の方針は正しいと本気で信じていたために、その方針が原因で吾郎を始めとする周囲を敵に回して責められたことに驚愕。審判からも「スパルタはご自由ですがあなたが行っているのは恐怖政治でしょう」とまでいわれる事態に。アニメでは審判にリトルリーグの理念に自らの行いが正しいと思うか聞かれ沈黙。大人しくベンチに引き下がった。父の束縛から解放された球太のストレートを見て自らの過ちに気付いた。試合では敗北したが、球太から今までの行き過ぎた指導を責められることはなく野球を勧めてくれたことに感謝され、他の選手とも和解する。
試合後は食事会と選手たちへの労いを兼ねて自分自身を含めた反省ミーティングの実施を宣言した。
その他のチームメイト
橋本、三塁手（声 - 櫨山めぐみ）。松本、二塁手（声 - 森愛子）。堺、一塁手（声 - 藁谷麻美）。向井、中堅手（声 - 小林優子）。
戸塚西リトルのメンバー。宇沙美の父である監督が息子である球太の能力しか信用していなかった為に、自分達がただチームにいるだけで全く信用されていなかった事に不満を抱いていた。しかし、吾郎が監督である球太の父が彼に対する指導が行き過ぎている事を指摘したことをきっかけに、彼等も吾郎達共々監督を睨んで球太を擁護した。

### 横浜リトル
全国優勝もしたことがある、リトルリーグ界屈指の強豪チーム。『メジャー2nd』では、小学生編で直接は登場しなかったが、今でも全国大会に出る程の強豪とのこと。中学校編では、風林中野球部員の9人中4人が横浜リトルOGである。
佐藤 寿也
捕手。右投右打。背番号12（小学4年時）→2（小学5、6年時）。
真島（まじま）
声 - 水沢史絵
三塁手。右投左打。背番号5。
横浜リトルの4番打者。中学1年生。クールでドライな性格で、プライドが高い。
非常に高い実力の持ち主で、吾郎から本塁打を放った（スタンドインする程）数少ない人物。三船リトルや吾郎を「坊や」と呼び見下していたが、試合の中で吾郎の実力と野球に対する熱意を認めていき、監督の指示を無視して勝負に挑むほど熱くなっていった。延長8回裏の守りでハードラックに遭い、これが自チームの敗戦に直結した。
羽生（はぶ）
声 - 喜田あゆ美
一塁手。左投左打。背番号3。
横浜リトルの5番打者。丸眼鏡が特徴。三船リトル戦では2回裏に、吾郎が寿也のリードに翻弄されつつも打ち返した打球を好捕、併殺にとる。3回表、吾郎のチェンジアップには三振し、この様子が監督を含めた味方ナインの度肝を抜く。真島同様にヘッドスライディングで既にアウトにした場面では「アウトなんだけど」と三船を見下した態度をとるが、試合の中で吾郎の実力と野球に対する熱意を認めていき、彼も熱くなっていった。
伊達（だて）
声 - 久嶋志帆
遊撃手。右投右打。背番号6。
横浜リトルの1番打者。真島と同年代。テクノカットが特徴。三船リトル戦では試合開始早々、叩きつけ打法で出塁。
村井（むらい）
声 - 相田さやか
二塁手。右投右打。背番号4。
横浜リトルの2番打者。たらこ唇が特徴。三船リトル戦では「堅い」と思いつつも初回から送りバント。延長8回表でもその役割を果たすが、直後に相手ナインが奮起したため水泡に帰す。
関（せき）
中堅手。右投右打。背番号8。
横浜リトルの7番打者。彼とともに外野を守るレギュラーは、右翼手が松原、左翼手が坂上。
江角（えすみ）
声 - 松本さち
投手。左投左打。背番号1。
横浜リトルのエース。真島や伊達と同年代。坊主頭とキツネ目が特徴。
30イニング無失点記録を持つ。変化の大きいカーブをウィニングショットにしている。三船リトルはこのカーブを攻略すべくカーブ打ちの練習をして対策を練っていた。そして三船リトルとの試合では打者として両チームを通じて最初の打点を記録するも、本業の投球では前述したように対策を練っていた三船リトルに自慢のカーブを攻略される。その後、プライドの高い性格から後藤のアドバイスを聞き入れずに意固地にカーブを投げ続けるもさらに失点してしまい、初回で4点を失う。監督の樫本からは全力でやっていないと指摘され、交代させられた。ベンチに下がった後は2番手で登板した菊地も三船の追い上げを受けて失点しているにもかかわらず薄ら笑いを浮かべたため、樫本から「味方が打たれたのがそんなに嬉しいか？」と注意された。
後藤（ごとう）
捕手。右投。背番号2。
三船リトル戦開始時点での、横浜リトルの正捕手。団子鼻が特徴。江角や菊地に対して懸命にリードを試みるが2回途中で寿也に交代させられる。江角にはカーブを狙われていることに気付き投球パターンを変えるようアドバイスするも否定されてしまった。樫本には交代を告げられた際に「佐藤はまだ新人ですよ」と交代に異議を唱えたが、逆に「お前も江角と菊地をちゃんとリードしていればこんなに(9－0から9－7の2点差に)追い上げられていなかった」とリードの拙さを指摘された。事実横浜リトルは三船リトルに敗北を喫するも、寿也がリードしてからは同点に追いつかれサヨナラ負けを喫するまでの失点数が後藤の7に対し、寿也がマスクを被ってからは3で菊地を立て直している。
菊地（きくち）
投手。右投げ。背番号10。
三船リトル戦で二番手として、江角に代わって登板した。彫りの深い顔が特徴。自身で「10番が横浜リトルのエースナンバー」と発言している。速球が武器でカーブも投げられるが、吾郎のストレートに見慣れていた三船リトルに軽く打たれてしまう。後藤と交代した年下の寿也のリードを当初は受けずにいたが、吾郎との対戦で寿也のリードを無視して投げたあわやホームラン性の特大ファールを打たれると、リードに従うようになる。寿也のリードを受けてからは持ち直したこともあり好投。6回の守備で安定度を欠いたが、監督は彼の続投による試合決着を図る。その結果、見通しの甘さが裏目に出て、延長戦に入ると川瀬に交代させられる。
映画版でもわずかに登場し、北九州リトルに打ち込まれる。
川瀬 涼子（かわせ りょうこ）
声 - 遠藤久美子
投手。右投右打。背番号15。
アメリカからの帰国子女。男勝りで負けず嫌いな性格で、吾郎や寿也より2学年上。ロングヘアーを三つ編みにしている。
父の仕事の都合で渡米した直後、偶然にもテレビに映っていたギブソンに憧れて野球を始め、その影響で彼を彷彿させる投球フォームを持ち味とし、ムービングファストボールを得意とする。
吾郎の初恋の相手で、普段は辛口な彼や他の三船の選手、特に沢村をして「かわいい」と言わしめるほどの容姿。しかし、試合前に寿也と三人で会った際、ギブソンの起こした死球での死亡事故について、その相手が吾郎の父とは知らずギブソンの方に同情しており、「よけられない方が悪い」と悪気なく言い放ったため、吾郎の恋心はすっかり冷めてしまった。
「ウチ（自チーム）で一番の投手」と評価されているが、三船リトル戦では、延長入りして吾郎の体力を削った後にしか登板機会を貰えず、8回裏には吾郎への敬遠策を強いられ、性差による不利を意識させられる。葛藤の末に吾郎と真っ向勝負をするもランニングホームラン（実際にはエンタイトル二塁打の当たりでそのままプレーが続行され、サードクロスプレイ時に偶然脱げ飛んだ吾郎のヘルメットに送球が当たり、途中で一時力尽きながらもホームイン）を打たれ、敗戦投手となった。
その後、埼玉県立大磯高校で男子になりすまし野球部に入部している。
原作ではリトルリーグ編後は登場しない。アニメでは第2シリーズに登場し、山下高校野球部に所属している。規定により公式戦には出場できないため、練習試合のみで登板しているという設定である。第3シリーズでは、大磯国際大学の女性エースとして再登場し、八木沼隼人を三振に打ち取った。また、久里山高校の香取対策として、綾音から頼まれ、聖秀高校のスライダー打ちの練習に協力した（原作では大河がボロボロになりながら最後まで投げ続けている）。第5シリーズでは就職活動をしている最中に、アメリカを相手に奮闘する吾郎の姿を見て、プロ野球の独立リーグのトライアウトに挑戦することを決意した。
作者曰く「ちょっと消化不良に終わった」。
樫本 修一（かしもと しゅういち）
声 - 楠大典
横浜リトルの監督。
茂治の幼馴染で、同じ横浜リトルでプレーした。リトル時代、エース争いの試合で茂治に死球を与え骨折させてしまい、責任を感じて練習に出なくなるが、茂治に励まされ立ち直った過去がある。高校時代は甲子園準優勝経験があり、元千葉マリンズ（千葉ロッテマリーンズがモデル）の選手（プロでは怪我などもあり、あまり活躍できなかったようである）。
横浜リトルでは厳しい監督だが、よく教え子たちの悩みや相談も聞くなど良き監督として慕われている。
試合でも勝利を第一に考えるが、秋季大会での三船リトル戦では選手層で有利ながら控え戦力の温存を図りハンデ戦へ持ち込んだため、相手ナインの奮起を招いたことで負けた。
特徴的なサングラスをかけており、三船ナインからは「サングラスのおっさん」と呼ばれている。
夏合宿における三船リトルとの練習試合で、わざと三船リトル側の不利になる判定をしたり、茂治を愚弄しわざと吾郎を怒らせたが、「茂治が伝えたかったのは死や痛みではなく、ボールを使う野球の素晴らしさではないのか！？」と吾郎に問いかけるなど、彼の死球恐怖症を克服させた。
原作では中学編で一度登場し、寿也の所属する友ノ浦中の試合を観戦している所で吾郎と久しぶりに再会、寿也の過去を吾郎に話すシーンがあるが、それ以降は登場しない。アニメでは第3シリーズにて、茂野英毅と共に聖秀高校にコーチとして訪れた。清水大河は教え子だったようであり、樫本によって大河の特色が語られた。「またノックを打てるのを楽しみにしていた」と言われた際、普段はクールな大河も苦笑するなどリトル時代にかなり鍛えられたことを示唆している。

## 三船東中学校
野球部員達の吾郎の呼び方
小森、清水、沢村の3名以外は、改姓前の吾郎との面識は皆無だったが、野球部全員が吾郎のことを旧姓の「本田」と呼んでいる。また、野球経験者の吾郎、小森、大林、山根以外は野球経験がない素人ばかりであったが、話の進行とともにかなり上達していき、地区大会3回戦では寿也のいる友ノ浦中に勝利。決勝では三船西中を相手に快勝し、初の県大会進出を達成した。県大会では眉村擁する海堂付属中に大敗。
及川（おいかわ）
声 - 武内健
中堅手・右翼手。右投右打。背番号8。
色黒の肌に金髪が特徴。野球部の部室を溜まり場にしていた山根の不良仲間だったが、吾郎と出会って復帰した山根の誘いで本格的に野球を始める。
野球経験は乏しいが運動神経はよく足も速い為、トップバッターに抜擢される。守備では佐藤寿也の大飛球を追い、フェンスに登ったこともある。牟田に比べて真面目な性格で、過去の行いを反省する発言もみられた。再入部以前は同級生を恫喝するなど（アニメでは別のシーンに差し替えられている）粗野な描写が目立っていたが根は臆病で小心者であり、吾郎や山根のように威圧感のある人物には頭が上がらない。
高校卒業後は就職し大工をしている。W杯観戦のための渡米を仕事の都合で断念した。
アニメ版では、W杯決勝戦をラジオ・テレビ観戦している。また、会社で草野球をしていることを明かされている。
就職先の社長と些細なことで言い合いになり一時退職するが、その後に行った先の定食屋のテレビで放送されていたW杯決勝戦を見て、吾郎の野球に対する誠実さを思い出し、家づくりに命がけで取り組む決心をする。社長に無礼を謝罪に行き、真相を理解した社長の計らいで解雇は取り消された。
牟田（むた）
声 - 桐井大介
投手・三塁手・中堅手。右投右打。背番号10。
リーゼントと鼻ピアスが特徴。野球部の部室を溜まり場にしていた山根の不良仲間だったが、吾郎と出会って野球を再開した山根の説得もあって野球を始める。及川同様に根は臆病で小心者であり、吾郎や山根を恐れていた。
スタメン入りしておらず補欠だったことで小森に文句を言っていたが、山根に「ピンチで颯爽と現れる秘密兵器でお前にしかできない役目だ」と持ち上げられそれを真に受け嬉しく思い、上手く丸め込まれている一面もあり、かなりのお調子者。及川と比べていい加減な性格で、引退後練習に顔を出しノックを打つなど後輩の宮本たちに先輩風を吹かせることもしばしば。
技術的には素人で、当初は本格的に野球をすることを渋って辞めようとしたが、次第に野球の楽しさを理解し始めて思い留まった。なお、原作では練習についていけず及川と共にすぐに辞めようとする話が描かれたが、アニメではギャグ描写で終わっている。
宝仙中戦では吾郎が遅刻をしたため、投手として先発した。友ノ浦中戦では7回裏2死から代打出場し、安打を放った（その後打線が繋がりチームはサヨナラ勝ちした）。
W杯編では山根・大林と共にアメリカに駆けつけた。髪型が長髪に変化していたが、そのせいで吾郎や薫に気づいてもらえなかった。
アニメ版では、及川同様に会社で草野球をやっているが、そこでも（乱闘の）「秘密兵器」らしい。
宮本（みやもと）
声 - 河野裕
遊撃手・三塁手。右投右打。背番号5（吾郎入部前）→6。
吾郎の2つ下の後輩。野球部のビラを見て矢部と共に入部した。3つ年上の兄も補欠だが三船東中の野球部だった。四死球を選ぶ描写が多く、2番打者としてつなぎの役目を果たした。バントもできる。
友ノ浦中戦では2点を追う最終回二死満塁で打席に立つが、寿也の速球に手が出ず、2ストライクまで追い込まれる。しかし吾郎に「同じ三振なら思い切り振って三振してこい」とアドバイスされ、スイングして空振りするが振り逃げとなって出塁し、二者が生還して同点に追いついた。
矢部（やべ）
声 - 茂木滋
二塁手・遊撃手。右投右打。背番号6（吾郎入部前）→4。
吾郎の2つ下の後輩。野球部のビラを見て宮本と共に入部した。試合では出塁した描写がチームで唯一ない。友ノ浦中戦の最終回では代打（牟田）を送られた。
広崎（ひろさき）
声 - 三本政樹
左翼手。右投右打。背番号7。
吾郎の2つ下の後輩。山根の野球部復帰後に入部した。友ノ浦中戦の最終回四球を選んで出塁し、その後好走塁で同点のホームを踏んだ。
庄司（しょうじ）
声 - 森伸
右翼手・二塁手。右投右打。背番号4（吾郎入部前）→9
吾郎の2つ下の後輩。山根の野球部復帰後に入部した。宝仙中終盤では、「本当のチームワーク」を意識して体を張った守備を見せ、ピンチを防ぐ。友ノ浦中戦の最終回では、吾郎のアドバイスを受けセーフティーバントを決め、後続につないだ。
高橋（たかはし）
右翼手・三塁手（アニメのみ）
吾郎達の1学年上である野球部員。地区大会の成績が振るわずスタメンを山根に奪われてしまい、彼に辞退を依頼するが断られ、逆恨みで大会前に右手に大怪我を負わせる。この一件が元で山根が野球を憎み不良行為に走る原因を作った張本人。

### 三船高校進学メンバー
大林 雅彦（おおばやし まさひこ）
声 - 長谷川歩
三塁手・投手（中学校）、一塁手（高校）。右投右打。背番号1（吾郎入部前）→5（吾郎入部後）→3（高校）。
糸目と高い背丈が特徴。性格は非常に弱気。小森を「こもリン」と呼ぶ。
元々剣道をやっていたが、小森の誘いで野球部に入部。山根らの妨害に挫けていたが、転校してきた吾郎の一喝で立ち直り小森とともに部の再建に乗り出す。吾郎が入部するまではエースだったらしく、練習試合の三船西中戦では先発、地区大会1回戦の宝仙中戦でも大量失点した牟田に代わって登板した（両試合とも途中で吾郎に交代）。三船高校進学後も野球部に所属し、三船東中では6番打者で、安打を放つことがあまりなかったが、吾郎のいる聖秀と戦った時には3番に出世、ヒットエンドランを決め、終盤吾郎に本塁打を打たれて後悔する小森と山根を叱咤するなど心身ともに成長（吾郎も大林の上達ぶりを認めていた）した姿を見せた。大学ではサークルで野球を続けている。
W杯編では山根・牟田と共にアメリカに駆けつけた。
原作では当初、「雅隆」という名前だった（中学での部員勧誘シーン）。
山根 義隆（やまね よしたか）
声 - 荻原秀樹
右翼手・三塁手（〜中学校2年）、一塁手（中学校3年）、投手（高校）。左投右打。背番号3（中学校）→1（高校）。
長髪（高校時代は短髪）と濃い顔が特徴。不良時代もあったが、本来は真面目な努力家。打者としては長打力があり、投手としては高い制球力による緩急をつけた投球で勝負する。
中学2年の時、レギュラーを奪われた先輩の高橋に逆恨みされ、右ひじに再起不能の重傷を負わされる（アニメでは練習試合中の走塁妨害の事故に変更されているが、高橋が故意に怪我を負わせた点は共通しており、周囲からの咎めも無くレギュラー入りしている）。それ以来野球部員を逆恨みし、野球部壊滅を目論んで及川や牟田に脅迫や野球道具の損壊をさせるが、サウスポーに転向した吾郎と出会い、殴り合いの末に吾郎から野球を諦めきれない心中を見抜かれ、彼が左投げに転向するまでの努力と野球に対する熱意を知って再び野球部に復帰する。三船西中との練習試合での左投げの吾郎の速球を見たことの驚きや、まともに左で投げられるのに2ヶ月もかからなかったという吾郎の言葉もあって、自身も左投げに転向する。非常に仲間思いであり、及川や牟田を熱心に野球部へ誘ったり、復帰後脅迫した元部員の面々に率先して謝罪に行った。
その後は練習に励み、5番打者として大会に出場。地区大会1回戦の宝仙中戦では吾郎から自分を含めた全員がチームワークの意味を誤認していることを指摘されて気合を入れ直し、逆転サヨナラ満塁本塁打を打つ。3回戦の友ノ浦中戦では一時勝ち越しとなる本塁打を放った。左投げに転向したばかりの頃は遠投50メートルが限界で、三船高校野球部入部当初は肩を壊しているので一塁手しかできないと先輩たちに表向きの説明していたが、その後投手に転向してエースを務めるまでに成長。県大会2回戦で吾郎のいる聖秀と対戦した時は、小森とバッテリーを組み、吾郎に「アイツがいなければ今の自分はなかった」と果敢に勝負を挑んだが同点3ランを打たれ、最後は惜敗した。アニメでは試合終了後に吾郎に「甲子園へ行け」と励ましの声を掛けている。大学ではサークルで野球を続けている。
W杯編では牟田・大林と共にアメリカに駆けつけた。
リトル編の本牧リトルのスタメン選手にも、同姓のキャラが存在する。

## その他の中学校

### 友ノ浦中学校
鈴木 綾音（すずき あやね）
声 - 茅原実里
寿也の通う友ノ浦中学校の1年生。苗字はアニメで設定された。
野球に関心はなかったが、学校での抜き打ち検査でたまごっちを没収され、それを寿也が密かに取りかえしてくれたことから（アニメでは階段から落ちそうになったところを寿也に助けて貰ったのがきっかけで）、彼に憧れて友ノ浦中野球部のマネージャーになった。そして彼の事を恋愛対象と意識するようになる。海堂の夢島に行く寿也に、クッキーの差し入れをしたのを最後に登場しなくなった。
アニメ第2シリーズ1話では吾郎に三船東中学校を尋ねられるも、間違えて三船西中学校を案内してしまった。
原作では中学編のみの登場で、原作者は彼女について「大人しい性格ゆえに機能しなかったキャラクター」と述べている。
アニメではその後聖秀学院高校に進学し、最終シリーズまで登場している。大河のクラスメイトかつ聖秀野球部のマネージャーとなる（髪型は三つ編みからストレートのロングヘアになった）。入部当初からマネージャーとしてスコアブックを付けられるほどに成長している。当初は寿也への想いは相変わらずだったが、彼の聖秀への態度に少し落ち込み、野球部が頑張っているのを見て寿也へライバル心を持つようになる。その後、第4シリーズ以降も大河率いる聖秀野球部をマネージャーとして支えている。
吾郎のことは、寿也のライバルということも拍車にかけ「野蛮な人」と評価していたが、第3シリーズで聖秀野球部の同じ野球部員になってからは、次第にそのイメージは払拭されていった。
由美（ゆみ）
声 - 久嶋志帆
綾音の友人。キツネ目が特徴。強引な性格で、引っ込み思案な綾音を後押ししたりする。
倉本（くらもと）
声 - 並木伸一
三塁手・捕手（友ノ浦中時、三船東戦最終回のみ）。背番号5。右投右打。
友ノ浦中学軟式野球部の3番打者。寿也の理解者。
三船東戦で寿也に頼りがちなチームメイトを叱咤するなど、さりげなくチームメイトをまとめるムードメーカーでもある。三船東戦の終盤で寿也が登板した際には捕手も務めた。
高校の進路については、三船東中の県大会進出時の時点では三船高校を予定していたが、その後の足取りは不明で、三船高校野球部のメンバーにも登場しない。
成瀬（なるせ）
声 - 藤田圭宣
投手。背番号1。右投。
友ノ浦中学軟式野球部のエース投手。アンダースローの投球フォームが特徴。球種・緩急・コースとも変幻自在で、それを寿也がリードすることにより、1・2回戦とも無失点で勝利。三船東戦でも試合を優位に進めていたが、寿也の緻密なリードへの対応とアンダースロー特有の疲労ゆえに疲弊し、6回裏の及川への押し出し死球を最後に降板。

### 三船西中学校
吾郎が東中に転校する前は県大会への出場を決めるなど、この地区では名の知れ渡っている強豪校。原作では、吾郎たちとの練習試合は恒例の交流戦と大会前の計二度行われており、交流戦で連れてきたのは全員一年生で入部テスト代わりにしていたが、アニメでは交流戦に出場したのは全員レギュラーの設定であり、入部テスト代わりにしていない。また、二回目の練習試合も行っておらず、狡い一面も特にない正当な強豪校になっている。
仁田峠（にたとうげ）
声 - 山口隆行
西中野球部の投手。右投げ。2年生からエースを務めており、山根が一目置く本格派。練習試合では及川から三球三振を奪うも、途中出場した吾郎からホームランを浴び最後は山根にも打たれて敗北した。また、その練習試合で三塁走者としてホームを狙い捕手の小森にタックルするも、小森はボールをこぼさずアウトになった。この際に若干右肩を痛め小森から「大丈夫ですか」と気遣う言葉をかけられたが、監督からは「せっかくのチャンスを無駄にしやがって」と苦言された。その後マウンドに上がると小森の打席で監督から敬遠指示されるが、右肩のことを心配しなかった監督とタックルされながらも自分を気遣った小森との差からラフプレーをすることに疑問を抱く。指示を無視した結果、小森に打たれてしまい負けたがチーム全体としてラフプレーを止めるきっかけとなった。地区大会決勝では成長した三船東ナインに完敗した。
野球部顧問
声 - 土田大
西中野球部の監督を務める。勝利意識が高く、三船東との練習試合では新入生に野球部への入部希望者が多いことを背景に試合でテストを実施し、打順ごとの役割に沿ったプレーを要求するなど選手には非常に厳しい面を見せた。さらに負傷から部に復帰したばかりで送球がままならなかった山根を含めた東中ナインを練習試合で罵ったほか、原作では途中出場した吾郎を警戒して試合を持越し、選手に公然と妨害を指示するなど狡猾な面もあった。吾郎には仕返しされるとターゲットを小森に変更。こちらも仕返しはされなかったが小森の執念が上回り負傷させることはできなかった。仁田峠には小森の打席で敬遠を指示するもラフプレーをすることに疑問を抱いた仁田峠から指示を無視された。

### 青武館中学校
地区大会の2回戦で三船東中と対戦し、1四球だけのノーヒットノーランを喫して敗退。
堂本（どうもと）、長渕（ながぶち）、天野（あまの）
声 - 松林大樹（堂本）、白熊寛嗣（長渕）、羽多野渉（天野）
青武館中学軟式野球部と横浜シニアに両属するクリーンアップトリオ。堂本、遊撃手、右投右打。長渕、一塁手、右投左打。天野、三塁手、右投右打。打順は堂本が三番、長渕が四番、天野が五番で、それはシニアでも同じ。堂本はミートの達人。長渕は長距離打者。天野はシニアで「掃除屋」とあだ名され、実質チーム一の打撃力。
三船東戦では遅れて出場するも、吾郎のキレを生かした速球には抑え込まれた。
その後、三人とも推薦で海堂高校へ入学し、三軍に帯同して夢島へ渡るが、適性テストを待たずに脱落した模様。

## 海堂学園高校
作中で最強と謳われている野球の名門高校。
元々は新設校のため吾郎たちの20年ほど前はそれ程強豪校ではなく、甲子園に出るのも苦戦を強いられていた学校だったが、早乙女一家の長兄である武士がエースだった時の世代が甲子園に初出場を決めたのをきっかけに強豪校になり、以降は常連校となる。全国各地に散らばるスカウトが有望な選手をこぞって集めている。作中では吾郎が在籍した当時の二軍以外に負けている描写がない。
セレクション組の一人、泉祐一は「海堂でレギュラーを獲れば、プロへの道が保証されたも同然」と発言しており、プロへのパイプも太い。これまでにも大勢のプロ野球選手を輩出しているが、春の選抜や夏の甲子園での注目度や活躍の割に、海堂の卒業生からは「超一流」のプロは一人も出ておらず、この事実は海堂の首脳陣も認めている。
一軍に下級生はほぼおらず、育成に専念されている。また眉村などの1年での1軍昇格者も遠征には同行していたが、練習などは上の指示により2軍で行っていた。
レギュラー入りしていた選手でプロ入りが判明しているのはごく僅かで、それ以外の選手の足取りは不明だが、早乙女兄妹が「みんな順当に決まって一安心ね」と話している描写がある。
吾郎が授業中の校舎を訪れた際、「俺たちは野球だけをしていればいい」という旨の発言をしており、野球部のメンバーが学校で授業を受けている描写はない。レギュラーになれなかった場合の進路について、セレクション組の三宅陽介は「その時になって勉強したかてもう手遅れ」と発言した。吾郎退学の際に野球部所属の生徒は体育科扱いであることが判明している。
本塁打を打っても無表情な態度やプロのようにローテーション制を敷き、頻繁に投手を代える戦法（作中ではマニュアル野球と称されている）などは、世間からの評判が悪く、年々普通科を受験する者が減っており、江頭も問題視していた。
作中に登場した特待生組や、千石を除く一軍の主力選手も在学中はドライな一面が強かった。
アニメ版では、一軍壮行試合では試合終盤、吾郎が海堂を去ることを知った薬師寺以外の特待生組が守備位置につかず「勝手にやればいい」と試合を放棄する。代わりに控えメンバーが守備位置に着くことになったが、9回表に吾郎が榎本から何度もファウルを打つ姿に見かねて、特待生組達が大声で吾郎を応援するようになっていた。
吾郎の学年下で構成された二軍チームもドライな性格な選手が多いものの、聖秀との練習試合で足を負傷し、倒れた吾郎に対しては驚きを隠せずにいた。
寿也たちが3年時の夏の神奈川県大会準々決勝で、海堂を退学した吾郎がいる聖秀と対戦。接戦に持ち込まれるが、9回裏に同点に追いつき、延長12回裏に吾郎のボークによりサヨナラ勝ちした。その後は甲子園に出場し、優勝。早乙女兄妹が後に語った内容によると、寿也たちの世代が黄金時代だったとのこと。しかし夏の甲子園優勝後、江頭が吾郎を故意に負傷させたことを、学校側が責任を取る形で野球連盟に報告し、夏の甲子園の優勝旗は返還される事になった。アニメ第4シリーズでは紅白戦で、寿也を挑発する為とはいえ、矢田部(アニメ版)に、｢相手ピッチャーを潰さなければ勝てないチーム｣とこき下ろされ、黄金時代を築いたとはいえ、海堂の歴史に傷がつくことになってしまった。
『2nd』では付属校が登場し、今も県大会の常連であるほど強いとのこと。一方で海堂高校は冬の時代を長らく迎えたとの記述がある。

### 夢島組
三宅 陽介（みやけ ようすけ）
声 - 宮下道央
三塁手・右翼手。右投左打。背番号15。
浪速リトル・シニア出身。吾郎や寿也とともにセレクションで合格し、海堂学園高校に入学。楽観的な性格と関西弁が特徴。口は悪いが憎めない世渡り上手。やや肩が弱いが足の速さはトップレベル。
夢島編では、基礎体力トレーニング・アリ地獄で選手たちを弄んだ乾に激しい怒りを向ける推薦組に対し、素直に乾に従う吾郎に同調し「わいもあいつと同じ考えや。セレクションを受けた自分からすればこんなものは屁でもない。推薦組は、プライドばかり高くて自分に甘い奴らばかりじゃないのか」と諭した。
特待生との歓迎試合では3番サードでスタメン出場し、プッシュバントを決めた。また特待生の初回限定サービスではあるが、最初の打席では本塁打も放っている。
アニメでは一軍対二軍の壮行試合に途中から右翼手として出場したが、バッティングは眉村の申し出により交代させられた。
その後は一軍に昇格したもののレギュラーにはなれなかった。
聖秀戦では9回裏に江頭から除名宣告された寿也の代打に指名されるも躊躇したため江頭から「もういい」とすぐに見限られ米倉が指名されたが、草野の異議に応える形で伊沢も代打を送らず寿也を打席に立たせた。その後、延長12回裏に代打として出場し、吾郎が海堂を出て行った真の意図（吾郎が根っからの挑戦者であること）に気付き、安打を放った。聖秀戦で敵チームとして再会した時も吾郎に好意的だった。
その後、アニメではW杯の決勝戦を泉、国分、児玉、泰造、静香と共にテレビで観戦している描写がある。
泉 祐一（いずみ ゆういち）
声 - 太田哲治
遊撃手。右投右打。背番号6。
横須賀（アニメでは西横須賀）リトル・シニア出身。セレクションで合格し海堂学園高校に入学。猫のような目が特徴。クールでドライだが、前向きな性格。吾郎には好意的であり、吾郎が海堂を辞めることになった時も「送別会に参加しても構わない」と発言しており、快く見送った。
小技が得意な1、2番タイプで守備は上手いが、スタミナとパワー不足が課題。
特待生との歓迎試合では2番打者を務めた。
後に一軍に昇格すると寿也、草野と共に夢島組では数少ないレギュラーに定着し、聖秀戦では8番ショートでスタメン出場。最初の打席は吾郎のバウンド投球によってスクイズを失敗するも、相手チームの判断ミスや吾郎の怪我の影響もあり、2度の内野安打で出塁している。守備でも田代の難しい打球を難なく処理した。
その後、アニメではW杯の決勝戦を三宅達とテレビで観戦している描写がある。
寺門 健一（てらかど けんいち）
声 - 松林大樹
投手・左翼手。右投右打。
葛西（アニメでは東葛西）リトル・シニア出身。セレクションで合格し海堂学園高校に入学。長身と老けた顔が特徴。そのため吾郎からは「おっさん」と呼ばれることがある。ぶっきらぼうだが、気配りのできる大人びた性格。
重い球質のストレートと縦に割れるカーブを得意球とするが、打球反応や足が遅いためバントシフトへの守備の応用は下手。
セレクションの最終試験の5人野球の初戦では、二死から避けられない球でないながらも、意地の死球で出塁し、サヨナラ勝利のきっかけを作った。
特待生組との歓迎試合では2番手として登板するも、いきなり薬師寺に本塁打を打たれ、続く大場にもあわや本塁打になりそうな打球を打たれる。それに痺れを切らして登板を主張する吾郎を起用するため、自ら静香に降板を希望した。その後、原作では自分の才能に疑問を抱き退部を考え普通科への編入を考えた。寮の部屋に勝手に入ってきた吾郎には「夢島で頑張ったっていう自負はある」と言いスパイクを渡したが、吾郎から「夢島で他人からやらされた練習を努力とは言わない」「好きな野球で飯食おうなんて特権は与えられた宿題(練習)をこなした程度で手に入るわけない」と自分の甘さを指摘されたことで部に留まった。そして考えを改めた翌日、吾郎や寿也よりも早くに早朝ランニングを行った。
アニメでは一軍対二軍の壮行試合に途中から左翼手として出場していたが、榎本の打球を捕球した際フェンスに激突して負傷し、児玉と交代した。
その後、原作では聖秀戦をスタンドで観戦している姿がある。
丸山 智（まるやま さとし）
声 - 白熊寛嗣
投手・一塁手。右投。
推薦で海堂学園高校に入学。坊主頭とニキビ顔が特徴。気弱で優しい性格。
基礎体力トレーニング・丘人魚で初登場。途中でビンの破片か何かで手のひらをケガしたせいで進めず、メソメソしていたところで吾郎に助けられ、「俺はコーチのためにやってるわけじゃない。自分のためにやっている」という言葉で目覚める。夢島組の投手の中で最も成績が良く評価され、合宿での特訓でコントロールの精度が上がっており、周防から「手塩にかけた一番の自信作」と評される。しかし、スカウトの大貫には「マニュアル野球には都合の良い存在で、クソ面白くない投手」とこき下ろされ、また「中学時代の方が、多少コントロールが甘くても詰まらせられる魅力的なまっすぐを投げていた」と指摘されている。気が弱く、海堂マニュアル野球には素直に従っている。
特待生組との歓迎試合では夢島組の先発を務めるも、本気を出した特待生組に滅多打ちに遭い、途中降板した。
アニメでは壮行試合に途中から一塁手として出場した。
その後の登場は原作・アニメ共に一度もない。
国分 篤（こくぶ あつし）
声 - 河杉貴志
二塁手。右投右打。背番号14。
苫小牧リトル・シニア出身。推薦で海堂学園高校に入学。夢島で吾郎と同じ班で同部屋のメンバー。明るく爽やかな熱血球児。根性はあるが、心配性でプレッシャーに弱い面もある。小兵ながらガッツ溢れる努力家。灰汁の強い他の部員と違い、最初から吾郎には好意的だった。吾郎が海堂を辞めることになった時も児玉などを説得し、快く見送った。
夢島での紅白戦では2連続で失策をしてしまい、周防の評価を気にして意気消沈していたが、「監督のためではなく、自分のために野球をやる、もっと野球を楽しめ」と鼓舞する吾郎に感化される。
コンパクトなスイングが持ち味で、特待生組との歓迎試合では9回二死走者無しから代打で出場し、市原から起死回生の同点本塁打を放った。
アニメでは一軍との壮行試合で交代したメンバーの中、唯一正規ポジションとして出場するが、榎本のジャイロボールとナックルに翻弄されてあえなく三振。
その後は一軍に昇格したものの、レギュラーにはなれなかった。聖秀戦では伝令役を務めていたが、スクイズに失敗した渡嘉敷が江頭の逆鱗に触れたため、その渡嘉敷に代わって試合に途中出場する。聖秀戦で敵チームとして再会した際も吾郎には好意的だった。
その後、アニメではW杯の決勝戦を三宅達とテレビで観戦している描写がある。
児玉 憲太郎（こだま けんたろう）
声 - 武藤正史
三塁手・一塁手・左翼手。右投左打背番号13。
川越リトル・シニア出身。推薦で海堂学園高校に入学。夢島で吾郎と同じ班で同部屋のメンバーで、セレクションによる合格で入部したことを吾郎から告げられた際には「セレクション組が俺ら推薦組に気安く話しかけるな」と見下す発言をし、吾郎に攻撃したために仕返しされ、部屋の窓の外に投げ落とされ負傷させられた。これもあり、しばらくは吾郎を恨んでいていた。このように短気で粗暴な性格だが、義理堅く人情脆い一面もある。アニメ版では、負けず嫌いな性格に変更されている。
夢島での地獄のような特訓に反発し、海堂を辞めようと考えていたが、吾郎の言葉に触発された他、帰りの船を待つ間に暇つぶしのためにキャッチボールをしたところ、以前は体に硬さがあったのが柔らかくなるなど変化が見られたことから考え直し、中退を思いとどまった（アニメではカット）。これを境に吾郎への態度も改め、実力や姿勢を認めるようになり入学直後のような態度はなくなった。
特待生組との歓迎試合では6番ファーストで出場。吾郎がプレイ中、眉村のいる相手ベンチに駆け込んだことに動揺し、前の打席に続いて併殺打を放ったため「ゲッツーロボ」と言われた。
アニメでは一軍対二軍の壮行試合で大半の特待生組が試合放棄をした際、国分に試合に出ることを呼びかけられたが、吾郎の個人的な事情に対して不満に思い、最初は出るのを拒んでいた。しかし、怪我をした寺門に代わって左翼手として出場した。原作では吾郎の送別会に出ることを拒んでいたが、国分に説得されて吾郎の退学の日に快く見送っている。
その後は一軍に昇格し、ベンチ入り。聖秀戦では延長12回裏に代打として出場し、吾郎から四球を選んで出塁した。
その後、アニメではW杯の決勝戦を三宅達とテレビで観戦している描写がある。
草野 秀明（くさの ひであき）
声 - 下山吉光
中堅手。左投左打。背番号8。
中京リトル・シニア出身。推薦で海堂学園高校に入学。真面目でプライドは高いが、思慮深い性格。
夢島組の中でも総合的に実力が高く、暗闇でも外野フライをキャッチできる。外野手のポジションに誇りを持ち、夢島で外野手に回っていた吾郎の外野手を見下しているような態度に反感を抱くが、暗闇ノックに短時間で順応した吾郎の実力と野球センスを認めた。
二軍昇格後の特待生組との歓迎試合では、1番センターで出場。吾郎と眉村の直球がジャイロボールであることを見抜くなど鋭く状況を分析したり、途中出場した吾郎が特待生組を連続三振したことで浮かれる夢島組をたしなめたりと引き締め役を担っていた。また、マニュアル野球に反発する吾郎の指示で、二死三塁からのセーフティスクイズを決めるなど（次打席での同じ二死三塁の状況では、眉村相手に失敗した）、夢島組の中では最多となる4度の出塁を見せた。一軍との壮行試合にも出場し、ヒットを打っている。
その後は一軍に昇格し、夢島組では寿也、泉と共に数少ないレギュラーに定着した。
カットやバントに長けており、三振は滅多になく、チームメイトも最後に三振した時は覚えていないほど。
聖秀戦では1番センターで出場。スタメンの中で唯一吾郎から三振を奪われておらず、抜け球を狙った安打や四球やエラーで出塁している。試合の終盤、江頭の非道が明らかになった際も、勝利の為に割り切り、当初はバント作戦に同意する。しかし、9回2死満塁で、江頭から寿也の代打に出ることを指示されて応じようとした米倉を制止し、「こういう場面で4番打者である寿也が打って勝てないようでは甲子園に行くべきではない」と江頭に対して主張した。
卒業後は京阪タイガース（アニメではレパーズ）に入団。原作ではその後が語られていないが、アニメでは1年目から守備が評価され若手選抜に選ばれており、日本代表のエース原田からバントヒットを決めている。

### 特待生組
眉村 健（まゆむら けん）
声 - 保村真
投手。右投右打。背番号1（高校）・18（横浜マリンスターズ、アニメではブルーオーシャンズ）・23（W杯日本代表）・13（テキサス・レイダース）。
海堂付属中学出身。作中でも吾郎、ギブソンと並ぶ剛球右腕。吾郎と同じくジャイロボーラーである剛速球に加え、キレ抜群の多彩な変化球も投げられる。インコースへの高速シュートがウイニングショット。聖秀編で吾郎の渾身のボールをホームラン性の打球にするなど打撃も優秀であり、自信家の吾郎にも幾度も「化け物」と言わせるほどである。
通称「鉄仮面」、「いつもの無表情」と周囲から言われるほどの冷静さ、寡黙さであるが、本人曰く敢えてクールに振る舞い、自分にプレッシャーをかけてマウンドで開き直りやすくしているとのこと。本当はいつも緊張しており、試合前にトイレの個室でクラシックを聞く理由を「緊張して腹がゆるくなるのをごまかす為」と語った。好きな曲はドヴォルザークの『交響曲第9番《新世界より》』。嬉しいと鼻の穴をヒクつかせる癖がある。一匹狼タイプだが、W杯編から性格が聖秀編までと比べて穏やかになった。
小学生の頃はドッジボールのチームに所属。海堂スカウトの大貫に才能を見抜かれ、海堂学園中等部（アニメでは付属中学校）に入学。海堂の環境と自らの才能により、中学時代に高校野球部一軍の内定を受けた。地区大会で優勝し天狗になっていた吾郎を世話になった大貫の依頼により、完膚なきまでに叩きのめし、吾郎が海堂にくる契機を作った。歓迎試合で吾郎と再び対決、佐藤寿也のサヨナラ本塁打によりこのときは敗北（ただし佐藤が海堂の4番を張れるか見極めるため変化球を封印していた。打者としての吾郎との対決ではファウルで粘ったものの三振に討ち取られた）。2年時の一軍vs二軍の壮行試合ではブルペンで投球練習をしていただけで、投手としては出番はなかったが、アニメ版では吾郎を本当の好敵手と呼べるかどうかを確かめるために三宅の代打で登場し、榎本のジャイロボールを見事打ち返しツーベースヒットにした。3年夏の聖秀戦では、9回に逆転されてなおピンチの中でリリーフ登板し、吾郎をあっさり三振に取る。その後、江頭の指示に背き、バントをせずに吾郎からヒットを打つ（本人曰く、疲労で球威の衰えた吾郎の今の球なら、バントよりヒッティングの方が出塁できる確率が高いと確信したから）。態度には出さないものの吾郎との対戦を楽しみに思っており、試合中ピンチになった吾郎の裏をかくばかりの戦術に失望するも、その後のチームメイトの叱咤激励で再び真っ向勝負するようになったことを喜んだり、最後の打席では吾郎に三振を食らい、プロで互いによいライバルになりたかったと自分なりに心の中で賛辞を送った。試合は吾郎の足の怪我の限界でボークにより勝利する。その後、甲子園大会を春夏連覇。甲子園大会で1回のノーヒットノーランを達成した。
ドラフト1位指名で横浜マリンスターズ（アニメでは横浜ブルーオーシャンズ）へ入団、1年目にチーム勝ち頭の11勝（8敗）を挙げた（防御率は3.21〈アニメでは2.78〉でリーグ5位）。ルーキーで唯一、最初からW杯日本代表に選出されていた。ドミニカ戦ではリリーフとして好投し、プレッシャーに潰されそうになった日本代表の危機を救った。この試合の中で、「メジャーに挑戦している吾郎が羨ましい」と思っている描写があり、将来は自身もメジャーへ行きたいと思う。決勝のアメリカ戦では先発を務めるが、かつて経験したことのないプレッシャーに耐えられず、打ち込まれてしまう。しかし寿也の一喝で冷静さを取り戻し、ピンチを凌ぐ。その後、アレックスのピッチャー強襲となる打球を足に受けながらも、4回2/3を4安打2四球2失点という奮闘ぶりを見せて降板した。
2年目は最多勝・最優秀防御率・沢村賞を獲得。後にFA権を取得、テキサス・レイダースへ移籍し、先発として活躍。早乙女静香と結婚し、2児をもうけている。父親は物心付く前に他界し、母親も早乙女静香との結婚後に亡くなっている。
ワールドシリーズ第7戦で先発登板。母親の命日であり、両親への思いも背負いながら7回までパーフェクトピッチングを続けていたが、味方の失策と疲労から投球リズムを崩し、寿也に自身のウイニングショットを満塁ホームランにされて降板した。
『2nd』ではさらに道塁と渉をもうけ、4人姉弟の父となっている。道塁と渉が物心ついた頃には既に現役を引退しており、先に生まれた長男と長女も野球はしていない。
風林中の野球部監督になるよう吾郎から頼まれるが、「次女・道塁が同じ世界にいて、接点が多い自分がよその監督になるのはフェアじゃない」という理由で断った。
現在は地域活動に（吾郎曰く「あんな顔して」）積極的に参加しており、さらに大尾中学のPTA会長を務めている。吾郎の提案で風林中学野球部との合同チーム結成の時は「大尾中学には自分の娘（道塁）がいる。許可を出さなければ海堂高校時代の悪事を世間に公にする」と寿也と共に校長になっていた江頭を脅し、渋々認めさせた。
薬師寺（やくしじ）
声 - 桐井大介
三塁手。右投左打。背番号5。
特待生として海堂学園高校に入学。巻き毛の長髪が特徴。
苦手なコースはインコース高め、外側とローボールには強い。
最初は他の特待生組とともにマニュアル野球を否定する吾郎を疎ましく思っていたが、アニメでの一軍壮行試合を終えたら海堂を去るという吾郎の態度に見かねた特待生メンバーの中で唯一、自身の守備位置に付き、特待生に理解を示すも吾郎に影響されるようになる。
夢島組との歓迎試合で特待生組が負けた際、米倉らが負けた腹いせに夢島組に突っかかっていったが「敗者の負け惜しみほど醜いものはない」と米倉に苦言を呈し、潔く負けを認めた上で特待生組と夢島組の団結を促したり、若手選抜チームと日本代表チーム戦の途中に吾郎の態度に不信感を抱いていた寿也を上手く諭したりするなど、精神的に大人でありリーダータイプの人物。ただ、実力はあるが、三振やフライでアウトになる描写が多く、作中で活躍している場面が少ない。
二軍を経て一軍レギュラーに定着し、3番打者に。聖秀戦では吾郎から抜け球を狙ってヒットを1本打った。江頭によるバント作戦に対してチーム内で意見が分かれる中、9回裏一死満塁の場面で打席に立ち、初球スクイズのサインが出る。しかし、江頭の考えは間違っており、吾郎の球を正々堂々打って甲子園に行くという決意になったことでサインを無視し、痛烈な一打を放つ。結果的に大河のファインプレーによってアウトになり、江頭からは激昂されるが、この造反がチームが一丸になるきっかけとなった。甲子園優勝後は寿也や眉村と共に高校選抜に選ばれ、アメリカ選抜と対戦したことが寿也の口から語られている。
卒業後は東武ライオンズ（アニメでは埼玉ジャッカルズ）に入団し、1番打者になって活躍。若手選抜では3番（アニメ版では2番）として出場している。
アニメ版では入団1年目のオープン戦でも登場し、寿也のリードの裏をかいて長打を放つ。
『2nd』では、現役引退後に新聞記者となっている。吾郎から「寿也が風林中の監督になった」と聞き取材を訪れるも、当の寿也には拒否されている。
渡嘉敷（とかしき）
声 - 阪口大助
二塁手・投手。右投右打。背番号4。
特待生として海堂学園高校に入学。低身長と八重歯が特徴。饒舌で口数が多い。
本来は野手であるが、シニアでの経験から夢島組との歓迎試合では投手として先発した。投手としての実力は薬師寺曰く、他校でなら間違いなくエースになれるほどの実力の持ち主。夢島組との壮行試合でも夢島組相手に野手をやっている印象などまるでないかのように好投を見せた。しかし、中盤にやや打ち込まれると阿久津と代わり、セカンドの守備についた。
野手では動体視力が抜群で仕掛け役に適し、バントも得意な2番バッター。
アニメでは一軍との壮行試合の終盤、大場に乗じて茂野に対して嫌味も混ぜ、他の特待生組同様、守備に入らず試合放棄した。しかし、最終的には吾郎が海堂のエースである榎本に食らいつくのに見かねて応援した。
聖秀戦では7回裏無死満塁の好機でスクイズに失敗。それが江頭の逆鱗に触れることとなり、控えの国分と交代させられた。
米倉（よねくら）
声 - 川上貴史
捕手。右投左打。背番号17。
特待生として海堂学園高校に入学。大柄な体格に色黒のスキンヘッドと風貌が特徴。
夢島組戦では敬語まじりで「サービス」と称して、序盤は手を抜いていたことを漏らすなど嫌味な性格。当初から吾郎のことを疎ましく思っており、吾郎の海堂退学後も吾郎に対して突っかかる場面や聖秀戦の試合中も吾郎を馬鹿にする発言が目立っていた（ただ海堂で共に練習していた時は「内、外といいとこを突く」と脱帽する発言もしている）。
夢島組との歓迎試合では6番キャッチャーを務め、本塁打も放っている。試合に負けた後は勝利に喜ぶ夢島組に「眉村が先発し変化球も解禁してたらお前らは1点も取れてない」と一理はある発言で負け惜しみを言い放ったが薬師寺から「敗者の負け惜しみほど醜いものはない」と潔く負けを認めるよう窘められる。その後は他の特待生同様夢島からのメンバーを受け入れチームが1つになった。後に順当に1軍に昇格するが、正捕手の座を寿也に奪われ控え捕手になった。渡嘉敷曰く、顔に似合わずリードは慎重。
聖秀戦では出場機会がなくベンチの御意見番的な役回りであったが、ブルペンで眉村の球を受けたり、雨天の中出塁した眉村にウインドブレーカーを届ける提案をするなど味方をサポートした。9回裏に江頭から寿也の代打に出るように指示され、それに応じかけるも江頭の非道な行いを不服に思った草野に制止された（本人は「バントが苦手」と言い訳しつつ、寿也に華を持たせる形で「やっぱ俺じゃねぇ…」と引き下がる）。
大場（おおば）
声 - 川野剛稔
一塁手。右投右打。背番号3。
特待生として海堂高校に入学。長身に切れ長の目が特徴。冷静な性格。
夢島組との歓迎試合では4番打者を務めた。
アニメ版では一軍との壮行試合に出場するも、「一軍に勝って海堂を退学する」という吾郎の個人的な事情に対し、わざわざ敵になりたがる人の守備にはつけないと思うようになる。そのため吾郎の話を聞いた直後の打席でわざと榎本から三振を取られ、静香に自分を交代させるよう告げ、特待生組の多くは大場の意見に同意してベンチに下がった。しかし、榎本相手にファウルで粘る吾郎の最終打席は、特待生組の中では最初に声援を送った。
後に一軍レギュラーに定着し、5番打者を務めた。聖秀戦では活躍する描写がなかった。
関（せき）
声 - 谷口祐貴
遊撃手。右投右打。背番号不明。
特待生として海堂高校に入学。眼鏡をかけている。
特待生組のチームメイトたちからはバント職人と呼ばれている。
夢島組との歓迎試合には2番ショートで先発出場し、吾郎から送りバントを決めたり四球で出塁している。
原作ではその後一軍に昇格し、聖秀戦では三塁コーチを務めた。アニメでは描写がない。
石松（いしまつ）
声 - 藤田圭宣
左翼手。左投左打。背番号7。
特待生として海堂高校に入学。魚顔と「ウキョ～」などの奇妙な口調が特徴。
夢島組との歓迎試合では5番打者を務めた。後に一軍レギュラーに定着。
聖秀戦では6番レフトで出場。12回裏に真ん中にきた抜け球を打ってヒットを放つ。結果、吾郎のボークでサヨナラのホームを踏んで喜んだが、チームメイトは勝利より吾郎に瞠目していた。そのほか、四球やバント作戦による吾郎のエラーでも出塁している。
西城（さいじょう）
声 - 藤田圭宣
二塁手、捕手。右投左打。
特待生として海堂高校に入学。白目が特徴。
夢島組との歓迎試合で8番セカンドで出場。二塁走者として本塁に向かう際、寿也が捕球の構えをしていないことから滑り込まずにホームインしようとしたが、これは寿也の策であり、あえなくタッチアウトされてしまった。交代後に眉村の球を受けているなど捕手としての描写もある。
矢尾板（やおいた）
声 - 後藤哲
右翼手。両投左打（右投げと左投げのどちらの描写もある）。背番号9。
特待生として海堂高校に入学。三白眼が特徴。
夢島組との歓迎試合では1番打者を務める。盗塁成功率100%の俊足が売りだが、夢島組との歓迎試合では寿也に刺されて驚愕する。
後に一軍レギュラーに定着。聖秀戦では7番ライトで出場するが、江頭の指示によるバントを失敗するなど、活躍する描写はない。
原田（はらだ）
声 - 後藤哲
中堅手。右投右打。
夢島組との歓迎試合に7番センターとして出場。活躍する描写はない。
阿久津（あくつ）
声 - 谷山紀章
投手。左投左打。背番号10（高校）・16（若手選抜）。
特待生として海堂高校に入学。常に笑っているように見える、むき出しの歯が特徴。特待生組の中でも他人を見下した言動が多く、吾郎の事もたびたび馬鹿にしていたが、吾郎の海堂退学後のチームメイトとの会話では阿久津曰く「うちにいればそれなりのポストで甲子園に行けた」と実力は認めている。
ナックルボールが最大の武器で、他にもスライダーやカーブを持っているようだが、作中ではほぼナックルしか投げている描写がない。ストレートはよく打たれるらしい。50球ほどでスタミナに限界がきて、得意のナックルは投げられなくなる。そのため先発で起用されることはなく中継ぎのみで起用されている。
1年生の頃から一軍に昇格している。歓迎試合では2番手で登板。ナックルをカットで対抗する寿也に手こずり、米倉から敬遠のサインが出るが、それを無視して勝負に挑む。しかし、マニュアルよりプライドを優先した結果、本塁打を打たれてしまう。これを受けて静香に「荷物まとめて出て行きな（アニメ版は「おうち帰んな」）」と罵倒され退部になりかけたが、吾郎の一言に助けられ、1ヶ月メンバーから外されるだけで済む。
聖秀戦では5回途中から市原のリリーフとして登板するが、いきなり藤井に同点適時二塁打を打たれる。その後は好投していたが、球数が多くなった9回表に大河に勝ち越しの適時二塁打を打たれ、次の内山にもストライクが入らず死球で出塁させてしまい降板した。また、打者としては死球やエラーで出塁している。
卒業後は広島（アニメ版では広島アローズ）に入団。リリーフで活躍しており、若手選抜にも選ばれた。
アニメ版では、日本代表チームとの試合に2番手で登板。得意のナックルで攻めるもまるで通用せず、香取以上に滅多打ちに遭い、0回1/3を7安打1四球5失点（自責点7）という惨たんたる結果に終わった。
『2nd』では、海堂学園中学の監督として再登場。
市原（いちはら）
声 - 森伸
投手。右投右打。背番号12。
特待生として海堂高校に入学。1年生の頃から一軍に昇格していた。牛のような顔と大柄な体格が特徴。のんびりとしたマイペースな性格。
多彩な変化球とクセ球が持ち味。打てそうで打てない速球と変化球の緩急で勝負する技巧派、寿也曰く「一番攻略しにくいタイプ」で、米倉に「図太いマウンド捌きはうろたえることを知らない」と評されている。
夢島組との歓迎試合では、3番手として登板。9回二死まで好投を見せるも、土壇場で国分に同点本塁打を打たれ、続く吾郎にも三塁打を打たれたところで眉村と交代する。
聖秀戦では先発投手として出場。第1打席で吾郎が知らない変化球・フォークで三振を取り、パワーアップしたことを見せつける。しかし、雨が降ったことで神経質な一面が現れて乱調を起こし、4回2/3を7安打3失点（自責点4）という内容で降板した。アニメ版では、眉村からは吾郎に雨を利用されたことと、水を含んだ人工芝に対する適応力の無さを指摘された。

### 吾郎より一学年上の選手
千石 真人（せんごく まさと）
声 - 竹本英史
一塁手、指名打者（アニメ版）。左投左打。背番号3（高校）・10（若手選抜）。
吾郎が海堂高校に在学していた際、海堂史上最強スラッガーと称される一軍の4番。大柄な体躯と老け顔が特徴。
ビッグマウスで女好きで、一人称は「千石真人様」。一見コミカルな面が目立つが、その実力は紛れもなく本物で、吾郎の球を初見で簡単に打ち返すほど。マニュアル野球には従っているが、二軍との壮行試合で吾郎と再び対決した際には彼の実力とスタイルに一定以上の評価を与えている発言をしている。チャンスで打席が回り吾郎にトドメを刺そうとするが、球威に力負けしセンターフライに打ち取られる。完全に捉えたと思える当たりだったため、犠牲フライによる1点に抑えられた悔しさからベンチでヘルメットを取ることも忘れていた（寿也曰く、ヘルメットを取らず睨みつけるのは、三振より余程悔しかったとのこと）。アニメ版では最終回で打席が回ってきたが三振し、最後の打者となった。
アニメ第5シリーズでは、召集された若手メンバーの1人として再登場。その際、高校卒業後に宮城グリズリーズに入団し、プロ2年目で28本塁打という実績を挙げていることが明かされた。しかし、肝心の試合では寿也に4番の座を奪われ、自身は5番だったことに大変ショックを受けていた（寿也に言われるまで自身が5番であることに気付いていなかった）。また、吾郎に対し「臆した投手は、打者にとって格好の獲物」というセリフを残した。
榎本 直樹（えのもと なおき）
声 - 櫻井孝宏
投手。右投右打。背番号1。
吾郎が海堂高校に在学していた際の一軍のエース。長髪と血走った目が特徴。
切れ味抜群のジャイロボールを始め、ナックルやスローカーブ、フォークなどの多彩な変化球を有する（変化球はアニメ版で判明）。打撃力も高く、球威の落ちた吾郎の球はいとも簡単に弾き返し、ホームラン性の当たりにした（結果は寺門のファインプレーによる外野フライ）。
原作では、地区予選の決勝と甲子園のみに登板している。アニメ版では、第2シリーズの壮行試合にリリーフ登板し、代打で登場した眉村に長打を浴び、普段の理性的な姿から鬼のような形相に豹変する（この状態の榎本の球は、千石ですら打てないという）。また、この際に薬師寺から「吾郎と同じクラッチピッチャー」と評された。
続く吾郎との対戦では、球威や球速の上がったジャイロボールで追い込むも粘られ、最後はバックスクリーン直撃の逆転2ランHRを打たれた。その直後、渾身の一球で勝負出来た満足感で通常時の姿に戻っていた。
桜庭（さくらば）
声 - 川野剛稔
投手。左投左打。背番号11（高校）。
吾郎が海堂高校に在学していた際の一軍の投手。海堂屈指の左キラーと呼ばれる。顎髭を蓄えた強面な風貌が特徴。
サイドスローからのクロスファイヤー投法が武器。二軍打線を7回途中まで無失点に抑えていたが寿也に逆転2ランホームラン（アニメ版では同点ソロホームラン）を被弾し、降板した。

### 吾郎より一学年下の選手
榎本（えのもと）
声 - 櫻井孝宏
投手。右投右打。背番号1。
前述の榎本直樹の実弟であり、二軍のエース。大河曰く「リトル・シニアでは非常に有名な兄弟」とのこと。
兄とよく似た風貌と投球スタイルの持ち主。フォークボールを決め球とする。聖秀戦では先発するも4失点を喫し、さらに吾郎の球に呆気なく打ち取られるなど、実力は兄よりも劣っている模様でそれらを馬場に指摘された際、逆に罵倒するといった粗暴な面も垣間見えた。
アニメ版ではドライで寡黙な人物として描かれた。
馬場
声 - 川上貴史
捕手。右投右打。背番号2。
二軍の正捕手。無精髭と恰幅のいい体型が特徴。横浜シニア出身で大河の先輩。
青柳（あおやなぎ）
声 - 奈良徹
外野手。左投左打。背番号8。
二軍の4番。阿久津のような口元とアフロヘアと大柄な体格が特徴。二軍の中でも特に、聖秀ナインのことを見下していた。
蒲田（かまた）
聖秀との練習試合で、江頭の指示により代打起用され、吾郎に怪我を負わせた張本人。
試合前に江頭に吾郎に怪我をさせるよう持ちかけられる。最初はそんなことはできないと断ったが江頭に「他の一軍当落線上の選手に頼むだけ」、「夢島から頑張ってきたのに最後はスタンド応援組」などと脅され、意地でも二軍に残りたいという思いから吾郎の足を踏み負傷させる。のちにこの行為を後悔し野球部を自主退部。その後江頭に脅された事を海堂高校の理事長に告発し、理事長は早乙女兄妹に江頭の内偵を指示。後の江頭の失脚につながった。

### 首脳陣
早乙女 義治（さおとめ よしはる）
海堂野球部総監督。早乙女3兄妹の父親。作中の姿は煙草を吸っている後ろ姿の描写のみ。
かつて自身の長男・武士が試合で無理をして死んだのをきっかけに、海堂の監督に就任。マニュアル野球を指導しているが、実質的な権限はチーフマネージャーを務める江頭に掌握されているだけに過ぎなかった。
早乙女 武士（さおとめ たけし）
声 - 川島得愛、斎賀みつき（少年時代）
義治の長男。かつての海堂高校のエース。妹の静香とは、ひと回り近くも年が離れている。
弱小時代の海堂高校野球部を牽引し、地区大会の全ての試合を代わりの投手がいないという状況故に自らの身体の事を顧みず無茶を押して投げ切って初の甲子園出場を実現したが、直後にそれまでの無理が祟って急死してしまう。
原作とアニメでは死に至るまでの流れが若干異なっている。
早乙女 泰造（さおとめ たいぞう）
声 - 三宅健太
義治の次男。海堂二軍トレーナー。初登場時の年齢は推定30歳前後。
屈強な体格のおかま。野球経験の有無は不明だが、休養明けで身体の軽くなった吾郎のストレートを、いとも簡単に受けていた。
妹や父が執拗に固執するマニュアル野球に疑問を抱いており、吾郎の存在が早乙女一家と海堂を兄の死の呪縛から解き放てるかも知れないと感じ、それまでがむしゃらに練習していた吾郎に（半ば軟禁状態にして）休養の大切さを教えるなど熱心に指導した。
マニュアル野球に反抗的な吾郎を首脳陣（特に二軍監督）が目の敵にする中、最初から味方だった唯一の人物で、作中を通じ頼りがいのある面倒見のよい人物として描かれた。
アニメではW杯決勝を静香と共にTV観戦した。
早乙女 静香（さおとめ しずか） → 眉村 静香（まゆむら しずか）
声 - 大原さやか
義治の長女。海堂二軍監督。初登場時の年齢は推定20代半ば。
冷静で真面目な人物。当初は砕けた口調が目立ったが、試合が進行するにつれて落ち着きのある口調に変化していった。
長兄・武士の死亡後、兄と同じ過ちを繰り返さないため、父親が作ったマニュアル野球を指導していた。だが、吾郎と出会い次第に考え方を変え、次兄の泰造とともに海堂では数少ない吾郎の理解者になった。
吾郎の転校後も折に触れて支え、蒲田の内部告発によって理事長の指示で極秘捜査を行い、聖秀戦で伊沢と結託し、ついに江頭を失脚に追い込んだ。
アニメではW杯決勝を泰造と共にTV観戦した。
後に教え子の眉村と結婚し、2児をもうけた。その間の2人の交友関係の経緯は不透明。『2nd』ではさらに2児をもうけ、4児の母となる。夫からは「静香御前」と呼称される事もある。
江頭 哲文（えがしら てつふみ）
声 - 中村大樹
海堂の野球部長で、一軍のチーフマネージャー（アニメでは野球部長の設定はなく、チーフマネージャーのみ）。
常に冷静沈着かつ感情を表に出さないため、面と向かって侮辱されても動じることはないが、執念深く野心家の一面もある。元経営コンサルタントで理事長から部内改革を任され、様々な実績を上げ野球部の実権を握る。
退部の危機にあった吾郎が海堂の本校に総監督へ直談判しに来た際に初登場した。吾郎から「マネージャーじゃ話にならない」と見下された時には感情を一切出さず吾郎を殴り飛ばし、当初は吾郎であることに気付いておらず単なる無礼者と思っていた。吾郎から退部寸前であることを伝えられても聞く耳を持たなかったが、静香からの電話で殴った相手が吾郎であることに気付き態度を一転させ、「実力によっては退部勧告を白紙にする」と吾郎に告げ、一軍の千石と対戦形式でのテストを行い、長打を打たれたものの吾郎の素質を見抜き退部を取り消した。しかし実際には選手を学校の広告塔として利用することで海堂野球部のイメージアップと自身の存在価値のアピールを考えており、吾郎の生い立ちとそのスター性に目をつけており、海堂野球部をイメージアップさせるために吾郎を厚遇し利用しようとした。一軍との壮行試合に先発させた吾郎を当初は打者1人で交代させようとしたが、吾郎と二軍監督の静香から反発されたためそのまま受け入れた。交代の指示に背いた吾郎は登板を続け1点は取られたが終盤には球速が再度アップした。この際江頭は一軍が吾郎に抑え込まれていることに若干イライラしていたが、球速アップを目の当たりにしたことで考えを変え、さらなる海堂ブランドの向上を目論んだ。吾郎が9回1失点で完投勝利すると褒めたたえて一軍行きを確約したが、吾郎からは「一軍を倒したら海堂を辞める」と江頭以外には既に公言していたためその場で中退を告げられてしまった。
吾郎を利用し、海堂ブランドと自身の影響力向上を目論んでいたが、吾郎の中退によって頓挫したため逆恨みし、吾郎が編入を希望した高校に圧力をかけたり、吾郎が編入後に聖秀から練習試合を申し込まれた際は一度は断ろうとするも吾郎に対する復讐のチャンスと受け取り、海堂二軍と対戦させることにし、本来の二軍監督である静香を排除し自ら陣頭指揮を取った。そして試合中盤、蒲田に吾郎の足をスパイクで踏むよう指示し、早乙女総監督が何も咎めないことをいい事に数々の手を使い吾郎を妨害する。だが吾郎は故障にもめげずに復活し、ついに県大会準々決勝で聖秀と相対することになった。
聖秀との試合前のミーティングではまともに作戦を指示していたが、この際も吾郎が海堂在籍時に壮行試合で吾郎に手こずった1学年上の先輩の千石らを例題に「これまでのバカ共はみんな同じテツを踏んでいる」と「バカ」呼ばわりする等指導者としての資質に欠ける発言をしていた。そして試合序盤は冷静に見守っていたが、試合均衡が破れないことに少しずつ苛立ち始める。試合終盤で吾郎の怪我が完治していないこと気づくとバントで攻め立てる作戦に変更。寿也から吾郎の足の怪我を知っていたかどうかを聞かれると「海堂を出て行った人間に対して当然の報いとして俺が踏ませたんだよ」と自身の指示で故意に吾郎を傷つけたことまでも話した。周りの選手も驚くも変わらず最終回の攻撃前に再度バント作戦を命じると、吾郎を故意に怪我をさせた非道な行為に対し寿也が異議を唱えられた。これに激怒して寿也に除名処分を通達する。泉など指示通りバントした部員もいたが、眉村は背いてヒットを打ち、薬師寺も痛烈なライトフライを打って指示に背いた。そして2死満塁で寿也の打席だったが除名を理由に代打を送ろうとしたが草野から反対され伊沢からも試合の結果は自ら全責任を取ることを理由にそのまま寿也が打席に立った。結果同点に追いついたが造反されたことと皮肉にもその造反で敗戦を免れたことに怒りを通り越して呆れ返り試合途中にもかかわらず「例え(海堂が)勝っても準決勝進出は(どんな方法を使ってでも)俺の手で阻止する」と捨て台詞を吐いてベンチ裏へ引き下がった。だが、待ち構えていた早乙女兄妹から伊沢の携帯電話を通話状態にして内偵していたことを告げられて吾郎を故意に負傷させた件はおろか自身に反論した寿也を自分の独断で野球部除名処分にしようとした越権行為が理事長の知るところとなり失脚した。アニメでは証拠を突きつけられてもなお罪を否定していたが、後に理事会の追及で全てを認めた。
『2nd』では初老に差し掛かった姿で登場する。大吾が中等部2年に進級するのと同時期に私立風林学園の校長に就任。スポーツに力を入れてきた風林学園を進学校化に転換する方針を打ち立て、自身の就任前に問題を起こしていた野球部に対しては「新監督招聘を顧問や部員への通達なくキャンセル」、「部員の身内が指導に関わることを禁じる」など冷遇する。自身のキャリアに泥を塗った吾郎や海堂関係者への憎悪は未だ根強く、監督就任を直談判しに来た吾郎を現役かつライセンス不所持という理由で拒否する。ライセンス所持者である寿也の監督就任交渉には応じたものの、「野球部のグラウンドを潰し講堂を建設する」計画を水面下で進めており、あえて野球部に希望を持たせたうえで練習の場を奪い、最低限の練習用の広場のみを野球部に提供するといった形で実質的に部員を揃えさせない事で廃部に追い込む腹積もりだった。吾郎が提案した上で寿也が交渉に持ちかけた大尾中野球部との合併案も「人数不足でないから必要ない」と却下するが、助っ人として現れた眉村に「吾郎を負傷させた自白の録音データ」の存在を示唆されたことで動揺し、保身のため合併案を嫌々承認することになった。
伊沢（いざわ）
声 - 白熊寛嗣
海堂一軍の現場監督。冷静で口数の少ない性格。
聖秀戦では江頭に従順な態度を取っていた。9回表に勝ち越された場面では江頭は眉村投入を躊躇したが、伊沢は「敗色濃厚の流れを変えられる」と眉村を出すように進言し、チームの流れを変えるきっかけを作る。その裏の攻撃前に寿也が江頭のバント指示に背き除名を通告され、寿也に打席が回ると除名を理由に江頭から代打を送られかけるが、草野がバント攻めで吾郎が弱っていることからもうその必要はなく9回の1アウト満塁のチャンスをクリーンナップで活かせなかったら甲子園に行くべきではないことを告げられ、クリーンナップ及び4番として寿也を打たせるよう進言すると伊沢も江頭の腕を掴み「部長・全責任は私に」と告げ、寿也に「行ってこい佐藤。お前の一振りで決めてこい」と言いそのまま打席に立たせ投手強襲の内野安打で同点に追いついた。9回裏の攻撃終了後、江頭は自分の指示に背いたことに怒りを通り越して呆れて海堂が勝っても因縁付けて準決勝進出を阻止するよう目論んでベンチ裏へ下がり試合を放棄した。この発言に寿也ら部員は動揺するも「奴にそんな(阻止するほどの)権限はない」と戸惑う部員に安心感を与えた。その直後に早乙女兄妹に伊沢の通話状態の携帯電話で江頭の横暴が暴かれ失脚した。延長戦では足を負傷し、満身創痍状態の吾郎を気遣い「早く楽にさせてやれ。それがここまでウチを苦しめたライバルへのせめてもの手向けだ」と少しでも早く試合を決めさせようとするなど人間的にも優れた人物。その後、春に次いで夏の甲子園で寿也らを優勝に導いた。
周防（すおう）
声 - 後藤哲夫
海堂夢島三軍監督。出っ歯が特徴。
リトルでの実績により弱小だった海堂野球部の監督に招聘され、徹底したスパルタ指導により県予選優勝までに押し上げた。その際無理をした早乙女武士を死なせてしまい、責任をとり監督を辞任。その後は夢島でマニュアル野球を指導している。現役時代は捕手を務めており、テストで吾郎の球を受けたこともある。ポジションの適性テストでは吾郎は投手のテストで乾から三振を奪ったがマニュアルに反するとして不合格を通知し外野手として合格させた。ポジションテスト後は手塩にかけて育てた丸山を「自分の一番の自信作」と評するもスカウトの大貫から「クソおもしろくない投手」「中学時代の方が魅力的な真っ直ぐを投げていた」とこき下ろされたことを発端に吾郎のプレーを巡って口論に発展した。また、口は悪く「チームの和を壊し、目ざわりで邪魔なだけ」と評し、マニュアル野球にかこつけての排除を志向しており、後に考えを改めたもののマニュアル野球を推奨する海堂の方針に基づいて吾郎を「最低ランクのD」と上に報告した。
そのため厚木グラウンドの静香からそのことを聞いた吾郎は心の中で、嘲笑いながら悠々にVサインしている周防を想像し、「あのクソジジイ…！」と不平をこぼした。
乾（いぬい）
声 - 高瀬右光
海堂夢島三軍コーチ。白目が特徴。かつての周防の教え子の一人で、吾郎達が入学する20年前に海堂の4番だった。
部員への態度は非情であるが、「厳しい指導でないと海堂では生き残れないから」という理由であり、自身が認めた者には誠意を見せる。
海堂のマニュアル野球では「甲子園で優勝したりプロ野球で活躍したりする選手の育成はできても、真に人々を感動させるような選手は育てられない」とその限界をいち早く察していた。投手適性テストでは唯一吾郎から三振に取られた。吾郎の才能と根性を認めており、吾郎に「怪物」になりたいのなら「野球マシン」を生産するような海堂のマニュアルは合っていないと助言。他校に編入するよう勧めたり、適性検査の結果を周防に無断で総監督（実際には全権を掌握していた江頭）に報告してテストをやり直させたりした。周防は吾郎を投手として評価していた大貫が総監督に再テストを要求したと思い大貫を責めるも、大貫は夢島に来るまで吾郎が外野手をしていることを知らないことから周防以外に適正テストの結果を知っているのは乾しかいないと見抜かれて試合を中断されて呼び出され大貫が持参した総監督からの再テストを要求する手紙を見せられて叱責された。だが「このまま茂野を野放しにしたらいずれしっぺ返しを食らう」と周防に投手適性の再テストを要望した。そして周防は再テストを受け入れ吾郎は投手として合格し夢島を卒業した。
『2nd』では眉村姉弟が所属している東斗ボーイズの監督として再登場（原作ではその説明はなく、アニメでは字幕や彼自身が吾郎を回想しているシーンがある）。
大貫 明夫（おおぬき あきお）<大貫 昭夫（おおぬき あきお）>
声 - 廣田行生
海堂の敏腕スカウト。丸顔とヒゲが特徴で、吾郎からは「ヒゲゴリラ」と呼ばれる。面倒見が良く、自分がスカウトした選手に小遣いを渡した（アニメではカット）り、試合の応援に行ったりすることもある。名倉という女性の助手がいる。
眉村や吾郎の才能を見抜きスカウトした。当初は寿也にも声をかけたが吾郎からは「寿也と一緒の学校には行かない」と言われたことで天秤にかけるように寿也に特待生枠をキャンセルを告げている。吾郎にも特待生枠で勧誘したが頑なに拒否され吾郎の自宅を訪問した際には「お高くなってるあんたらを叩きのめしてやる」と激怒され追い返されてしまう。海堂に勧誘した理由は、次期エース候補としてのほかに、「野球好きのオヤジの1人として」成長を見守りたいという気持ちもあった。その後県大会一回戦で海堂中が三船東中と対戦することがわかり、既に海堂高校の一軍内定を決めていた眉村に県大会出場を要請した。その眉村の投打で圧倒しての大勝で吾郎に門前払いされたことへのリベンジ成功と同時に「ろくな指導者もいないお前らの野球がうちに太刀打ちできるわけないだろ」と言い放ちその試合を途中から観戦に来た寿也共々未熟さを痛感させた。そして「海堂に来たくもない奴らに何度も頭を下げるほど人材不足じゃない」と言い放ち正式に吾郎と寿也の特待生枠のキャンセルを告げた。一方で「どうしても入学したければセレクション受けに来い。合格したら入れる」と告げ、吾郎と寿也共々セレクション経由で入部させるという目的を達成した。当初夢島に来た理由は周防と乾には内緒にしていた。投手である丸山が中学時代とは別人のような投手になったことを指摘すると周防も夢島の中で最も成績が良かったうえで「一番の自信作」と評価したが、大貫は「マニュアル野球には都合の良い存在でクソ面白くない投手」とこき下ろし、「中学時代の方が多少コントロールが甘くても魅力的なまっすぐを投げていた」旨の発言をしたことで周防の怒りを買い、吾郎が外野手として右翼に守るのを周防に指摘し、投手として評価して合格させたことを伝えると「スカウト失格だな」「海堂にスカウトするなら考えて選手を選べ!茂野を二軍に上げたら上から笑われるんだよ」とスカウトとしての資質を問われた。吾郎が夢島で奮闘する姿を見て乾同様、海堂のマニュアル野球には理解を示しているものの吾郎には合っていないと確信する。周防に総監督から預かっていた手紙を渡し、再テスト実施のきっかけを作った。最終的には周防や乾同様、折に触れ吾郎のことを気にかけていた。
アニメでは夢島中旬で吾郎に固執しすぎた事への責任感からスカウトを辞職している。また編成担当部長である北川に「高校時代に吾郎の実父・茂治と対決している」と語っていた。
北川（きたがわ）
声 - 東地宏樹
海堂高校野球部編成担当部長兼、入学試験の試験官長。
キツネ目で丸眼鏡をかけている。傲岸不遜な性格で嫌味な口調が特徴。意向を示さない者へは荒らげた口調へと変わる。
吾郎たちのセレクションや面接を担当。面接では吾郎の学科試験の点数には嘲る態度を取ったが、野球部員に合格できたことを称えた。
田尾（たお）
声 - 古屋貴史
海堂二軍スタッフで静香のもとで二軍選手の面倒を見る。実技指導したりすることはなかったが寮の案内をしたり、夢島卒業組と特待生組との歓迎試合、月1回の紅白戦、海堂同士の一軍と二軍の壮行試合、海堂二軍と聖秀との練習試合では主審を務めた。
吾郎が総監督に自分の投球スタイルを認めるよう直談判しに海堂高校本校に行った時には、総監督との対面を阻止したい静香の指示で車を運転し本校へ向かった。

## 聖秀学院高校
元女子校。吾郎の編入時、全日制課程にいた男子は彼を含め8人のみであった。
海堂学園高校編と聖秀学院高校編では、制服が変わっていた。また、原作とアニメでは校舎のデザインが異なる。普通科は偏差値が高い進学校。吾郎は体育科に編入。全日制に吾郎以外の男子で体育科は見当たらない。定時制もあり、そちらには30名ほど男子もいる。
吾郎たちの卒業後、海堂戦での活躍を知った野球経験者が何人も入部し、翌年、翌々年も地区予選で三回戦に進出している。

### 部員
清水 大河（しみず たいが）
遊撃手 → 投手 → 左翼手（2年山本が久里山高校戦9回にて手を骨折以降）。右投左打。背番号6 → 背番号1 → 背番号10 → 背番号9（アニメでは背番号6 → 背番号1。アニメ第4シリーズでは6）。
詳細は「薫の家族」を参照
田代（たしろ）
声 - 森訓久
捕手。右投右打。背番号2。
過去に本牧リトル・シニアで捕手を務め、4番を打っていた実力者。
会社を経営する父親の反対で野球を止めさせられ（アニメでは、海堂のセレクションを受けるつもりだった）聖秀に入学。その反動で野球を毛嫌いしていたが、練習試合で吾郎と藤井に刺激され、再び野球を始めた後は熱血漢の素顔を取り戻す。
2年のブランクがあり、自身の鈍りを嘆いていたが、シニアでレギュラーを張っていただけあり、サードライナーや吾郎の球を初見で捕るなど、過去の実力の片鱗を見せる。県大会では陽花学園戦で逆転満塁ホームラン、久里山戦でも逆転ホームランを打つ。海堂戦では故障している吾郎に代わり4番を務め、2点タイムリーヒットを打つ（打球が三塁手の薬師寺のグラブを弾き、それが二塁走者の大河に当たってファウルゾーンまでいって二者が生還するというものだった。原作では泉の送球が、打って置かれた田代のバットに当たったこともあって二者が生還している）。守備では吾郎の怪我を気遣って寿也に敬遠策を取ろうとするが、打席に立った寿也から「自分ならそんなリードはしない」と非難される。これは寿也のハッタリで心理作戦だったが、逃げ腰のリードをやめ、結果的にバッテリーの強化につながる。吾郎の球を捕ることに喜びを感じ、甲子園には行けなかったが「悔いはない」と自身の野球人生に満足している。
一浪したあと大学に進学。W杯編では藤井と共にアメリカへ駆けつけた。
アニメ第4シリーズでは浪人中に聖秀野球部の元へ訪れ、1年生エース渋谷の「一人で勝ってみせる」という傲慢な態度と、それを咎めもしない同級生たちに怒り、「野球をなめるな！」と怒鳴りつけた。
メジャー編では吾郎のいるホーネッツの優勝決定戦を中村・藤井と共にTV観戦した。
『2nd』ではボランティア（普段は会社員）として三船ドルフィンズの監督兼コーチを務める。大吾が小学6年の時点で、就任して3年目。野球に挫折した大吾をひき止められなかったことに指導者として自責の念を抱いており、辞めた理由も理解しているが、大吾を「七光り」や「（大吾自身のミスもあったとはいえ）足引っ張るだけなら下がってろ」と罵声を浴びせるエースのト部を始めとしたチームメイトの問題行動に対しては、卜部が自分たちより上の強さのチームから移籍してきたという経緯も影響してか厳しい態度を取れていない。一方で試合でミスを連発し焦る大吾に「ミスを恐れて後ろ向きなプレーをするなら交代させる」と睦子を介して諌め、エラーをしたショックから交代を申し出た際は「自分のミスは自分のプレーで取り返せばいい！」と叱咤激励したり、捕手の代役を渋る卜部を怒鳴りつけるなど、前述の件以外では厳しい姿勢を見せている。
大吾が中学生になってからも、ドルフィンズの指導者を続けている。
藤井（ふじい）
声 - 草尾毅
投手（子ども会）→捕手（練習試合）→二塁手。右投右打。背番号4。
赤毛が特徴の男子生徒。何をやっても中途半端で、怠惰な高校生活を送っていた。清水薫に惚れており、彼女のことを「薫ちゃん」と呼ぶ。
吾郎が初めて野球部に誘った相手であり、過去に野球経験があったことから薫に良いところを見せるため、吾郎と勝負するが完敗。そのことで触発され入部を決意する。
作中ではムードメーカーの描写が多いが見た目に反して責任感が強く、厳しい練習についていけずに入部を渋っていた後輩を説得したり、吾郎が負傷した際はビラを配って代わりの部員を集めようとするなど、田代と並ぶ吾郎のよき理解者となっていった。また、アニメ版では「副キャプテン」を自称していた。
ナインの中でもエラー数が非常に多く、久里山戦を除く全試合でエラーをしたため、吾郎から「スーパーザルセカンド」と評される程。打撃面ではクリーンナップを任されるも、その多くが凡打に終わっている。しかし、海堂二軍との練習試合で本塁打（アニメ版ではキャッチャーフライ）にしたり、三船戦で山根から起死回生の内野安打を放ち、運が良かったとはいえ海堂戦で阿久津から同点となるツーベースヒットを打ったりと、意外性の持ち主でもある。
一浪したあと大学に進学。W杯編では田代と共にアメリカへ駆けつけた。
メジャー編では中村と交際中。吾郎のいるホーネッツの優勝決定戦を中村・田代と共にTV観戦した。
『2nd』ではボランティア（普段は会社員）として田代と共に三船ドルフィンズのコーチを務めている。中村と結婚（アニメ版より）して2児の父となっており、大吾達と同年代の長女の千代と次女の千里をもうけている。娘達に野球を教えたが、次女・千里の才能に見惚れし、長女・千代の方は全く見なくなったことから、彼女が野球を辞める遠因を作ってしまっており、またその性格から5年経ってなお、そのことに全く気づいていない。
内山（うちやま）
声 - 保志総一朗
三塁手。右投右打。背番号5。
肥満体だが動きは俊敏で、中学時代はバスケットボール部に所属するなど運動神経がよい。手先も器用。母子家庭（アニメでは共働き）のため弟と妹の面倒を見なければならず当初は入部を渋っていた。しかし、事情を知った吾郎から自分も同じ三兄弟であることを聞かされ、「本当は自分もスポーツをやりたい」と本音を打ち明け入部を決意。家事の合間を塗って練習を始め、2番でつなぎのプレーを見せる（久里山戦では5番を打つ）。海堂戦でもバントを決めたほか、死球で出塁している。
アニメでは、持ち前の器用さでバント等の小技が上手いことで2番打者、ボールを怖がらない姿勢から三塁手になった。卒業後は大学に進学。W杯編では決勝戦をテレビで観戦した。
宮崎（みやざき）
声 - 羽多野渉
一塁手。右投右打。背番号3。
長身痩躯の体型をしており、長髪と眼鏡が特徴。極度の運動音痴。
子供の頃は下手なりにスポーツを楽しんでいたが、周りにいた体育会系の人間たちのせいでスポーツ嫌いになり、運動に対して強いコンプレックスを持っていた。初めは吾郎も今までと同じような体育会系だと思っていたが、彼と偶然寄り道をした帰りに「友達にすらなっていないのにいきなり野球をやろうと誘っても嫌になるのは当たり前だ」と助っ人を無理強いしたことを謝罪されたことで吾郎の人間性に興味を持ち入部を決意。吾郎も「下手だったとしても真剣にやっている奴は笑わない」と約束する。
その後は日々の練習をこなし、力をつける自分に自信を持つようになり、陽花学園戦では、アンダースローのリリーフから起死回生の2点タイムリーを放つ。自然に出たガッツポーズに自分自身も驚いた。また、三船戦ではファウルで粘り四球で出塁したが、ホームでのクロスプレーでアウトとなりメガネを壊してしまい、吾郎と交代してベンチへ退いた。海堂戦では市原から内野安打を放ち、貴重な1点を返すきっかけを作った。
アニメ版では、守備力はいまいちだが長いリーチを活かすために一塁手になった。卒業後、大学に進学。W杯編では決勝戦をテレビで観戦した。
野口（のぐち）
声 - 太田哲治
右翼手 → 左翼手（山本に負傷により）。右投右打。背番号9 → 背番号7（アニメでは背番号9）。
吾郎の1学年下の野球部員。マッシュルームカットが特徴。
当初から同級生の2人とともに、野球部入部には前向きだったが、厳しい練習に限界を感じ入部を渋っていた。しかし、バッティングセンターで吾郎にそのことを打ち明けた際に「まずは基本から教える」という吾郎の人柄や熱意に惹かれ本格的に入部。それ以降は吾郎のことを慕うようになった。
三船戦では得点のチャンスでなんとか次につなげようとし、わざとボールにあたり死球で出塁。海堂戦では9回二死、阿久津から平凡なキャッチャーゴロを放つが、寿也の送球が逸れたことで失策気味の内野安打で出塁。その後、勝ち越しになるホームインを決めるなど、同級生の中で最も活躍した。
アニメ版では、昔から野球好きでよく遊んでいたことが語られている。第4シーズンにて、野球経験者の新入部員が多数入部したことで補欠を覚悟していたが、大河に経験を買われて高橋、山本とともにレギュラーから外されなかった。
高橋（たかはし）
声 - 柿原徹也
中堅手。右投右打。背番号8。
吾郎の1学年下の野球部員。野球部一の長身で、同級生の中で最も足が速い。
三船戦では、大林のライナー性の打球を、長身を生かしてセンターライナーに終わらせた。海堂戦では唯一、出塁している描写がない。
山本（やまもと）
声 - 松林大樹
左翼手。右投右打。背番号7 → 背番号10（アニメでは背番号7）。
吾郎の1学年下の野球部員。出っ歯と天然パーマが特徴。
責任感が強く、久里山戦では9回2死から何とか出塁しようとバントを試みるが、自分の手にボールを当ててしまい骨折。しかし、これがチームの勝利につながった。
服部（はっとり）
声 - 逢坂力
遊撃手→二塁手。右投左打。背番号6（アニメ第4シリーズでは4）。
吾郎の2学年下の野球部員。色黒の肌が特徴。
中学時代に陸上部に所属していたため運動神経がよく、三船戦で内野安打を決めるほど足が速い。久里山戦では4番だった。海堂戦では6番ショートで出場。雨で乱調した市原から、死球で出塁している（アニメでは吾郎の指示でバントの構えをして揺さぶり、死球で出塁）。
アニメ版では、新入生入学後は大河が遊撃手に復帰したことに伴い二塁手にコンバート、打順も2番でつなぎのプレーを見せた（原作でも同様に二塁手へコンバート）。W杯の決勝戦は大河たちと共にテレビ観戦した。
渋谷（しぶや）
声 - 豊永利行
投手。右投右打。背番号1。
アニメ版オリジナルキャラクター。第4、6シリーズに登場。
吾郎卒業後、彼に代わる聖秀のエース。海堂戦における吾郎の活躍に憧れ、名門の推薦を蹴って入学してきた。
1年生ながら最速145キロの速球を投じ、打撃でも4番でも務めるほどの実力者。その一方で、自身の実力を鼻にかける傲慢な面があり、キャプテンである大河とは何かと衝突していた。
当初は吾郎のことを「一人で勝ち進んだ」と誤解し、1回戦で完封したことから調子に乗り、始めは「自分一人で勝つ」と息巻いていた。だが、同級生部員を唆して独断練習をした際にOBである田代にその姿勢を怒鳴りつけられ、2回戦の帝仁戦でスタミナ切れを起こし、諦めかけた時に大河からの激励を受け改心する（その後も、減らず口は相変わらず）。
その後は練習にも真面目に参加するようになり、スタミナ不足も解消。坂見台高校を相手に、終盤まで好投する活躍を見せた。

### 首脳陣
山田 一郎（やまだ いちろう）
声 - 堀内賢雄
聖秀野球部の監督。日本に帰化したアメリカ・ミネソタ州出身の英語教師。旧名はスティーブ・ティモシー。
登場当初はアメリカ人らしいフランクな口調だったが、帝仁高校との練習試合で吾郎のプレーを見ていくうちに「彼と一緒に海堂を倒したくなった」と言い、以降は冷静で落ち着きのある口調に変化していった。
野球の指導経験はないが、1人で海堂と戦うことに固執している吾郎の身を案じ、英毅に対して極秘で「彼は一人で勝つといっているが、それでは海堂はおろかそこにたどり着く前の試合で負けるだろう」と相談したり、平地のグラウンドに練習場所がない事を口実に屋上まで土を運んでグラウンド作りなど数々の試練を与え、部員達との連帯感、チームワークの大切さを教えた。本人の身体能力は不明だが泥だらけのユニホームで部員達にノックをしているシーンもある（アニメ版ではカット）。吾郎が足を故障し、痛み止めを打ってまで試合に出ることに対しては、最後まで反対していた。しかし、海堂戦で足のけがを隠しながら試合に出続けていることを看破した審判団に詰め寄られた時は、「出来る所までやらせてやってください」と未来より今の方が大事という、吾郎と部員達の気持ちを汲んでいた。海堂学園高校二軍トレーナー・早乙女泰造に続き、終始善良な首脳の1人である。
吾郎のことを「ノゴロー君」と呼んでいる。生徒からは「山ちゃん」（薫）や「ペリー」（内山）と呼ばれている。
アニメ版では、W杯の決勝戦をテレビ観戦した。
中村 美保（なかむら みほ） → 藤井 美保（ふじい みほ）
声 - 植田佳奈
聖秀野球部のマネージャー。セミロングの跳ねた茶髪と八重歯が特徴。また、かなりの巨乳の持ち主。
編入してきた吾郎に一目惚れし、野球部の押し掛けマネージャーになった。藤井とは因縁があり、小学6年生の時、階段で走って来た藤井と出会い頭にぶつかり、階段から転落し大腿骨を骨折。陸上を引退せざるを得なかった。このことを根に持っていたため、彼に対して辛辣な態度が多かったが、野球を通じて変わっていく藤井を見ていくうちに、段々と惹かれていった。
アニメでは両親が登場。渡米編では大学進学後、一度は諦めていた陸上を再び始めたようである。
メジャー編では藤井と交際中。吾郎のいるホーネッツの優勝決定戦を藤井・田代と共にTV観戦した。
アニメ版では藤井と結婚し、二女（千代と千里）をもうけている。

## 聖秀学院高校編でのライバル達

### 久里山高校
香取（かとり）
声 - 川田紳司
投手。右投右打。背番号1（高校）・21（若手選抜）。
長髪をポニーテールに結っており、オネエ口調で喋るオカマ。屈託のない性格だが、辛辣な物言いをする毒舌家。吾郎を「ちゃん」付けで呼ぶ。
サイドスローの技巧派であり、大きく曲がる高速スライダーが決め球。その他、抜群の制球力からキレのある速球をはじめ、カーブやシュート、チェンジアップなどを操る（ただし、吾郎曰く「高速スライダー以外はB級変化球」）。打撃センスも高く、高校通算4割の打率を誇る巧打者。長打力もあり、高校時代は3番打者を務めており、唐沢と共に「平成のKKコンビ」と呼ばれていた。
海堂セレクション最終選考のミニゲームで寿也に本塁打を打たれて敗れる。この時は吾郎と寿也が海堂で大化けする可能性を示唆して2人を強者と認めていたが、聖秀との試合前に吾郎と再会した際には余裕ぶりを見せつける発言をして吾郎から「俺らにセレクションで負けてる」と海堂の最終選考のミニゲームでの敗北を強調されたが「あたし達は（寺門、泉、三宅はもちろん吾郎でもなく）佐藤寿也（一人）に負けたのよ」と吾郎には負けていないと間接的に言い放った。この思考転換は唐沢ならセレクションで吾郎と対戦した時本来ならホームランを打つことができてたと思っていたからである。以後は唐沢と共に久里山高校に進学し、県予選4回戦で聖秀と対戦した時は吾郎を見下す素振りも見せたが、第1打席で吾郎が自らの持ち球の一つであるチェンジアップを体勢とタイミングを崩されながらもホームラン性の強い当たりを見せた事で唐沢と共に気を引き締める。吾郎への雪辱に燃え、9回2死までパーフェクトに抑えるが、大河から安打を浴びて完全試合が消滅、さらに吾郎・田代に連続本塁打を浴びて逆転される。その裏の攻撃で本塁アウトでゲームセットとなり、大号泣した。試合後の整列で吾郎に「海堂にみっともない負け方してあたし達に恥を欠かせないでね」と海堂に大惨敗した無名の弱小高に負けたと思われたくないと本音を漏らしつつもエールを送った。そしてその海堂・聖秀戦は唐沢と共にスタンドから観戦していた。
高校卒業後、神宮（アニメ版ではフェニックス）に入団し、1年目から先発として9勝を挙げる。若手選抜にも選出され、日本代表との初戦に登板するが、0回1/3を5被打2四球5失点という惨憺たる結果で降板（アニメ版では草野のファインプレーに助けられ、1回を5被打2四球4失点で投げ切った）。
唐沢（からさわ）
声 - 下山吉光
捕手（高校）→ 一塁手（プロ）。右投左打。背番号2（高校）・3（若手選抜）。
海堂セレクション最終選考のミニゲームで佐藤寿也に本塁打を打たれて敗れた。その後は香取とともに久里山高校に進み「平成のKKコンビ」と呼ばれるほどの有名バッテリーとなる。神奈川屈指のスラッガーに成長し、聖秀戦では甘く入った吾郎の球を完璧に捉え、ネットまで届く本塁打を放つ。捕手としてリードの才能もあり吾郎を高速スライダー狙いと見破った。しかし勝利目前の9回表に逆転され、9回裏一死三塁となった場面で犠牲フライによる同点延長を狙うも大河の怪我を押した好返球や田代の好守に阻まれ敗戦。海堂・聖秀戦は香取と共にスタンドから観戦していた。
卒業後はプロ入りし、中京では6番打者に。一塁手として若手選抜にも選出されるが、吾郎は香取と唐沢がプロ入りしていることを知らなかった。アニメでは日本代表のエースの原田から粘って四球を選んだ。
多岐川（たきがわ）
声 - 吉野裕行
遊撃手。右投右打。背番号6。
海堂セレクションではサバイバルランニングで脱落者を続出させるが、吾郎に出し抜かれる。PK戦まで勝ち残るも、吾郎の頭脳プレーに翻弄され敗れた。あまりにあっけない野球の実力と関係ない負け方に試験官である北川に乞うものの「馬鹿は海堂にいらん」と一蹴され、俯いて去っていった。その後5人試合で敗れた香取・唐沢と共に久里山高校に進学し、県予選4回戦で聖秀と対戦し敗れた。ただのセカンドゴロでもセーフになれるほどの俊足の持ち主だが、持久力に欠ける。自らのことを「平塚のタッキー」「多岐川様」と呼ぶ。

### 横浜帝仁高校
海堂と並ぶ神奈川県内の名門校。聖秀野球部とは作中で2度対戦経験があり、吾郎が野球部を「同好会」として認められた直後の練習試合で、2戦目はアニメ版第4シリーズオリジナルではあるが、大河が2年生の時に夏の県大会2回戦で対戦した。いずれも僅差で敗れているが、聖秀ナインがそれぞれ成長するきっかけを与えている。

## メジャーリーグ・マイナーリーグ

### アナハイム・サーモンズ/3Aクーガーズ
アリーグ（アニメ版ではノーザンリーグ）西地区の球団。吾郎にとって初のプロ球団。八木沼曰く「かつては名門だったが、近年ではBクラス入りを余儀なくされている」とのことだが、アニメ版第6シーズンでは名門に返り咲き、ワールドシリーズに進出した。
八木沼 隼人（やぎぬま はやと）
声 - 鈴村健一
遊撃手。右投右打。背番号6。
EL学園高校出身（甲子園出場経験あり）。関東大学3年、21歳。吾郎からは「ぎぬまっち」と呼ばれている。
俊足巧打の1番打者タイプ。就職を希望する両親からの反対を押し切り、「解雇されたらプロとして引退する」という条件で単身渡米しメジャー挑戦を試みた。その道中、空港で置き引きにあった吾郎を助け、共にサーモンズのトライアウトを受けて合格する。しかし、その後はシングルAにまで昇格したが、故障もあって結果が残せず解雇され、両親との約束通り日本へ帰国。吾郎のプレーオフを観戦後に「野球、辞めるんじゃねえぞ！？」と笑顔で激励された。
アニメ版では聖秀編・W杯編にもわずかながら登場。前者では若干大学野球の試合も描かれているが、川瀬涼子のスライダーを打てず三振を喫する。その後トライアウトでは「球種の多い投手は苦手」だと語っている。後者では営業マンとなっており、取引先の相手に野球を続ける決意を語っている。
フォックス
声 - 三宅健太
捕手。右投右打。背番号22。
メジャーとマイナーの間を往復しているブルペン捕手。彫りの深い顔立ちが特徴（吾郎曰く「フランケンシュタインに似ている」）。
幼少時代に父の仕事の都合で5年ほど在日していたため、片言ながら日本語を話せる。そのため、吾郎の一時的な通訳を務め、さらにマイナーリーグの厳しさを伝えた人物でもある。
アニメ第6シリーズで再登場を果たす。その際、サーモンズの主力選手として活躍し、キーンが一目置くほどの実力をつけた模様。
ヒルベルト・サンチェス
声 - 小山剛志
投手。右投右打。背番号33(アナハイム・サーモンズ)、19（W杯ベネズエラ代表）。
サーモンズの看板エースを務めるベテラン投手。ベネズエラ出身。
過去に2度サイ・ヤング賞を獲得した実力者。若い頃は吾郎と同じく速球派だったが、力の衰えた今は抜群の制球力を駆使する技巧派へと転身した。
チームメイトからは「暴れ馬」と呼ばれるほどの激しい気性の持ち主。キャンプ地のブルペンではいつも使っているマウンドに吾郎がいたため自分専用の場所だから譲るよう声をかけるも応じなかったため激怒し、吾郎と乱闘騒動を起こして鉄枠を使ったコントロール勝負で吾郎に格の違いを見せつけ自信喪失させる。しかし、吾郎はいざこざを引きずるのと同時に自分がサンチェスより非力なのを認めながらも好印象を抱いていなかったが、吾郎がサーモンズを解雇された際にはフォックスと一緒に空港まで送り、いざこざ後に変化球の練習をした吾郎に「それではいつまで経ってもメジャーリーガーになれない！」と一喝すると同時に自身の過去を伝え、「お前のストレートに本物のコントロールが着けば、ボルトンもギブソンJr.も三振する」自らのピッチングの方向性を確立するきっかけとなるアドバイスをした。
W杯編では吾郎を見かけると笑顔で談笑する様子も見られた。そして本大会ではモンタナと共にベネズエラの先発陣の軸として活躍。日本戦でも先発し好投。韓国戦では連投規定によって登板できないクローザー、バレンズエラに変わって9回を締めた。
アニメ第6シリーズで再登場を果たす。フォックス、ボルトンらに吾郎を挑発する作戦を提案した。
ボルトン
声 - 宗矢樹頼
左翼手。右投右打。背番号24(アナハイム・サーモンズ)、7(W杯アメリカ代表)。
サーモンズの主砲を務めるベテラン野手で、「ビッグキャノン」の異名を持つ。
トライアウトで天狗になっていた吾郎から自身のバットを折られながらも本塁打を叩き込み、メジャーの洗礼を浴びせた。その後は出番がなかったが、W杯編ではアメリカ代表の5番を張っている。その際に吾郎と再戦し、フォークで三振を奪われた。
アニメ第6シリーズで再登場を果たす。その際、サンチェス・フォックスらと共に吾郎を挑発し、試合の終盤に彼のフォークを打ち返した。
小野寺（おのでら）
投手、右投げ、背番号23。
サーモンズでクローザーを務める日本人ピッチャー。もともとロサンゼルス・ペガサスに所属していたがサーモンズに移籍してきた。乱闘騒ぎを起こした吾郎は彼の移籍をきっかけに同じ日本人でも即戦力ではないため集客力が見込めないこともあってサーモンズの解雇に拍車をかけることとなった。
アニメ第6シリーズでも少しだけ登場。常に9回頭から登板し、ホーネッツ打線を3人で斬る活躍を見せた。
坂口（さかぐち）
声 - 石野竜三
中堅手、右投左打、背番号4。
アニメ版オリジナルキャラクター。主に1番を打ち、4割近い出塁率を誇る。カットやバントが上手いうえに、盗塁含め、足をうるさく絡めるため厄介。過去にネルソンと同じチームにいたらしく、彼からポジションを奪った。

### インディアナ・ホーネッツ/3Aメンフィス・バッツ
アリーグ（アニメ版ではノーザンリーグ）中地区の球団。典型的な打高投低のチームで、長年にわたり名投手が育たなかったのが最大の悩み。
選手
※パーカー以下は原作においてモブキャラ扱いだったが、アニメ版ではキャラづけがなされている。
茂野吾郎
#主人公を参照。
ジェフ・キーン
#テキサス・レイダース/3Aオクラホマ・ファルコンズを参照。
リチャード・ワッツ
声 - 家中宏
投手。右投右打。背番号14。年齢の記載はないが、30代後半と思われる。
ホーネッツの不動のクローザーであり、チーム一のベテランである。無精髭を生やした白人選手。一見クールな皮肉屋だが、チームの優勝にかける思いは強い。
昔の同僚に、吾郎のような強心臓で恵まれた才能の持ち主が、たった一つのミスを犯してイップスになり克服できずに引退した選手がいたため、吾郎にイップスの疑いがあることをいち早く気付いた（アニメ版第6シーズンではその描写が追加されている）。
かつてチームメイトだったマードックの暗い過去を知っている。故に彼のホーネッツ加入後にチームの勢いが下がったために彼を疫病神扱いしたロイたちチームメイトを咎めていた。
シーズン終盤から腰痛による不調が続き、ホーネッツのクローザーを外れ、以後は中継ぎ（またはワンポイント）に回る。FAによる移籍が控えていた事もあり、クローザーの役目を吾郎に託した。地区優勝決定戦で無理をおして登板、腰痛の悪化でFA移籍の件が全てキャンセルとなってしまい、ホーネッツに残留。後に現役を引退し、ホーネッツの監督となっている。
サンダース
声 - 石井康嗣
捕手。右投右打。背番号8。34歳（マイナー編時）。
長年、バッツで正捕手を務めてきたベテラン。虎ヒゲが特徴。あだ名は「軍曹」。
メジャー昇格経験がなく引退も考えていたが、吾郎の加入前からチームの勝利意識やまとまりの低さに危機感を抱いていた唯一の人物であり、吾郎の熱意に可能性を見出す。「目の前の一球一投一打に真剣になれない選手がメジャーに上がれるのか？」と語りかけたり消極的なプレーには容赦をしないなど吾郎の協力もあってチーム全体の意識改革に乗り出していく。
保守的でアバウトなリードだがガッツを前面に出した守備とパンチ力のある打撃で吾郎の恋女房とも言える存在になり、3A優勝に大きく貢献する。しかし翌年の自主トレ時に古傷を開いてしまい、引退を余儀なくされた。その後はホーネッツの球団職員兼ブルペン捕手をしている。チームで最初に吾郎の理解者となった人物で、引退後も行動を共にしたりベンチで解説を務めることも多い。
家族には妻のジェシカ（声 - 岡本麻弥）と息子のマシュー（声 - 斎藤千和）がいる。
マイク・マードック
声 - 山野井仁
一塁手。右投右打。背番号33。
シーズン後半戦にDL入りしたグリーンの補強として、パンサーズからトレードで移籍してきた黒人の長距離砲。
球界を代表する問題児で、成績はいいもののチャンスに弱く、雑な打撃に加え、気性の荒さから入団初日から乱闘で退場処分を受けるほどの問題行動でチームが低迷、疫病神扱いされてジャーニーマンとなっていた。
10年前はマイナーリーグで、短気で荒削りながらも明るくチームに溶け込んでいたが、ある時抜き打ちの麻薬検査で親しかった同僚達から無実の罪を着せられた事が原因で誰も信用しなくなり荒れた性格になる。吾郎とも当初は反目し合っていたが、彼の影響で次第にチームメイトへの信頼が蘇り、晴れてホーネッツの一員となった。
ワッツとは若手時代セントルイスのマイナー球団でチームメイトだった。終盤にリリーフ失敗が続いていたワッツの本当の原因を代理人から聞いて知っていた。
後にホーネッツのチームキャプテンとなり、ワールドシリーズ編では有終の美を飾るべく奮闘した。
家族には妻のコニー（声 - 櫻井浩美）と娘のサンディ（声 - 日高里菜）がいる。人間不信であった頃も家族には優しい人物であった。
ロイ
声 - 羽多野渉
遊撃手。右投左打→右投両打。背番号4（バッツ）、2（ホーネッツ）、1（『メジャー・ワールドシリーズ編 夢の瞬間へ』）。
バッツ・ホーネッツの1番打者。俊足巧打で華麗な守備が持ち味。同年代の吾郎やケロッグと仲がよいが、少し口が悪い。口笛を吹いたり「ジェニーちゃんとデート」と言い放つなど軽い若者である。バッティングが得意だが、吾郎とサンダースの姿勢に触発されてからは、勝利のためにバントも行うようになる。
キーン達と共に9月のロースター枠拡大でホーネッツに昇格し、そのままレギュラーに定着した。メジャーでギブソンに対した時に「出来れば全盛期の球が打ちたかった」と偉大な投手として尊敬していた。左打ちであったが、8年後のレイダースとのワールドシリーズにおいては右打ち。アニメ『メジャー・ワールドシリーズ編　夢の瞬間へ』では左打ちのまま。
ダンストン
声 - 金光宣明
右翼手（バッツ）・左翼手（ホーネッツ）。右投右打。背番号13（バッツ）、28（ホーネッツ）、7（『メジャー・ワールドシリーズ編 夢の瞬間へ』）。
バッツの4番打者。9月のロースター枠拡大でホーネッツに昇格した。真面目な性格で、口数が少なく落ち着いている人物。何度もバッツとホーネッツを行ったり来たりしているが、吾郎がメジャー昇格を果たした時には、メジャーに定着し、レギュラーも勝ち取った。レギュラー定着後は基本的に6番を打つことが多いが、キーンが一時的に離脱すると、代わりに3番を任される等、クリーンナップを担当することも多い。吾郎の先発した試合で先制2ランホームランを打った。後にホーネッツの4番となる。
アニメ版ではホーネッツ時にグリーン（一塁手）とベテラン選手と外野で交錯し、負傷させてしまう。その後、グリーンからリーグ優勝の夢を託された。
バトラー
声 - 中國卓郎
三塁手。右投右打。背番号1（バッツ）、22（ホーネッツ）。
バッツの3番打者。ダンストンのホーネッツ昇格後は、4番打者として活躍。ワールドシリーズでは7番を打った。
プライドが高く気性の荒い性格で、当初は吾郎のことをあまり快く思っていなかったが、次第に野球に対する姿勢に感化され、バッツ優勝を目指す。後にロースター枠拡大でホーネッツに昇格し、数年後にはレギュラーに定着した。
ケロッグ
声 - 加藤寛規
二塁手。右投右打。背番号2（バッツ）、3（アニメ最終シリーズ最終話）。
バッツの2番打者。小技が得意。ロイのホーネッツ昇格後は、1番打者として活躍。黒人選手。同年代の吾郎やロイと仲がいい。3A優勝時点では吾郎同様未成年。
吾郎の加入当初は注意力散漫による判断ミスもあったが、他のチームメイト同様に吾郎とサンダースの奮闘に動かされて発奮しバッツ優勝に貢献する。ファルコンズとの最終戦では、サンダースやバトラーと共に吾郎を励まし、イップスで降格した時も弱気になる彼を叱咤激励した。後にロースター枠拡大でホーネッツに昇格。
アニメ版第6シーズンで、実家はトイショップを営んでいることが明かされる。メジャー昇格後に父が入院してしまい家業を継ぐ為に引退しようとしたが、吾郎との1打席勝負を受けて思い留まった。その後は無事にメジャーに再び昇格、レギュラーを勝ち取り、最終回のエンディング及び8年後のワールドシリーズではホーネッツのセカンドの守備についている。
ケサダ
声 - 金光宣明
投手、左投左打。背番号11
バッツの左投げ先発投手。バッツとホーネッツを行ったり来たりしている。原作ではモブだが、アニメでは主要人物のひとり。バイパースのポンズとの相性が悪く、失投をスタンドインされたことがあったが、本人は同じ過ちを犯さないよう燃えていた。しかしキーンに全打席敬遠を強要され、納得のいかない完封勝利に加え、キーンにピッチャーのプライドを完全否定されたことに怒り、彼を責めたてた。後にプレーオフ前にロースター枠拡大でホーネッツへ昇格したが、アニメ第6シリーズでは春のロースター枠に残れずバッツに出戻り、再びロースター枠拡大でホーネッツへ再昇格。しかしコヨーテスとの最終戦で登板機会がなく、8年後も、ケロッグやバトラーが定着できたのとは対照的に彼だけ定着できなかった。
パーカー
声 - 森田成一
右翼手、指名打者。右投両打（アニメ版は右投右打）。背番号11
ホーネッツの4番。恰幅のいい黒人選手。アニメ版では、ワッツやダンストンと同様の年配者として描かれた。
落ち着きのある性格だが、ギブソンの復帰登板試合では、全盛期の見る影もない彼の姿に「アンタの時代はもう終わったんだよ」と、落胆の声を漏らした。
ロサリオ
投手。右投げ。背番号29。
ホーネッツのエースだが、打ち込まれている描写が多い。カーブ系の変化球が得意。ヒスパニック系選手と思われる。
ヘイガン
声 - 川上貴史
投手。左投げ。背番号63
ホーネッツの中継ぎエースであるヒスパニック系選手。吾郎と仲が良い。
ネルソン
声 - 川上貴史
中堅手。右投右打。背番号3
打順では2番を任される黒人選手。バントや粘り打ちが上手く、闘志を前面に出すことが多い。守備範囲が非常に広く、しばしば好守備で吾郎を助ける場面が登場する。アニメでは過去に坂口と同じチームにいながら、ポジションを奪われたことでホーネッツに移籍してきたという設定が追加された。
ジェームズ
声 - 相馬幸人
三塁手。右投左打。背番号8
下位打線(主に7番か9番)を任される白人選手。守備の際に時々エラーをやらかす。後述のロビンソンと仲が良く、一緒につるんでいる場面が多い。またロビンソンがいない場合、ネルソンとつるむこともある。
ロビンソン
声 - 中國卓郎
二塁手。右投左打。背番号17
下位打線を任される黒人選手。守備は上手いが打撃が不得意で、打率は1割台。ただアニメではサーモンズ戦で勝ち越し点返上のエラーをやらかし、ジェームズと口喧嘩をした。そのジェームズとは基本仲は良く、一緒につるんでいる場面が多い。
グリーン
声 - 宇垣秀成
一塁手。左投左打、背番号4
ホーネッツクリーンナップを担う。原作では名前のみ登場だった。アニメでは温厚なベテラン選手として描かれ、活躍してる描写はそこそこ多い。ダンストンと交錯し右膝を負傷した際、見舞いに来た彼に、｢俺の分まで頑張って、ホーネッツを優勝させて欲しい｣と、夢を託した。
首脳陣
ラリー・ランス
声 - 小形満
ホーネッツのオーナー。縁なし眼鏡をかけた、小太りの白人中年男性。球団経営を「ビジネス」、チームの勝利や優勝を「観客動員数や収益を上げるための手段」と考えており、チームの采配に介入することも多く、監督のステーシーと衝突を繰り返すこともある。
原作では吾郎初登板時のみの登場だったが、アニメ版ではシーズン最終戦まで登場し続け、準レギュラー的な扱いとなっている。
ステーシー
声 - 鈴木琢磨
ホーネッツの監督。細目が特徴。選手の気持ちをくみ取る温情采配のため、オーナーとは衝突が多い。アニメでは最初こそオーナーの言いなりになっていたが、イップスを完全に克服した吾郎に感化され、常に厳しくも前向きな姿勢を見せるようになった。と同時に前述の通り、オーナーと衝突することも増えた。
トニー
声 - 保村真
ホーネッツの投手コーチ。投手コーチだが、基本的には吾郎とワッツの投球練習を見ていることが多い。
カーター
声 - 浦山迅
バッツの監督。サングラスを掛けた恰幅の良い黒人男性。性格は陽気だが能天気な面もあり、時折ギャグを飛ばす。アニメ第4シリーズで2回だけ白い歯を輝かせているシーンがある。
吾郎の加入当初はほとんどの選手たちと同じくバッツをあくまでも選手をメジャーに送り込むための養成所として考え、チームの勝利にはこだわっていなかったが、吾郎やサンダースの奮闘に感化され、本気で優勝を目指すようになる。
3A優勝時には監督にもかかわらず胴上げをしてもらえず嘆いていた。
ホリスター
声 - 金光宣明
バッツの投手コーチ。吾郎を良く見ており、ファルコンズとのプレーオフ初戦で死球で左手首を負傷した吾郎が、コントロールを無視した(せざる得なかった)直球を100マイル(160km/h)以上で投じた際、｢制球力というリミッターが外れれば、100マイルを出せるピッチングができても不思議ではない｣と、カーターやアリスに説明しながら評価した。
陣内 アリス（じんない アリス）
声 - 榎本温子
バッツのオーナー代行。日系アメリカ人。日系企業に勤める日本人の父（新司。声 - 飛田展男）とアメリカ人の母（マリー。声 - 田中敦子）を持つ。アメリカ人の祖父（トム。声 - 石塚運昇）がバッツのオーナーだったが、彼が体調を崩したため、後を継ぐ。年若い女性ながら、資金力に乏しいバッツを熱意で切り盛り。サーモンズを解雇された吾郎をクローザーとして採用する。ホームゲーム(プレーオフのファルコンズ戦)では自らコウモリのコスプレをして盛り上げる。日本語も話せるためバッツ入り直後からの吾郎の良き理解者。吾郎がマイナーに降格した時は再起に一役買った。オーナーだけあって野球もよく知っており、吾郎をクローザーに任命したのも彼女である。サンダースの引退宣言後には吾郎に頼まれ妻子を呼ぶなど選手への理解もある。
ケビン・ゴードン
声 - 三宅健太
アリスのボディーガード。スキンヘッドの大柄な黒人。常にサングラスを掛け黒いスーツを着ている。善良な人柄だが、寡黙でこわもてのため威圧感があり、アリスの警護のために吾郎に拳銃を突き付けることもあった。バッツ加入を決心した吾郎とアリスを引き合わせた。

### テキサス・レイダース/3Aオクラホマ・ファルコンズ
ナリーグ（アニメ版ではサザンリーグ）中地区の球団。
毎年、攻守に均衡のとれたチーム力で破竹の勢いを見せている。
ジョー・ギブソンJr.
ジョー・ギブソンJr.を参照
ジョー・ギブソン
ジョー・ギブソンを参照
ジャクソン
右翼手。右投右打。背番号39。
レイダースの4番打者。Jr.がプレーオフ中に初めてメジャーに昇格した際、彼をバカにするレイダースナインの中では真っ先に彼と打ち解けた。原作では数話しか登場しなかったが、アニメでは第6シリーズにも引き続き登場し、よくJr.と一緒にいることが多い。シーズン中は4番を務めたが、バイソンズとのプレーオフでリーグ優勝を賭けた試合では、Jr.と入れ替わる形で3番打者になった。
ジェフ・キーン
声 - 森川智之
捕手。右投左打。背番号7（バッツ）、1（ホーネッツ）、8（レイダース）。
ホーネッツからドラフト1位で入団した大卒ルーキー。登場時は23歳。
1年で2Aから3Aバッツに昇格し、サンダースから正捕手の座を奪う。
冷静沈着なリードと強肩強打でチームの柱になり、9月のロースター枠拡大でホーネッツに昇格を果たす。吾郎とは頻繁に衝突するものの、吾郎がサンダースの引退を翻意させようと張り巡らせた策に手を貸したり、渡米した清水薫の車のエンストを直したりするなど、根は優しい。また、滅多に口にはしないが、吾郎の実力を心から認めている。
アニメ版では、オリジナルエピソードにて彼がデータ主義の野球にこだわる理由が描かれた。
メジャーリーグ編では、開幕戦でノーヒットノーラン寸前に崩れた吾郎にイップスの疑いがあると見抜いた。ホーネッツでも攻守の柱の1人として活躍するが、吾郎とマードックとの乱闘に巻き込まれ、足を捻挫し一時戦線離脱。シーズン終盤には、吾郎が普段見せない投球の仕草や調整の仕方から血行障害を隠していることを見抜いた。
8年後、FA権を取得しレイダースに移籍。移籍1年目は打点王。Wシリーズで吾郎と初対決するも、バットを折られながら三振する。
眉村 健
#特待生組を参照。
アレックス・ゴンザレス
#アメリカを参照。
リマ
投手、左投げ。背番号15
8年後のレイダースの先発投手。先発投手だが、ワールドシリーズ最終戦では急遽リリーフ登板をした。
コーエン
投手、右投げ。背番号40
8年後のレイダースのクローザーでナリーグ(アニメではサザンリーグ)のセーブ王。基本9回頭から登板するため、回の途中かつランナーありはほとんど経験していない。そのためワールドシリーズ最終戦では、急遽回の途中かつ満塁の場面で登板したが、本来のピッチングが出来ず、一時逆転を許した。

## W杯日本代表
大半は実在の人物がモデルで、アニメでは別名に差し替えられている。

### 野手
鈴木 コジロー（すずき コジロー）<佐伯 京四郎（さえき きょうしろう）>
声 - 内田夕夜
右翼手、右投左打、背番号9（日本代表）、51（シアトルシーガルズ）。
シアトル・シーガルズに在籍する俊足巧打好守強肩と野球に必要なスキルの全てを兼ね備えた超一流現役メジャーリーガー。代表キャンプ時、自身の打撃投手を務める根本を侮辱した吾郎に勝負を仕掛ける。その際に吾郎の投球の単調さと過信を厳しくも的確な言葉で指摘するが、その粗削りながらも高い潜在能力を見抜き代表入りを推薦する。W杯編では1番打者として攻守の要となり、様々な場面で攻守にわたりファインプレーを連発する日本の至宝。
メジャーに上がってからの吾郎のプレイを見て、「キャンプのときとは雲泥の差」だと評価する。
モデルは第1回・第2回WBCの日本代表野球選手の『イチロー（鈴木一朗）』。
松尾（まつお）<板尾（いたお）>
声 - 乃村健次
左翼手（日本代表）、指名打者（ニューヨークタイタンズ）、右投左打、背番号7（日本代表）、55（ニューヨークタイタンズ）。
ニューヨーク・タイタンズに所属し、長打力をメジャーでも存分に発揮している日本代表の4番打者。顔の表情や言動は堅いが、フランクな性格。若手選抜との試合では吾郎のボールを芯で捕らえながらもバットを折られ、外野フライに打ち取られたことにより吾郎に一目置き、コジローと共に吾郎の代表入りを推薦する。W杯本戦でもその高い長打力を発揮し主砲として活躍。2次リーグのドミニカ戦で先制ホームランを放つ。アニメでは第4シリーズで先行登場。ホーネッツのナックルボーラーのナックルを初球で捉え、二塁打を決めた。
モデルはプロ野球選手の『松井秀喜』。実際の松井は、第1回WBCの日本代表選手を辞退している。
堂島（どうじま）<堂本（どうもと）>
声 - 金光宣明
捕手、右投右打、背番号2。
日本代表の正捕手として登録されたが、ベネズエラ戦でのクロスプレー時に足を負傷し早々に戦線離脱。しかしキューバ戦に代打で復帰し、同点の犠牲フライを放つ。決勝のアメリカ戦では指名打者で出場。
モデルは第2回WBCの日本代表野球選手の『城島健司』。
三田村（みたむら）<西村（にしむら）>
声 - 保村真
中堅手、右投右打、背番号8（原作では12の描写がある）。
日本代表の5番打者。W杯前半ではコジロー、松尾らの作ったチャンスで回ってくることが多かったが、6番の寿也と勝負するのが安全と判断した相手チームにことごとく敬遠された（その寿也が打ち、敬遠策は毎回裏目に出る）。それもあって2次リーグではあまり活躍できなかったが、準決勝以降はキューバ戦で2安打2得点（全得点）、決勝のアメリカ戦では初回に2ランホームランを放つなど活躍した。
モデルは第1回WBCの日本代表野球選手の『多村仁志』。
樋口（ひぐち）<谷口（たにぐち）>
声 - 堂坂晃三
二塁手、右投右打、背番号4。
日本代表の2番打者でセカンドを守る。バント等の小技が上手く、つなぎ役を担う。
モデルはプロ野球選手の『井口資仁』。実際の井口は、第1回WBCの日本代表選手を辞退している。
岩岡（いわおか）
日本代表のサード。日本代表VS若手選抜ではショートを守っていた。
モデルは第1回・第2回WBCの日本代表野球選手の『岩村明憲』。
山崎（やまざき）
声 - 勝杏里
三塁手、右投左打、背番号5。
岩岡の代わりに登場するアニメオリジナルキャラクター。日本代表のサード。日本代表VS若手選抜ではショートを守っていた。アメリカ戦では四球で出塁するが、それ以外では三振や凡退と、代表メンバーの中では唯一良いところがなかった。
木端（きばた）<川端（かわばた）>
声 - 金光宣明
遊撃手、右投右打、背番号6。
日本代表のショート。ドミニカ戦では逆転の口火を切るバントヒットを決める。
モデルは第3回WBCの日本代表野球選手の『井端弘和』。
光中（みつなか）<山中（やまなか）>
声 - 松本保典
一塁手、右投左打、背番号3。
日本代表の3番打者。練習試合では指名打者として出塁するが、吾郎からのデッドボールを受けて「大丈夫ですか？」と心配し声をかけた寿也に「自分から（インコースに）要求しといて（大丈夫ですか？って何なんだよ!）」と苛立ちをぶつけた。2次リーグの初戦のベネズエラ戦で初回に先制タイムリーを打った。
モデルは第1回WBCの日本代表野球選手の『松中信彦』。
吹留（ふきどめ）<福原（ふくはら）>
声 - 中國卓郎
三塁手、指名打者、右投左打、背番号13。
日本代表。W杯前は5番を打っていたが、ドミニカ戦ではラストバッター。
初期に出てきてからほとんど登場機会がなかったが、ドミニカ戦で出た時はW杯前とは顔つきが全く違っていた。
アニメでは指名打者以外では、代打で下がった選手の代わりにその選手の守備位置に就いている描写がある。
モデルは第1回・第2回WBCの日本代表野球選手の『福留孝介』。
笠原（かさはら）<笠倉（かさくら）>
声 - 水島大宙
一塁手、右投左打、背番号10。
日本代表のファースト。強打を誇るが日本代表VS若手選抜では8番を打っていた。
モデルは第1回・第2回WBCの日本代表野球選手の『小笠原道大』。
谷本（たにもと）
日本代表の第3の捕手。堂島や佐藤より肩が弱く、打撃ももう一つ。アニメでは登場しない。
モデルは第1回・第2回WBCの日本代表野球選手の『谷繁元信』。
青星（あおほし）
日本代表の外野手。ベネズエラ戦で9番センター、スタメンだったが、堂島の怪我で投手が9番に入り、打席に立たないうちに交代。
原作では名前のみの登場であり、アニメでは登場しない。
モデルはプロ野球選手の『赤星憲広』。

### 投手
野呂（のろ）<勝呂（すぐろ）>
声 - 松本保典
投手（先発）、右投げ、背番号16。
日本人MLB選手の先駆者的存在。柔和で紳士的な物腰が特徴。トルネード投法によるフォークボールが得意。
W杯の強化合宿に召集された折、練習現場で偶然出くわした吾郎にフォークを習得するための一時的なコーチ役を買って出た（アニメでは吾郎の方から彼を訪れ指導を依頼している）。その際、フォークは肩や肘に負担をかける諸刃の剣であることを説明すると共に、「(自分の手から)ボールを取ってごらん」とフォークボールに必要なボールを指で挟み込む握力を見せ、簡単なものではないと教えようとしたが、直後に吾郎の自分を超える握力に驚きコーチを承諾している。結果的に「ジャイロフォーク」を伝授した張本人となり、さらに故障で戦線離脱した際も代役として吾郎を推薦するなど、彼の飛躍に大きく貢献した。また決勝のアメリカ戦では解説を務めている。
モデルはプロ野球選手の『野茂英雄』。
松若（まつわか）<原田（はらだ）>
声 - 中國卓郎
投手（先発）、右投げ、背番号18。
日本代表チームのエース。東部ライオンズ（アニメ版では埼玉ジャッカルズ）所属。剛速球とスライダーが武器。眉村曰く「立ち上がりは良くない投手」とのこと。
W杯では、2次リーグ初戦のベネズエラ戦で登板するが、0回2/3を5失点で無念の降板。2次リーグ突破をかけた大一番のドミニカ戦でも、5回まで無失点の好投したが6回につかまり、2失点（自責点3）で降板。以後は登板機会はなかった。
アニメ版では、第4シリーズに先行登場。
『2nd』では、バッティングセンターのボール投球口にある、投手ビジョンで日本代表ユニフォームで登場している。
モデルは第1回・第2回WBCの日本代表野球選手の『松坂大輔』。
岩井（いわい）
日本人MLB選手である技巧派左腕。
アジア予選の韓国戦に先発し3失点するものの、準決勝のキューバ戦に先発し、7回途中まで1失点に抑えた。
モデルはプロ野球選手の『石井一久』。
アニメでも同姓の人物が登場するが、こちらは#東京シャイアンズ＜東京ウォリアーズ＞を参照。
杉浦（すぎうら）
声 - 羽多野渉
投手（先発）、左投げ、背番号20。
岩井の代わりに登場するアニメオリジナルキャラクター。
日本代表選手で左投げのピッチャー。準決勝のキューバ戦に先発し、初回こそキューバの足に翻弄され1点取られるが、その後は立ち直り、結果7回終了までわずか1失点という好投をみせた。
モデルは第1回・第2回WBCの日本代表野球選手の『杉内俊哉』。
上平（うえひら）<上平（かみひら）>
声 - 白石充
投手（先発）、右投げ、背番号17(日本代表)、20(東京ウォリアーズ)。
日本代表。阿久津ほどでは無いが、表情を変えず、出っ歯が特徴。東京シャイアンズ（アニメでは東京ウォリアーズ）に所属するエース。アニメでは第4シリーズで先行登場し、肩の張りと戦いながらオーシャンズ相手に完封勝利を決め、リーグ優勝に貢献した。W杯編では韓国戦で7回までを無失点に抑えた。決勝のアメリカ戦で先発予定だったが、宿泊ホテルでの寝違いで首を痛めたため、眉村にマウンドを譲った。
モデルは第1回WBCの日本代表野球選手の『上原浩治』。
黒場（くろば）
声 - 水島大宙
投手(中継ぎ)、右投げ、背番号14。
日本代表。W杯では地味だが、リリーフで活躍している。ベネズエラ戦では粘りのピッチングで3イニングを無失点に抑えた。アメリカ戦にも小和田のあとを継いで登板した。
アニメでは代表メンバー人物の名前変更が唯一なかった。
モデルは第1回WBCの日本代表野球選手の『黒田博樹』。
渡部（わたべ）<篠部（しのべ）>
声 - 羽多野渉
投手（中継ぎ）、右投げ、背番号19。
日本代表の下手投げ投手。ベネズエラ戦で登板したが、相手打線の勢いを止められなかった。アメリカ戦にも4番手としてマウンドに上がる。1点リードながら1番打者に三塁打を打たれる。無死三塁の場面となり日本代表は1点を覚悟した上での2点目を阻止する守りの姿勢になるが、無失点で切り抜けた。
モデルは第1回WBCの日本代表野球選手の『渡辺俊介』。
小和田（こわだ）<小和野（こわの）>
声 - 川田紳司
投手（中継ぎ）、左投げ、背番号15。
日本代表の左投げ投手。ドミニカ戦で松若のあとを継いで登板したが、本塁打を打たれピンチをつくってしまいあえなく降板。アメリカ戦では眉村のあとを継いで登板したが、再びピンチをつくって降板した。
モデルは第1回WBCの日本代表野球選手の『和田毅』。
天童 辰夫（てんどう たつお）
声 - 小杉十郎太
投手（抑え→中継ぎ）、右投げ、背番号21。
大阪ブルズで長年クローザーを勤めてきた右投げ投手で、5年連続セーブ王になったこともある球界のセーブ王。38歳。高校を卒業してから20年間日本球界に貢献している。日本代表の大木監督とは同じ球団であり、師弟関係にある。球団の反対や低迷するブルズの数少ないスター選手ということからメジャーリーグ挑戦をあきらめた経緯をもつ。
W杯では右肘痛を隠して参加しており、アジア予選では韓国戦でのリリーフが失敗していた上、大木がその肘の故障に気づいていたため本選では吾郎をクローザーに指名し、自身は中継ぎに回された。大木監督の思惑も知らず、当初は吾郎の次の登板前にウォームアップをしたものの出番は無く、その上ルーキーにクローザーの座を奪われたことで吾郎に因縁をつけ敵視していた。韓国戦でリリーフ登板するも途中降板、肘の故障を悪化させてしまう。年齢のこともあり、試合後は引退も考えたが、吾郎に手術を受けるべきだと言われ、幾つになっても夢を持ってもいいと説得される。この過程で吾郎を認めるようになる。

### 監督・コーチ
大木 明（おおき あきら）<佐々木（ささき）>
声 - 広瀬正志
W杯日本代表監督。大阪ブルズを長年率いた日本を代表する知将で、選手との信頼関係に裏打ちされた冷静な采配が特徴。試合などではいつもサングラス（アニメでは眼鏡）を着用している。柔らかい関西弁を話す。
吾郎のことを実力・性格共に気に入っており、終始「ゴロー」と呼んでいる。
モデルはプロ野球選手・プロ野球監督の『仰木彬』。
茂野 英毅
W杯日本代表ピッチングコーチ。
詳細は「茂野家」を参照。
徳山（とくやま）
声 - 金光宣明
W杯若手選抜監督。
根本（ねもと）
声 - チョー
コジロー専属の打撃投手で、一時的な吾郎の上司。
吾郎のことをあまり快く思っておらず、何かにつけて吾郎を叱り飛ばしていたが、吾郎が松尾のバッティングピッチャーをする際に「投手は打たれてこそ解ることを念頭に置いてバッティングピッチャーをやってみろ」と助言をしたり、吾郎と松尾との対戦時、コジローと自分のアドバイスを小細工にしか思っていないボールの威力と度胸を持っていると認めた。

## 各国代表

### ベネズエラ
南米一の強豪国。日本に敗れた後、格上のドミニカに勝利。韓国に圧勝し予選2位で通過。準決勝アメリカ戦で中盤で先制し、終盤まで主導権を握るも、ギブソンの檄で目が覚めたアメリカ打線を抑えきれず逆転負け。ベスト4に終わる。
シルヴァ
声 - 勝杏里
遊撃手。右投左打。背番号6（W杯ベネズエラ代表）、5（ミネソタ・コヨーテス）。
ベネズエラ代表の3番打者で、ミネソタ・コヨーテスに所属する走攻守三拍子そろったMLB選手(実際成績は3割2分、38本塁打、32盗塁と、日本ならトリプルスリーの成績であった)。
当初は傲慢な性格で、日本を格下のチームとして見下した態度をとっていたが、2次予選1回戦の日本戦で吾郎の前に2打席連続三振を喫す。その後、吾郎の実力を認めリベンジを誓うも、ベネズエラは準決勝でアメリカに敗退。ドミニカ戦で決勝点となるツーランホームラン、さらにアメリカ戦でもツーランを放つなど、W杯では長打力が目立っていた。
メジャーリーグ編では、太股内転筋管を故障してマイナーで調整しており、故障明けの昇格前の調整試合で吾郎と再戦した際、イップスのどん底にあって球威と強烈な威圧感の失せた彼に失望。後日イップスを完全に克服した吾郎と再戦。復活したライバルの投球に喜び震え、W杯の借りを返すべく挑むも三振にとられ心底悔しがった。その後も吾郎と幾度も対戦するものの、ことごとく打ち取られている。しかし、ホーネッツとの最終戦で2本塁打を放つなど、吾郎以外の投手には打ち込んでいる描写が多い。
女性はベネズエラ人よりも日本人の方が好みらしく、清水をナンパしていた。
バレンズエラ
声 - 羽多野渉
投手。右投げ。背番号17（W杯ベネズエラ代表）、51（アリゾナ・ブラックキャッツ。アニメ版はアリゾナ・イーグルス）。
ブラックキャッツ(アニメ版はイーグルス)に所属するベネズエラ代表のクローザー。100mph（160km/h）の剛速球とカットボールが武器。W杯の前年にメジャーで40セーブを挙げたベネズエラ代表の守護神。2次予選1回戦の日本戦では寿也に逆転満塁本塁打を食らい、準決勝のアメリカ戦ではバーンズにグランドスラムを被弾した。
メジャー編でも登場し、大スランプ中にあったギブソンjr.を打ち取っていた。
ペデーニョ
中堅手。右投右打。背番号8。
ベネズエラ代表の1番打者。日本戦では1回裏に松若から内野安打で出塁し、シルヴァのスリーベースで本塁に突っ込む際わざと堂島の足にスライディングし、彼を負傷退場させた。モデルはロジャー・セデーニョ。アニメでは第4シリーズにも登場。故障のためにマイナーで調整中に、代打として登板。キーンのデータ野球を覆し、吾郎の本質（クラッチピッチャー）を理解させる役を間接的に担った。
カブレイユ
左翼手。左投左打。背番号7。
ベネズエラ代表の4番打者。日本戦では1回裏に松若から敬遠気味の四球で出塁。4番打者だが活躍してる描写は少ない。
ゴメス
一塁手。右投右打。背番号3。
ベネズエラ代表の5番打者。日本戦では1回裏に松若(アニメでは原田)から逆転3ラン本塁打を放った。
ヒラルゴ
右翼手。右投右打。背番号9。
ベネズエラ代表の9番打者。日本戦では1回裏に2番手の渡部から安打を放った。また準決勝でもスタークから安打を放った。
モンタナ
投手。左投げ。背番号11。
ベネズエラ代表のエース。メジャーでも屈指の実力を誇るサウスポーで、ドミニカ・アメリカ戦の2試合に先発し、強力打線を相手に失点0の快投乱麻を演じた。
ヒルベルト・サンチェス
#アナハイム・サーモンズ/3Aクーガーズを参照。

### 韓国
アジア内では日本に次ぐ2番手とされてきた。アジア予選では日本に敗戦し2位通過、本戦での日本との再戦では安清源が失点を佐藤寿也のホームラン一本（アニメではタイムリーヒット）のみに抑えたが、打線が沈黙し惜敗。ランナーがキャッチャーの構えた位置を見て内か外かをバッターにサインで伝える戦法を使用する。ドミニカ・ベネズエラの主要3ヵ国に全敗し、最下位となる（結局、全試合で1点も取れなかった）。
安 清源（アン セイゲン）<アン チョンゴン>
声 - 坪井智浩
背番号：18（W杯）、40（ブラウンズ）。
韓国代表のエース。昨年度、MLBで16勝という実績を挙げ、「コリアン・ロケット」という異名を持つ速球派投手。
W杯では、本戦からチームに合流し、アジア予選のリベンジのため、ドミニカ戦を避けて日本戦で先発登板。かなりの自信家で日本代表チームを楽観視しており、実際に日本打線を終盤まで抑え込む活躍を見せ、吾郎をして「MLBで活躍するだけのことはある」と言わしめた。しかし、終盤に寿也から本塁打（アニメ版ではタイムリー）を浴びて降板し、そのまま敗戦投手となる。
アニメ版では、第6シリーズで再登場を果たす。ノーザンリーグのブラウンズにという球団に、所属しているという設定が追加された。その際も不調に陥っていたホーネッツ打線に対し、快速球を低めにコントロールよく集める投球で終始完封していたが、終盤で本来の力を取り戻した彼らの前に敗れ去った。
イ・スンナム
声 - 金光宣明
右投右打(アニメでは右投左打)、背番号26(アニメでは背番号15)。
韓国代表の代者。東京シャイアンズ（アニメでは東京ウォリアーズ）に所属し、日本での知名度も高い右の大砲。日本戦では代打で出場した。まっすぐに強く、吾郎のストレートを狙っていたが、寿也の裏をかくリードで三振する。
オ・キドン
声 - 勝杏里
指名打者、右投左打、背番号13。
韓国の4番打者。天童から安打を打ち、5番打者のピッチャー強襲の内野安打で2塁へ進むと、スンナムの打席で上述のサインを使うが、吾郎、寿也に裏をかかれた。

### ドミニカ
メジャーリーガーを多く抱え、アメリカにも引けをとらないとされている優勝候補。
一時チーム内で風邪が流行り、ベネズエラ戦では何名か選手を休養させた結果、ベネズエラに敗れた。後がなくなった日本戦では序盤にリードし、試合を決めたかに思われたが日本が得意とするスモールベースボールによって逆転され敗戦。
ゲレーラ
声 - 伊藤栄次
右翼手。右投右打（アニメ版では右投左打）。
MLB屈指の強打者で、ドミニカ代表の4番を務める。
W杯2次リーグの日本戦で、バックスクリーン直撃のツーランを放つ。しかし、再度逆転された最終回で、3番打者がキャッチャーフライに倒れゲームセットとなる。
アニメ版では、マイナー編で先行登場。エレファンズという球団に所属し、昨年度の本塁打王という経歴が明かされた。エキシビションマッチの第二打席で吾郎から本塁打を放ち、強烈な洗礼を浴びせた。なお、この際の顔は原作と若干異なる。
ピドロマルケス
ドミニカ代表のエースで、MLB最強と謳われる右腕。
日本戦に先発し4回まで好投するが、5回に松尾に先制ソロを打たれる。

### キューバ
強力な主砲やエースがいるわけではないが、機動力や守備力に長けたチーム。
アマチュア球界では敵なしで、豊富な国際試合の経験と実績はトップクラス。日米両マスコミはパワー・スタミナ不足と侮っていたが、日本チーム投手の投球動作をビデオで確認しており、日本チームを用意周到に研究している。しかし研究の成果が出たのは初回のみで、2回以降無得点、終盤に打ち込まれベスト4敗退。
ブラーボ
声 - 川田紳司
キューバの国内リーグで最近頭角を現し始めたルーキーの左投げ投手。スライダー気味のカーブ、大きな変化のカーブ、縦に割れるカーブの三種類のカーブを持つ。怪我から復帰初戦の日本戦では好投するも、終盤に三田村、佐藤寿也、堂島ら右打者に攻略された。
メーデン
キューバ代表の1番打者。初回は持ち前の俊足で先制をするきっかけを作った。2度目の出塁でリードが大きいところを寿也から刺される。

### アメリカ
開催国であり、選手層が厚く、世界一に最も近いチーム。
しかし、投手を中心に出場を辞退した選手も多く、ベネズエラ戦ではアレックス・ゴンザレスを始めギブソン以外の選手のほとんどが必死にはプレーしていない。そのため、ギブソンから活を入れられた。その後、集中打でベネズエラに逆転勝利。決勝の日本戦では先制されたが追いつき、延長戦の末勝利した。
バーンズ
右翼手、右投左打、背番号9
アメリカ代表の4番打者。キューバ戦で決勝のツーランホームラン、準決勝のベネズエラ戦でも勝ち越しのグランドスラムを放つ。決勝の日本戦では、吾郎に空振り三振を喫する。
アレックス・ゴンザレス
声 - 森川智之
三塁手、右投右打。背番号5(アメリカ代表)、13（ニューヨーク・タイタンズ)、51（テキサス・レイダース）
アメリカ代表の中軸選手で、MLB屈指の強打者。
コスタリカからの移民でアメリカは第二の祖国という感覚しかなく、国や民族の誇りをかけて戦うという精神は薄い。
W杯に対しても、歴史も権威もない調整だけの大会ととらえ、攻守に怠慢なプレーが目立っていた（これはアメリカ代表全員に共通する）。また、ギブソンとギブソンJr.を見下した態度を取り、やる気のないプレーを続けていたが、日本戦の最中、ギブソンが心臓の病を隠したまま、母国の威信のために命を懸けて戦っていたことを知り改心する。
その後、4度の本塁打王に輝くなど、MLBで活躍し続けていたが、怪我や衰えにより様々なチームを回った後、ギブソン率いるレイダースに移籍。代打の切り札として活躍する。
メジャー編でもたびたび登場し、イップスに陥っていた吾郎から長打を放った。しかし、吾郎が完全復活を果たした際は、見事三振に討ち取られた。
アニメ版では、2次リーグのカナダ戦で特大のソロホームランを放ち、格の違いを見せつけた。OVA『ワールドシリーズ編 夢の瞬間へ』では、尺の関係で未登場扱いとなった。
ボルテック
声 - 田中完
捕手、右投両打(ベネズエラ戦では左打ちだったが、日本戦では右打ち)、背番号2。
アメリカ代表の正捕手。準決勝で味方投手のワイルドピッチを止められず、ギブソンから活を入れられる。その後は急遽登板したギブソンの肩を温めさせたり、バレンズエラからタイムリーを打ったりするなど活躍。決勝でも眉村からタイムリーを放ち、9番打者だが主砲級の打撃を見せている。
シーザー
声 - 坪井智浩
遊撃手。右投右打。背番号6（アメリカ代表）、2（ニューヨークタイタンズ）。
アメリカ代表の2番打者。ベネズエラ戦でギブソンに活を入れられた後、ボーラの当たりのよいショートライナーをファインプレーでキャッチし三塁ランナーを補殺した。アレックスや松尾とチームメイトで、松尾と会話をするシーンもある。
デービス
声 - 草尾毅
中堅手、左投左打。背番号8。
アメリカ代表の1番打者。髭が毛深い。
アメリカ代表監督
声 - 乃村健次
W杯アメリカ代表チームの監督。各チームから預かった選手のプライドを配慮し、采配も遠慮がちになっていた。ギブソンの心臓の病を知ってマウンドに立たせまいとするが、彼の鬼気迫る熱意に負け、ベネズエラ戦・日本戦の舞台に送り出す。選手たちからは「ボス」と呼ばれている。
ジョー・ギブソンJr.
ジョー・ギブソンJr.参照
ジョー・ギブソン
ジョー・ギブソン参照
ボルトン
詳細は#アナハイム・サーモンズ/3Aクーガーズを参照。

## 東京シャイアンズ＜東京ウォリアーズ＞
原作ではモブキャラ扱いだったが、アニメ版第4シリーズでは準レギュラーとして描かれている。

### 首脳陣
荒木（あらき）
アニメ版オリジナルキャラクター。バッティングコーチ。

### 選手
佐藤 寿也（さとう としや）
#主要人物を参照。
ジョー・ギブソン
#主要人物を参照。
上平（うえひら）＜上平（かみひら）＞
#W杯日本代表を参照。
矢部（やべ）＜矢田部（やたべ）＞
原作ではワンシーンのみの登場。アニメでは、第4、6シリーズにて登場。
ウォリアーズの正捕手。チーム1のベテラン。団子鼻が特徴。大物ルーキーの寿也にプロ野球チームの洗礼を浴びせた人物であり、彼には期待を込めて口に出すことは少ないものの、チーム後世の下、公私共に厳しく接している。
打率は2割台そこそこだがチャンスに強く、リード面でもささやき戦術を得意とする策士。
青田（あおた）
アニメ版オリジナルキャラクター。第4、6シリーズにて登場。
ウォリアーズ1番打者。長めの茶髪が特徴。気さくで親しみやすい性格だが、野球に対する姿勢は真剣そのもの。
チーム1の俊足で出塁率が高く、盗塁の名手。紅白戦では俊足を活かし、寿也を大いに揺さぶった。
ロッドマン
アニメ版オリジナルキャラクター。第4、6シリーズにて登場。
ウォリアーズの主砲。筋骨隆々の大柄な体格をした黒人選手。陽気な性格で、片言の日本語口調。
並外れたパワーを持つリーグの本塁打王だが、眉村の敵ではなく、曰く「二線級の投手から掻き集めただけの存在」とのこと。
岩井（いわい）
アニメ版オリジナルキャラクター。第4、6シリーズにて登場。
ウォリアーズの技巧派左腕。短めの茶髪が特徴。面倒見のいい優しい性格。
球種が多彩で制球力も抜群だが、立ち上がりに難がある。オープン戦で寿也とバッテリーを組み、寿也に「やらずに後悔より、やって後悔」という言葉を伝え、プロとしての大切なことを教えた。
ジャスティン・ゴルボーン
MLBから電撃来日した本格派左腕。OVA『メッセージ』にて登場。
最速100マイルを誇る速球を武器に、オーシャンズ打線を序盤から完璧に抑えていたが、終盤で野手に転向したばかりの吾郎に、バックスクリーン直撃の特大ホームランを打たれる。

## 佐藤家
寿也と美穂の母
声 - 篠原恵美
寿也と美穂の母親。寿也を引き取った祖父母の娘。寿也が幼い頃には私立小に入れる為に勉強を強要し野球に反対していたが、リトルリーグ編の頃は応援していた。後に事業に失敗した夫に暴力を振るわれ、PTSDとなり、夫が寿也だけを置いて夜逃げする事に反対できなかった。夫が借金を残して失踪した際に、美穂から寿也のもとに戻る事を進められても拒否しており、寿也も母親と会うことを拒否していたが、寿也への愛情はもっており、後に両親（寿也の祖父母）へ自身の心情を手紙で伝え、それを祖父から聞いた寿也から美穂を介してワールドシリーズ最終戦のチケットを送られ、寿也の勇姿を見届け和解した。
寿也と美穂の父
寿也と美穂の父親。何らかの事業を経営していたが、失敗して負債を追ったため寿也が修学旅行中に家を空けている間に、寿也以外の家族だけを連れて夜逃げをしてしまう。このことが寿也と美穂に生涯にわたって残る傷を負わせることとなった。
その後も自身の妻や娘に借金を押し付けて再び失踪するなど度を越した自己中心的な行動が目立っていた。作中にもほぼ未登場なので、2ndの時系列に置いても、どこで何をしているのかもわからない現状である。
佐藤 善三（さとう ぜんぞう）
声 - 伊藤和晃
寿也の母方の祖父。寿也を引き取って以降は寿也を育てるために弁当屋を切り盛りしていた。大学時代は応援団長をしていた経験があり。三船東との試合前と高校の卒業式後には寿也の前で応援の真似をしてみせた。しかし、大声を出したためにむせてしまい千鶴から「年を考えてください」とたしなめられた。千鶴同様に寿也を我が子のように思い、授業料がかかる私立ではなく三船高校に進学しようとする寿也に対しては、「子供が親に自分の進みたい道くらい、我が儘言わなくてどうするんだ！？お金のことは心配しなくていいから海堂に行きなさい」と涙ながらに後押しした。
ワールドシリーズ編(OVA『夢の瞬間へ』)では自分の過去と向き合う決心をした寿也から両親が自分を捨てた本当の理由を明かす回想場面で登場した。
佐藤 千鶴（さとう ちづる）
声 - 前田敏子
寿也の母方の祖母。物腰が柔らかく非常に優しい人物。善三と共に弁当屋を切り盛りしながら両親に捨てられた寿也を我が子のように育てた。
中学編終盤には善三と共に、学費を気にせず海堂に進学し、野球を続けることを後押ししていた。
佐藤 美穂（さとう みほ）
声 - 能登麻美子
寿也の3歳下の妹。生年月日は1990年6月25日。
存在自体は「中学生編」で明かされ、後の「W杯編」で登場する。小学生時代、兄と生き別れて以降ずっと音信不通であった。当初、薫の前では小野寺 和香（おのでら わか）という偽名を使っていた。原作では偶然彼女の本名を知ってしまった清水が、会話中うっかり彼女の本名を口にした際に寿也は自分の兄だと名乗る。一方、アニメ版では自分から素性を明かしている。
薫から相談に乗ってもらっていた時、偶然寿也と再会を果たすが、それにより寿也がトラウマを引き起こしてそのショックで倒れてしまい、責任を感じて日本へ帰ろうとするが、寿也本人や吾郎、薫に引き留められた。ドミニカ、キューバ、アメリカ戦でも清水と共に観戦し、日本代表、寿也の応援をし続けている。その後、大学進学を機に上京することが兄・寿也から吾郎に語られる。
ワールドシリーズ編ではやむを得なかったとはいえ寿也を捨ててしまったことを後悔していた母親に、レイダース対ホーネッツの試合チケットを渡し、観戦を後押した。

## ギブソンの関係者
日下部（くさかべ）
声 - 遠近孝一
ギブソンの来日時代、行動を共にしていた専属通訳。
当初、ギブソンの問題発言・行動をフォローしつつ諫言するなど真摯な性格。衝突することもあったが真剣に意見し、茂治の死後は彼からの信頼も篤い。その後は吾郎の元を訪れ、彼の旨（自分が参加するオールスターへの招待、自分への挑戦願望等）を伝える形で登場する。
ローラ・ギブソン
声 - 兵藤まこ
ギブソンの別れた妻。日本での生活が合わず、アメリカへの帰国を懇願するが、在日することを決めた夫と仲違いし、そのまま離婚。そして、帰国後まもなく事故死する。
メリッサ・ギブソン
ギブソンの娘。まだ物心つく前に両親が離婚し、母親に引き取られる。その後、母と共に事故死する。
ビリー・オリバー
声 - 小山力也
イップスになった吾郎を診察した心理療法士。片田舎に妻（声 - 井上喜久子）と犬のマグワイアと住んでいる。治療の過程で、吾郎の不調の原因はW杯で打たれた事ではなく、ギブソンという「偉大な目標」が失われた事で野球へのモチベーションが無くなったからだと分析した。かつてリトルリーグ編の頃にサンフランシスコ・ガンズ（アニメではサンフランシスコ・ガーディアンズ）の専属心理トレーナーであり、不調で苦しむギブソンをケアしたことがある。この経緯があってギブソンがホーネッツの幹部に吾郎をオリバーに預けるよう進言した。ギブソンより体格は小さいものの、吾郎を1発で殴り倒して気絶させるなど、腕っ節は強い。

## 横浜マリンスターズ / オーシャンズ関係者
桂木（かつらぎ）
声 - 川上貴史
横浜マリンスターズ（アニメでは横浜ブルーオーシャンズ）のスカウト。現役時代は茂治や英毅と同僚であった。吾郎の素質を高く評価し獲得を目指すが、編成部の上司は否定的だった。同じスカウトの米田チーフに助言を受け、吾郎獲得に向け奔走する。
米田（よねだ）
声 - 赤城進
横浜マリンスターズ（アニメでは横浜ブルーオーシャンズ）のチーフスカウト。編成部の上司の反対で吾郎獲得をあきらめかけた桂木に助言を与えた。桂木と同様に吾郎の素質を高く評価している。

## その他
美貴（みき）
声 - 倖月美和
桃子の保育士時代の同僚。桃子の恋愛を茶化しつつ応援している。
特定の子供だけを贔屓できない保育士の立場から、自然と恋愛より仕事を選ぼうとしていた桃子に、思い直すきっかけを与える。
アニメでは桃子の結婚式にも出席しており、結婚祝いのメッセージを贈った。
真紀子（まきこ）
声 - 岩村琴美
薫の高校時代の友人。たらこ唇と巨乳が特徴。薫の吾郎に対する想いを聞き「行き遅れるタイプ」と称している。
アニメでは聖秀編以降も登場し、薫と大学も一緒で、ソフトボール部にも所属。吾郎と進展のない薫を強引に合コンに誘う。
里田 麻美（さとだ あさみ）
声 - 本多陽子
薫の大学時代の友人。薫のことを「しみっちゃん」と呼ぶ。薫に誘われソフトボール部に所属。薫から吾郎のことでよく相談を受け、アドバイスをする。
アニメではキャラクターデザインや性格が異なり、原作の麻美の役割りはアニメでは全て上記の真紀子に差し替えられている、第4シリーズから登場。
田丸美咲（たまる みさき）
声 - 城雅子
薫の大学の女子ソフトボール部のキャプテン。薫より1学年上。ふくよかな体型が特徴。
薫に会いに彼女の大学に訪れた吾郎と対面している。
インカレの為に一層練習に気合いが入っており、吾郎に会いにアメリカ行きの為の資金をアルバイトで貯めていた薫に、仮病で練習を休んだことや寝坊して遅刻したことに注意した（アニメでは薫と同い年となっており、下記の先川が彼女の役割りを引き継いでいる）。
先川（せんかわ）
声 - 遠藤綾
薫の大学の女子ソフトボール部員。
アニメではソフト部のキャプテンとなっており、原作での上記の田丸美咲の役割りをしている。
エミリー・ファーガソン
声 - 豊口めぐみ
左腕の血行障害を発症した吾郎を診療した女医。吾郎の依頼を受けたオリバーが紹介。毎度ながら吾郎の無茶に付き合わされた医師の一人である。ホーネッツファンである。
シュナイダー
ホーネッツのGM補佐。血行障害術後の吾郎を自宅まで送迎した。オーナー、GMがこれまでの吾郎の勝手なマイナー残留、イップス、血行障害などを全く球団に報告しなかったことなどを問題視し、吾郎に対する徹底管理を上から言い渡された。自身は多忙のためソフィアに監視を命じた。アニメでは登場せず、監視役は球団からソフィアに直接依頼された。
ソフィア・リード
声 - 井上麻里奈
吾郎の監督及びサポート役としてホーネッツが派遣したスポーツトレーナー。栄養士の資格を持ち食事管理も行った。帰国後も吾郎を尾行し監視していたが、図らずも吾郎と薫が『結婚』について真剣に考えるきっかけを与えた。
アニメでは吾郎へのCM出演の交渉をするという形で、原作よりも早い段階で登場。最初は初対面の印象や吾郎の資料を見て自己中心的と評していたが、吾郎のプレーを見て野球選手としての素質を認め、CMに出演してもらうためという理由で球団に許可を取り、自ら吾郎の専属コーチ役を買って出た。

## 『MAJOR 2nd』の登場人物

### 主要人物
- 茂野大吾は#主人公を参照。

佐藤 光（さとう ひかる） / 坂口 光（さかぐち ひかる）/ 水谷 光 (みずたに ひかる)
声 - 西山宏太朗（セカンド）、青山玲菜（セカンド幼少期） / 内田雄馬（サンデーCM劇場）
投手、外野手、捕手（中学校）。背番号15。
寿也の息子。ニューヨーク生まれの帰国子女。父に似て容姿端麗だが、近眼で眼鏡をかけており、時々英語を交えて会話をする。
アメリカ在住時に両親が離婚、母親に引き取られたが、離れて暮らす父への想いから母方の姓である「坂口」ではなく「佐藤」姓を名乗り続けている。中学生編で再登場した際は、母親の再婚には反対はしていないものの、理由は明らかにはされてはないが母方の姓である坂口姓を自ら名乗っている。
常に前向きで物腰の落ち着いた性格だが、その言動は自信に満ちており、当初の大吾からは「激しくうざい」と思われていた。近所の野球チームを紹介してもらおうと大吾を訪ねたことがきっかけで三船リトルに仮入団する。
「小さいうちは好きなことを何でもやりなさい」という父の教えで、幼少時からバスケットボールやサッカーなど季節に応じて様々なスポーツの教育を受けているが、野球は父とのキャッチボール程度しか経験がなく、小6時点ではバットの握り方や出塁などの基本的なルールをほとんど知らなかった。ただし潜在能力は高く、少し教わっただけで打撃や守備のコツを掴んだほか、父親譲りの強い肩を持っている。その才能は大吾にさらなる劣等感を帯びさせるが、光自身は野球から目を背けようとする彼に「才能のなさを言い訳にして逃げてるだけ」などと厳しい言葉を投げかけ、大吾が打席に入る際にヤジを飛ばす三船ドルフィンズのメンバーに対して「周りがそんなことだから大吾君は好きだった野球から離れてしまったんだ」と苦言を呈する等、何かと大吾を気に掛けており、大吾が野球をやめる決意をした際は自分も三船リトルへの入団を取りやめるなど、彼が「野球が好き」という本心に気づいて立ち上がるのを待ち続けた。
共にドルフィンズに再入団後、投手を目指し大吾とバッテリーを組むべく練習を重ねていたが、家庭の事情で母の実家がある群馬県に転校してしまう。大吾に対して何も言えずに姿を消してしまった無念から野球をやめようとしたものの、「まだ三船リトルに籍が残っている」ことを利用した寿也の機転で、試合のある週末に電車で神奈川に戻りチームに合流する生活を送るようになる。大会では中盤から大吾とのバッテリーで勝利を重ねていくが、東斗戦で大吾とのクロスプレイを起こし首を痛める大怪我を負ってしまう。一時は全身不随となるが、時間経過やリハビリによって快方に向かっており、責任を感じていた大吾に「必ず野球に復帰する」旨を伝え励ました。
中学生編では1年生の秋頃から神奈川に戻ってきていたことが明かされ、県内の名門・私立辻堂中学野球部に所属しているが、明確な理由は明かされていない。本人曰くドルフィンズ時代の怪我の影響で投手から捕手に負傷の可能性が投手よりも高いとも言い切れないポジションに転向している。大吾とは病院での再会以降は手紙や電話等のやり取りを始めとした連絡を取っておらず、光が神奈川へ戻っていたことも練習試合で再会するまでは知らなかった。
大吾が風林中野球部の不祥事でキャプテンに指名された経緯は知っていたが、母親が水谷という男性と再婚したことによって自身にとっては唯一の父親である寿也をないがしろにされたという苛立ちや、リハビリに加え強豪校でのレギュラー争いに苦労していた自分と異なり、同じ捕手のポジション争いを、人数不足や指導者不在など環境面の差もあったとはいえ、大吾に対しては、「自分のレベルに釣り合う捕手として成長していなかった」と失望に近い感情を抱き、冷たい態度で接する。
精神的に打たれ弱い大吾の弱点を熟知しているため、彼に「女子会」「ままごと野球」「送球は相変わらず遅い」と揺さぶりを掛けて試合に集中出来なくなるほどに追い詰めるが、車椅子から強豪校のレギュラーを勝ち取るまでに至る努力は本物であり、その点に関しては吾郎からも評価されている。
メジャーで本塁打王にも輝いた父を尊敬する一方、父の友人である吾郎のことは「都落ちのマイナー野手」と評する（本人に悪気はない）。離婚した両親には双方への遠慮から素直に自分の想いを伝えられないことが多いが、母の計らいで訪問した父とのキャッチボールを通じて「大吾君達と野球がしたかった。引っ越しさえなければ…」と涙ながらに本音を明かしていた。
佐倉 睦子（さくら むつこ）
声 - 花澤香菜
外野手、投手（中学校）。右投右打。背番号16（ドルフィンズ）→1（中学校）。
大吾とは小学校の時からのクラスメイト。
幼少期、天才的な才能が無くてもリトルで必死に努力している大吾に惹かれ、密かな好意を寄せているが、全く気付いてもらえず、大吾の素っ気ない態度に腹を立て、以降は自分も大吾に素っ気なくなる。それでも大吾のことを気にかけており、光の大怪我から自責の念で野球を辞めた大吾を励まし、「また、一緒に野球をやろう」と懇願する描写がある。一方、内面は毒舌で腹黒く、大吾との関係を「あくまで友達」だと周囲には言い張り続けるが、彼と親しくしている道塁に異様なまでの嫉妬心を抱いている面が見られる。
自身も所属することとなる三船ドルフィンズにかつて所属していた兄とずっとキャッチボールをしていた程度だったが、攻守におけるセンスがあり、光の剛速球を取れたり、トスバッティングもこなし、実践でも安打を放つなど高い打撃センスを持っている。しかし、メジャーリーガーを言い間違えるほど野球の知識は皆無である。大吾が本格的にドルフィンズに復帰したことを機に、彼と共に野球をやるために両親に懇願し、中学受験に支障をきたさないことを条件に入団を認められる。あくまで野球ができればいい程度の考えだったが、卜部に才能を見出されスタメンに推薦される。他の同学年の生徒たちへの引け目を感じていたが、彼らの野球に賭ける思いを知りチームの一員としての自覚を持って練習に取り組むようになる。
中学編では大吾と共に風林学園中等部野球部に所属。形式的なものとはいえ副部長を務め、大吾の勧めもあって投手に転向してエースを務める。球速が遅いことから投手としての自信が持てずにいるがコントロールは抜群であり、このことは大吾や敵の監督からも高く評価されている。打力においては、三振や凡打が増えるなど、打率は低くなっている。大吾より背が高くなっており、名前で呼び合うようになった。実力主義のアニータや仁科の態度に初めは腹を立てるも、大吾の助言で彼等の主張に一定の理解を示し、先輩として向き合うようになる。
辻堂中学との練習試合では先発を任され、3回までは好投だった。しかし、千代とアニータのエラー、打球が自分に当たる、そして一軍選手からの2者連続ホームランなどで、1つのアウトも取れずに仁科と交代する。
そのため自分がチームの中で1番心が折れたと思い込み、「このままじゃ駄目だ」と焦ったことや仁科からの依頼もあって大吾と言い合いになり、後に「対して気にはしていない」と根には持たれていなかったとはいえ、結果的に大吾を心因性過呼吸に追い込んでしまう。
自分がピッチャーとしてふさわしいのかどうかの悩みは寿也が監督になっても変わっておらず、個人面談で守備を変えてくれとまで言っている。パンダエース（吾郎）からホームランを打たれた時は「もう野球やめる!」と泣き崩れてしまったが、寿也から「自分以上を見せようとして、自分以下になるほど愚かなことはない」と励まされ、彼のヒットをアウトにし、自信を取り戻した。
寝相はものすごく悪い。

### 小学生編

#### 三船ドルフィンズ
MAJORと違い三船ドルフィンズはリトルリーグに所属せず軟式の少年野球チームとなった。またメンバーも、大吾、光、佐倉の入団前で13人なので、人数不足に陥っていない。
卜部 隼人（うらべ はやと）
声 - 市川太一
投手、捕手（ドルフィンズ）、一塁手、外野手（ドルフィンズ）、三塁手（中学）。右投右打。背番号1（ドルフィンズ・中学）。
元々は東斗ボーイズに所属していた三船ドルフィンズの現エース。出っ歯でドルフィンズでは1・2を争う高身長。打者としてクリーンナップを打ち、投手としての実力も自らを天才一世と称する程だが、味方の失策や自身が打ち込まれると勝負を投げ出そうとする等精神的に打たれ弱い面がある。かつて自分からエースの座を奪った渉をライバル視している。
元々は喘息持ちで体が弱かったが、甲子園の経験もある父親の薦めで野球を始めた。幼少から厳しい特訓を受けてきたことで実力も体力も上がり、自信をつけたところで東斗ボーイズに入団したものの、程なくして眉村姉弟が入団し、初心者だったにもかかわらず自身の努力を嘲笑うかのような上達振りを見せつけられた。この出来事が心に傷を残す事となった為、眉村姉弟と同様にプロ選手を親に持っている大吾や光に「親の七光り」と辛く当たっていたが彼らの奮闘を認め、虹ヶ丘戦で右翼手として先発するよう田代に提案したにもかかわらず不注意から失策した睦子に叱咤するなど、真剣さを欠いたプレーには厳しい対応を取っている。大会での投球制限回避のためアンディとポジションを入れ替え捕手の訓練をしているが、経験不足からミスも多い。
中学編ではアンディと共に清和中学の野球部に所属。2年生ながらエースナンバーを付け、1回戦では三塁手を務めた。
風林中戦では、得意のカーブで大吾達を翻弄するが、打者としては2打席目に盗塁をするなという指示の焦りをアニータに看破され、牽制アウトになったり、彼女の手首のケガによるエラーがなければ送りバント失敗だったりと全く活躍していない。
最終回、2アウト1ストライクまで追いつめたところで、昨日先発した山崎（右投）が投球練習を始めたことにより制球が乱れ、ピッチャーフライで試合終了の所を自らのエラーで1点差まで追い上げられてしまう。
大吾との対決では、アンディからの叱咤激励で渾身のカーブを投げるが、打たれてしまった。それが相当ショックだったようで、大吾が握手するために出した手も全く見えていないほどであった。
鈴木 アンディ（すずき アンディ）
声 - 大畑伸太郎
捕手、投手（ドルフィンズ）。右投左打。背番号2（ドルフィンズ・中学）。
卜部と同様に元々は東斗ボーイズに所属していた三船ドルフィンズの正捕手。ネグロイド系のハーフで巨漢。卜部とバッテリーを組んでいる。
卜部ほどではないものの、バッテリーの座を狙っていた光や大吾のことをあまり快く思っておらず、また卜部の過去を知っているため2人の入団に対しても消極的だった。一方で味方の失策や守備の乱れから不満をこぼす卜部に対して苦言を呈し、彼の悪癖についても理解している他、光が先発する際には相性の問題から大吾にスタメンマスクを譲るなど、チーム全体のことを考え行動している。東斗ボーイズ時代では卜部の「卜（うら）」の字をそのまま片仮名の「ト（と）」と読み「とべっち」と呼んでいた。チームでは主に4番打者を務めるなど強打者だが、太めの体格のため足は遅い。
中学編では卜部と共に清和中学の野球部に所属し、引き続き卜部とバッテリーを組んでいる。卜部と同様、2年生ながら正捕手で4番になっている。
風林中戦では、1回に犠牲フライで先制している。しかしその後は6回にノーアウト一・三塁で敬遠され、7回には2アウト満塁のチャンスで途中登板の仁科に空振り三振と攻略された。
最終回で2アウト満塁・一打サヨナラの場面でワイルドピッチを不安がる卜部に叱咤激励するものの打たれ、宮田のバックホームを取るが僅差でセーフとなり、サヨナラ負けとなる。
永井 翔太（ながい しょうた）
声 - 山藤桃子
外野手。背番号7。
ドルフィンズの古参メンバーで、鋭い目つきと出っ歯が特徴。目立ちたがり屋でお調子者な性格。実力不足な大吾や新人の睦子に対して冷ややかな目を向けていたが、彼らの奮戦を見て考えを改めチームメイトとして認めるようになる。アニメではコンタクトレンズを使っていたらしく、東斗戦で光のメガネが壊れた際に自分の予備を貸した。
アニメにて、応援に来た両親から「翔太」と名前で呼ばれている回がある。
松原（まつばら）
声 - 大谷理美
一塁手、投手（中継ぎ）
ドルフィンズの古参メンバーで卜部と同じくらいの身長で糸目。気弱な性格で緊張すると制球が乱れてしまう。大吾には野球を再開した当初から好意的に接している。
有吉（ありよし）
声 - 広瀬さや
三塁手。背番号5。
木村（きむら）
声 - 弘松芹香
遊撃手。背番号6。
岸本（きしもと）
声 - 青山玲菜
中堅手・遊撃手。背番号8。
勝俣（かつまた）
声 - 関根明良
二塁手。背番号4。
田代（たしろ）
#聖秀学院高校を参照。
藤井（ふじい）
#聖秀学院高校を参照。

#### 虹ヶ丘ビートルズ
玉城（たまき）
声 - 河西健吾
投手。右投右打。背番号1。
虹ヶ丘ビートルズのエース。小学生とは思えないほどの長身で老け顔。
1回戦では超山なりのスローボールと内野手の鉄壁の守備を主体としたイーファスシフトでノーヒットノーランを達成。また、スナップスローによる半速球で打者のタイミングを乱すことも出来る。
打者としては、4番打者で卜部の速球を余裕で打ち返せる程だが、センターの光のファインプレーに阻まれたり、ライトを守っている佐倉に「センター、センター」と偽の指示で騙して追加点を得るなど、まともな活躍はなかった。
実は選手生命に関わる腰椎終板障害を患っているため、本来のピッチングを禁止されていた。満塁のピンチで光の打順の時にビートルズ監督の小森から「この回だけ解禁」と言われ、最速115キロの本来のピッチングで光を追い詰めたが、速球を打ち込む練習をしてきた光に満塁ホームランを打たれてしまい敗戦投手となった。
ビートルズで一番足の速いチームメイトの桶川のギリギリの盗塁の時は、大吾の助走をつけたスローイングを一度見ただけで「桶川以外なら確実にアウトだ。悪くないスローイング」と評価している。整列時に脇目も振らず号泣しているが、アニメでは大吾達に怪我のことを話し、治ったら再戦することを約束する。
小森 大介（こもり だいすけ）
#三船リトル（ドルフィンズ）を参照。

#### 東斗ボーイズ
眉村 道塁（まゆむら みちる）
声 - 堀江由衣
投手、一塁手（ボーイズ）、三塁手（中学校）、内野手（風林大尾）。左投左打。背番号1（ボーイズ、大尾）、5（風林大尾）。
眉村健と静香の次女。渉の双子の姉。
ショートボブヘアが特徴の美少女。制球を重視したサイドスローを中心にアンダースロー、オーバースローと投球フォームを使い分ける高い実力を持ち、東斗ボーイズではエース。幼少の頃、昔の映像で父を倒した姿を観たのがきっかけから吾郎に憧れており、部屋には吾郎のポスターを飾っている。
卜部とアンディが移籍する前から東斗ボーイズにいたが、かつては外野手志望だったらしく、入団当初は野球未経験の初心者だった。
強気且つハッキリした性格で、弟の渉にはぶっきらぼうな態度をとるが、味方を勇気づけたりと仲間思いな一面を持ち、それ故に早合点な言動をする事も。また、吾郎のこととなるとミーハーな一面を見せたりもする。一方、プレッシャーに弱い面があり、父親同様に緊張すると試合前にトイレに篭る癖があり、パニックになったりお腹が痛くなることが多い。
中学生編では大尾中に進学しつつ横浜シニアで野球を続けていたが、2年生への進級直後に男女の体格差を理由に戦力外通告を受けたため自主退団する。一時期は落ち込んでいたが、魚住らチームメイトに励まされ、彼らとともに中学の軟式野球部に入部。チームを増強し県大会まで進むが、上級生の引退後の練習試合中に左肩を故障してしまう。自分についてきた魚住らはシニアに戻り、後輩の郷田以外の殆どが退部してしまい満足に野球が出来なくなっていた。風林との合同チームが成立してからは大吾と早苗に励まされて右投げへの転向を決意し、当面は合同チームで内野手を目指すこととなる。
大吾に対しては、肩が弱いことを理由に投手を諦めた彼に対し「父親への憧れが足りない」「自分の方がずっと茂野吾郎を尊敬している」と評していたが、小・中学校時代に対戦したことで彼の実力を認めるようになり、風林大尾で合同チームで仲間になってからは、彼のことを尊敬したり信頼している。睦子とは、リトル時代は交流が無かったが、合同チームになってからは、次第に友情が芽生え、お互いあだ名で呼び合う仲になっている。だが、大吾に好意を持っている睦子からは、大吾と2人だけでいると仲を疑われたり、嫉妬されたりしている。
眉村 渉（まゆむら わたる）
声 - 福島潤
投手、捕手（ボーイズ）、左投左打。背番号2。
眉村健と静香の次男で、道塁の双子の弟。容姿は双子の道塁とは似ておらず、父の健に瓜二つ。
リトルチームの東斗ボーイズでは正捕手で、道塁とバッテリーを組み、姉弟でチームを牽引している。また、肘を痛めて中学までは父から投球禁止命令を出され、道塁に投手の座を譲っている。
東斗ボーイズ入団当初は野球未経験だったが、持ち前の能力と吸収力で徐々に実力を上げ、投手を薦められてからは数ヶ月で卜部を追い越すほどの実力を身に付けた。そのことで卜部からライバル視されているものの、自身は捕手に回った事情等もあるとはいえ渉自身は卜部をあまり意識しておらず、相手にしていない。
父親に似てクール且つ冷静な性格で、上からの目線で物を言うことが多い。道塁に対しても無茶な高負荷のトレーニングを咎めるなどしている一方、彼女のミーハーな態度や味方の失態に振り回される一面もある。
中学校では横浜シニアで野球を続けており、染めたのか髪の色が変わっている。軟式野球の右投げで野球を続けることになった道塁を後押ししたり、アドバイスを送っている（アニメ第2シーズンでは、原作の連載に先駆け道塁の回想シーンで登場しているが、髪型はリトル時代のままだった）。
小松（こまつ）
声 - 市来光弘
投手、一塁手、右投右打。背番号11。
太めの体型と出っ歯が特徴。
東斗ボーイズの控え投手だが、球の速さは道塁と大差なくドルフィンズのクリーンナップ（卜部・アンディ・光）と睦子以外は当てることが出来ない程である。
性格は非常にマイペースで、道塁のことを「ミッチー」、渉のことを「ワッキー」と呼んだり、渉とのミーティングを全く覚えていなかったりしていた。また、渉に責められそうだと感じるとマウンドから離れたり、調子が乱れるなどメンタルがかなり弱いところもある。
女子に弱く、そのせいでミスを連発したりバッターの睦子相手には油断して甘い球を投げてしまうことがあったが、道塁にエールを送られて調子が出て光をダブルプレーに打ち取るなど良いところもある。
弓削（ゆげ）
声 - 古賀葵
乾（いぬい）
#海堂学園高校を参照。

#### その他
坂口（さかぐち）
声 - 新田早規
光の母で、寿也の元妻。
作中では横顔や後ろ姿のみで顔は不明。
寿也とは既に離婚しているが連絡は取り合っており、群馬に引っ越した直後に光が落ち込んでいるのを察して寿也に相談している。
中学生編では水谷という男性と再婚し、光と共に同居している。

### 中学生編

#### 私立風林学園中等部

##### 野球部
大吾たちが在籍する学校。野球部は前年までは優れた指導者がおり部員もそれなりの人数がいたが、上級生の引退後に当時の丹波以外の2年生が起こした窃盗事件（アニメ版で集団万引きにより停学・野球部強制退部となったことが語られている）で指導者が責任を取って退任すると共に殆どの部員が退部してしまい、学校側は着任予定だった国友が推薦する新入生で補強を試みた。しかし、野球部解散を目論む江頭の横槍で失敗してしまい他の新入生入部や退部者、途中入部者登場の結果、男子3人・女子7人の計10人という、ギリギリに近い部員数で活動することになった。さらに、学校の運営で野球部が使っているグラウンドに講堂を建てる計画が持ち上がり、今までの野球部の練習場所が維持できなくなる。吾郎の助言により、部員の過疎化が進んでいる大尾中と合同チームを組むこととなり、のちにシニアから志願入部した魚住を含めた総勢13人の部員で春の大会に向けて動き出すこととなった。春大会は優勝。しかし合同チームの県大会参加が不可能だったが、マスコミの報道で大会委員に苦情が殺到し、合同チームの県大会参加も認められた。
女子メンバーの身長は千里を除き全員160cm以上（千里は158cm）であり、170cmオーバーが3人もいる。
茂野 大吾（しげの だいご）
2年生→3年生。捕手、外野手。風林中野球部のキャプテン。背番号7→2（風林大尾）。
佐倉 睦子（さくら むつこ）
2年生→3年生。投手。右投右打。背番号1。
沢 弥生（さわ やよい）
声 - 河瀬茉希
2年生→3年生。二塁手、投手。右投右打。背番号4。
横浜リトルの元レギュラー。クールで大人びた性格で、如何なる時でもあまり表情を崩さない。本塁打や安打を含め打撃で活躍している描写が多く、変化球を織り交ぜる投球スタイルにシフトした卜部からも、初見で安打を放っている。
当初は太鳳ほどではないものの、中学野球に対して冷めている面があったが、大吾をはじめとしたチームメイト達の奮闘する姿を見てリトル時代に負った肘の古傷を隠して、「大吾が困った顔をしているから」と自ら志願してマウンドに上がる等仲間思いの一面を見せるようになる。
辻堂中との練習試合から数日後、居残り練習について大吾と佐倉が言い合っている声を一緒だった太鳳と共にたまたま聞き、彼の本音と自分達への想いを知ったことで「魔法の切れたシンデレラに怖いものなんか何もない」とやる気を取り戻す。
道塁、郷田、魚住の合流後に行われた海堂学園中学との練習試合で、スタメンを外され落胆する大吾と睦子に「（監督に）何か考えあってのことなのよ!」と叱咤激励している。2歳年下の弟である春人に対しては体験入部以降自主練習をしない、練習試合で結果を急ぐあまり寿也の指示を無視するなどいった野球に取り組む姿勢を含めて厳しい態度を取るが、結果的に彼の発奮に繋がることも多い。
相楽 太鳳（さがら たお）
声 - 佐倉綾音
2年生→3年生。遊撃手。右投両打。背番号6。
横浜リトルの元レギュラー。気が強く饒舌な性格で、挑発的な言動も多い。仁科達との模擬試合では好守を見せたがそれ以降は、セーフティーバントや盗塁アシスト等の状況判断能力に長けた一面を見せながらも、打撃面においては三振やフライで凡退している描写が目立ち、作中では活躍している場面が少ない。
横浜リトルOGだけあって実力は折り紙付きなものの、当の本人は「そこそこ」程度に野球をやるつもりで風林に入学したため、加えて千葉の正式入部までは自分のポジションを脅かすスキルや身体能力持ちの部員等がいないことから、向上心に欠けている面や怠慢かつ無気力な態度が目立っている。必要以上の練習を嫌ったり、「男子には野球で立てつかないように」と現実的で冷めている所がある。
彼女も弥生と共に大吾の想いを聞き、「倒れるくらいなら、遠慮せずに思いっきりやってくれ」と協力を決意する。また、千葉の態度の悪さをよく思ってはいないが実力は認めているため、彼が監督である寿也から退部勧告を受けた際には自身の本音を交えて説得したが、千葉からは好意を寄せられたと勘違いされたうえに、弥生などからもいじられるようになり面食らっている。
関鳥 星蘭（かんどり せいら）
声 ｰ 高垣彩陽
2年生→3年生。三塁手。右投左打。背番号5（2年まで）→10（風林大尾）。
他の女子部員たちと違い、野球は中学生から始めた。太めの体格で、眼鏡をかけている。守備は雑だが強肩の持ち主。打撃力は低いがなぜか左打者なのに本人にもわからない左キラーで、大吾曰く「左投手仕様の打撃マシーンは得意」とのこと。実戦でも左投手から本塁打を放っている。
見た目通りの大食漢で、暇さえあれば何か口にしている。睦子からの愛称は「関ちゃん」で、仁科からは名字と体型を揶揄する形で「セキトリ」と呼ばれている。
風林と大尾が合同チームになってからは、レギュラーの座を道塁に奪われる形になり、一時は仮病を使って練習をサボるほど落ち込んでしまったが、寿也の言葉で吹っ切る。
アニメ版では風林中野球部に入部した過程が描かれており、上級生の強制退部で部員が減った際に、睦子から誘われる形で即レギュラーやダイエット目的で入部している。
丹波 広夢（たんば ひろむ）
声 - 杉田智和
3年生。一塁手。右投右打。背番号3。
野球の傍ら生徒会長も務める。老け顔で、部員たちからは一部で「オッサン」呼ばわりされている。真面目な人物で、同学年の部員達が不祥事を起こして部を去る中、それに関与していなかったため唯一残留した。
2年生時は三塁手を務めていたが、その年の最後の大会で送球ミスを犯し、サヨナラ負けに終わったと過去から送球恐怖症に陥り、勝負所になると当時のトラウマが蘇って悪送球になってしまうようになった。打撃も苦手であり、エラーやデッドボールで出塁することはあるものの、試合では安打を放つ場面がほとんど無い。
春の大会直後の夏の大会では強豪チームと1回戦で当たってしまい惜敗。高等部への内部進学が既に決まっていたことから、引退後も練習試合を含めて大吾達に協力していたが、練習中に左腕を骨折してしまい離脱を余儀なくされたが、大吾からは感謝の意を伝えられた。
仁科 明（にしな あきら）
声 - 山下大輝
1年生→2年生。投手、外野手。右投右打。背番号9（1年時）→11（風林大尾）。
名門チームの南陽ライオンズからスポーツ推薦で入学してきた。色黒な肌が特徴。
野球部入部当初は、実力至上主義のライオンズでエースだったことから傲岸不遜の生意気かつ攻撃的な性格で、上級生であっても実力が下の者には敬語は使わず見下した態度を取っていた。当初は女子ばかりの野球部を完全に侮っていたが、模擬試合で惨敗した上に監督の失踪に加えて監督推薦で一般入試で入学したチームメイトたちからも「俺たちはシニアで続ける」と断言されたことで、南陽出身者のうち唯一野球部に入部することになった。
正式入部してからは渋々ではあるが練習にも本気で取り組み、上級生に対しても最低限ながら敬語を使うなど、常識を弁えるようになる。
入部当初は「球は速いがスタミナがない」と苦言を呈されており、コントロールにもムラがあるが、1か月の練習で力配分や制球に難を残してはいるものの「軟式にも生きの良いのがいる」と大尾中の魚住からも評価されている。
丹波の離脱後、シニアを辞めた千葉を紹介する。敗戦の悔しさや体調不良による大吾の一時的な離脱などを機に、チームの一員として精神面でもかなり成長が見られ、再入部後も変わらない彼の態度に呆れて諭すなど入部当初に見られた傲慢さは少なくなった。
千代を何度も野球部にスカウトする大吾に「身長を誉めて喜ぶ女子はいない」と彼を指摘する言葉に一目惚れされ、彼女がマネージャーから入部するきっかけを作った。また、彼女に惚れられたことに気づいている。
藤井 千里（ふじい ちさと）　
声 - 上坂すみれ
1年生→2年生。中堅手、投手。左投左打。背番号8。
横浜リトルの元レギュラー。藤井の次女。太鳳の薦めで男子との差が大きくなるシニアではなく風林に入学した。
おっとりとした性格だが、時々突き刺さることを言う。同級生のアニータとは対照的に、大吾を「優しくてしっかりしてる」と評するなど、好印象を持っている。
若き日の父と違って野球は基礎から学んでいるため、攻守ともに腕前は高い。一方、投手経験はあるものの本人曰く「スタミナが不十分」で、イニング跨ぎは苦手としている。
姉の千代が（本人にその自覚がないため）自分と父が原因で野球を辞めたことに気づいていない。しかし、辻堂中学との練習試合では後ろ向きなプレーをする千代に普段からは想像もつかない剣幕で活を入れ、野球を頑張っていた姉を誇りに思っていたことを打ち明けてやる気を取り戻すきっかけを与えた。辻堂戦後は、髪型が変わった。
椛島 アニータ（かばしま アニータ）
声 - 村川梨衣
1年生→2年生。捕手、外野手（清和中戦で手首を負傷して以降）、一塁手（風林大尾）。右投右打。背番号2→3（風林大尾）。
横浜リトルの元レギュラー。関西出身の父とブラジル人の母を持つハーフで、父の影響から関西弁で話す。千里と同じく太鳳の薦めで風林に入学した。
リトル時代から極度に上昇志向が強く負けず嫌いな性格。上級生には敬語を使うが、実力が下の者を軽視している傾向があり、思ったことをハッキリ口にしてしばしば相手を怒らせる。入部当初、自分よりも小柄な大吾が主将と正捕手を務めていたことにも不満を抱いていたが、大会前に彼に諭され、バッテリーを組む睦子の投球を活かしたリードをするために最善を尽くすようになる。また、清和中戦では卜部が盗塁を狙っているのを見破り、左打ちのアンディを影にして、しゃがんだままけん制球を投げたり、最終回に怪我により片手打ちが出来ないためインコースばかり投げられたが、ど真ん中で打つためにバッターボックスの定位置から後ろに下がりフェンス直撃のツーベースを打つなど頭の回転が早い。
リトル時代は小学5年生まではスタメンを務めていたが、6年生になってから急成長した同級生の男子チームメイトにポジションを奪われ、以降は引退まで代打兼控え捕手に回された。そのショックで野球を辞めようとしたことがあったが、千里に説得されて思いとどまり、現在に至っている。
打撃では4番を張るなど腕前は高いものの、相手を意識し過ぎるあまりに投手への気配りやリードの仕方が不十分だったりと、精神面では問題が多く、横浜リトルの監督からも「性格的に捕手には向いていない」と指摘されている。負傷した清和中戦後は、野手として落ち着いている。
千葉 拓巳（ちば たくみ）
声 - 水野麻里絵（1期）、米内佑希（2期）
1年生→2年生。遊撃手、外野手。背番号7（風林大尾）。
薄い茶髪のマッシュルームヘアが特徴で、太鳳らからは「キノコ」と呼ばれている。
仁科と同じく推薦で入学してきた南陽ライオンズの元メンバー。ただし、勉強ができず試験・入学金免除の推薦で入学した仁科と違い、一般受験を経て風林に入学しており、監督の失踪を知った後は保護者との相談の上、シニアで野球を続けることを選び野球部入部を辞退した。守備も上手く仁科との五打席勝負で彼の本気の球をヒットにするなど実力は確かだが、当初は仁科や菅原などから腹を立てられたり不快な表情をされるほど、彼ら以上に自分を過信したり他の人物を見下すような態度をとることがあった。
川崎シニアで試合に出られずくすぶっていたが、丹波の離脱による欠員が生じたことから、仁科の誘いに応じて入部する。練習こそ真面目に取り組むものの、筋力トレーニングやストレッチなどに難癖をつけたり他の女子部員を見下した態度を取っていた。太鳳との遊撃手争いを兼ねた練習試合を前に盲腸（アニメ版では虫垂炎）を発症し入院してしまう。
盲腸の手術明けを口実に手を抜いていることや相変わらずチームメイトを見下す姿勢を寿也に見抜かれ「みんなと力を合わせる気がないならやめてもらって構わない」と退部勧告を受けるも、それまで対立していた太鳳の真意を聞き告白されたと勘違いし、恋愛対象として意識するようになった。しかし翌日の朝練以降は遅刻をせず、練習にも以前より真面目に取り組むようになる。2年生になると夏の大会からは外野手(主に左翼手)としてスタメンに昇格した。
藤井 千代（ふじい ちよ）
声 - 渡部紗弓
2年生→3年生。マネージャー→投手。背番号12（風林大尾）。
藤井の長女で、千里の1歳上の姉。眼鏡に長い髪を三つ編みにしているのが特徴。身長は180cmであり、数値が公表されている他の中学編時代のキャラ（しかも相手チームは道塁以外男子）を圧倒している。
丹波の離脱によりメンバー不足となった野球部の助っ人として千里に紹介され、一度は断るも、仁科に一目惚れしたことを機にマネージャーとして入部する。妹の千里からは「千代姉」と呼ばれており、他の同級生の野球部員からもこの呼び方で呼ばれている。
もともと小学4年生のころまでは野球をやっていたが、後から野球を始めた千里にあっさりと実力を越されたことで妹に強いコンプレックスを抱き、野球含むスポーツから距離を置いていた。
辻堂中学との練習試合当日、入院した千葉の代理として急遽選手として参加する。初打席で2ストライクに追い込まれた時は、ボールが届かない所まで下がるなどやる気のない態度を取ったことで、普段温厚な千里から活を入れられた上で自身に対する気持ちを打ち明けられて発奮し、タイムリーを打った。さらに、睦子が作ったピンチからマウンド立った仁科の被打をファインプレーするなど、ブランクを感じさせない活躍を見せた。
監督となった寿也に素質を買われ、投手に推薦される。実質初心者であるためフォームも出来ておらず球速もないが、腕の振りがしなやかであり、回転数が一流投手並みに多いとのこと。しかし上記の過去や辻堂との練習試合の結果から断ろうとするが、大吾や仁科達の励ましやフォローにより部員として野球を本格的に再開した。
アニメ版ではセリフはないが、原作よりも早く登場している。
沢 春人（さわ はると）
1年生。沢弥生の弟。二塁手・遊撃手・右翼手
元々野球には興味無かったが、記者会見で風林中の監督に寿也が就任したことや女子たちが多いことを知り、それら目当てで、風林大尾合同野球チームに入部しようとする。
しかし、体験入部以降自主練習などをしなかったことで弥生に「生半可な気持ちなら辞めたほうがいい」と咎められたことで不貞腐れ、入部を保留して様々な部活体験を転々としていたが、負けず嫌いな面もあり姉を見返したい一心で野球部に入部する。
夏の県大会に向けた練習試合でも寿也に出場を直訴したにもかかわらず、結果を出すことに固執してしまった結果、チームプレイが疎かになり攻守共に空回りしてしまう。魚住、太鳳に叱られた挙句に寿也からのバント指示を無視してヒッティングをしたため、業を煮やした弥生から怒鳴られた上に退部宣告を受けるが、大吾と寿也から人数が足りなくなることから続行を命じられ、好守備を見せるなどのチームプレイに徹した。
同級生で友達の桑田（くわた）と清原（きよはら）も当初は風林大尾合同野球部に入ろうとしていたが、結局卓球部に入部した様子。
佐藤 寿也（さとう としや）
風林学園中等部野球部監督で、坂口光の父。

清水大河（しみず たいが）
風林学園中等部野球部コーチで、茂野大吾の叔父。
山口（やまぐち）
声 - 村中知
野球部顧問の女性教師。
前任者から顧問を引き継いだばかりであることに加え、野球への熱意や関心は薄く、指導はおろか練習試合の申し込みや大会エントリー等も学校側に任せきりである。
春の地区予選大会の最中も生徒たちには申し訳ないと思いながらも「貴重な休日が潰れてしまう」と内心ぼやいており、出来る限り早い段階で敗退して欲しいとさえ思っていたが、学園長になった江頭の方針や監督が不在の理由を知ってからは自分に疑問を抱くなど、根は悪くない人物である。
寿也が監督になったことにより、今までやらされてきた仕事を「事務的な事はお願いするかもしれないが、それ以外は全て自分に任せてくれればいい」と言われ大喜びし、彼のその優しさと持ち前の甘いマスクから「王子様」と呼んだ。しかし、平日の照明を使った居残り練習だけは、終わるまで付き合わなければいけないので「いつ終わるの?」と嘆いていたが、寿也が監督として就任してからは、次第に顧問として成長し、海堂学園中学との練習試合でもスコアラーを担当している。

##### その他
菅原 和気（すがわら かずき）
声 - 森千晃（1期）、植木慎英（2期）
北大路 颯太（きたおおじ そうた）
声 - 土師亜文（1期）、多田啓太（2期）nd）
梅宮 祐介（うめみや ゆうすけ）
声 - 植竹香菜（1期）、宮城一貴（2期）
1年生→2年生。それぞれ、坊主頭（菅原）、ロングヘアで眼鏡（北大路）、大柄で大仏ヘア（梅宮）が特徴。
仁科と同じく推薦で入学してきた南陽ライオンズの元メンバー達。千葉と同様、一般受験を経て風林に入学しており、監督の失踪を知った後は保護者との相談の上、シニアで野球を続けることを選び野球部を退部した。
アニメ1期第19話の小学生編では原作に先駆け、仁科以外が南陽在籍時代の小学5年生として登場している。

#### 五木中学校
地区予選ベスト4の常連校。大吾が中学2年生で風林中野球部のキャプテンになって、初めての公式戦での対戦校。
大吾が中学3年生の夏の大会では、詳細は不明だが、地区予選で敗れている。
小橋（こばし）
声 - 岡野友佑
遊撃手。右打。背番号6。
坊主頭と童顔が特徴。大吾、アニータと同様に風林中学野球部の偵察に来ていた。
しかし、彼も大半が女子ということで見下しており、監督への報告も「風林中の女子ピッチャー（睦子）は制球が良さそうなので楽勝です」とまでいっており、初打席でゲッツーに打ち取られた時は打ち損じだと思い、監督から指摘された。
横内（よこうち）
声 - 橋本晃太朗
エースで4番。右投右打。背番号1。
千里の可愛らしい姿に見とれて遅球を投げて出塁されるがこれが仇となり、彼女の盗塁と太鳳の内野安打で1点を先制され、さらに弥生の2ランホームランで初回に3点取られてしまう。
しかし、監督からの激励でスライダーを解禁し、アニータ、睦子、関鳥を3者連続三振にする。
だが、その裏の攻撃で睦子が大吾からのアドバイスのおかげで上々な立ち上がりで、4回には丹波が送球イップスを克服したことから、流れは完全に風林になり、彼女より先に自分が攻略されてしまい、ラストバッターでセンターフライを打ち上げ、6回コールド負けで敗戦投手になった。
原（はら）
声 - 桑田直樹
捕手。右投右打。背番号2。
五木中学野球部のキャプテン。大吾と先攻後攻を決めるじゃんけんをし勝ったため、後攻にする。
片平（かたひら）
声 - 蒔村拓哉
一塁手。右投左打。背番号3。
大柄で糸目が特徴。
太鳳の打球をなんとか取ったが、内野安打となり横内が呆気に取られてる間に千里が三塁を周ったため、バックホームを指示したが間に合わず先制される。
武井（たけい）
声 - 馬場惇平
加賀谷（かがや）
声 - 折原秋良
五木中野球部監督
声 - 樫井笙人
眼鏡をかけた中年男性。
偵察報告を聞いて部員がほとんど女子と知っていたが、侮って手を抜くだろうと思ったことから選手達には試合当日まで黙っていた。風林の偵察に気づいており練習では横内に持ち球のスライダーを投げさせず試合では彼を先発にする。油断したプレーを取るナインに呆れたり大吾、睦子の素質を評価するなど、指導者としては優秀な人物。

#### 三船市立清和中学校
大吾が中学2年の夏の地区予選の2回戦の対戦校。卜部とアンディが通っている。1回戦で5回コールド勝ちだったが、その間に盗塁11回、バント7回も行っており、大吾はこれを「超機動力野球」と評した。もともとは弱小チームであったらしい。大吾が中学3年生の夏の大会では、ふじみ原中学校に1回戦で敗れている。
卜部 隼人（うらべ はやと）
2年生→3年生。投手、三塁手。右投右打。背番号1→3（3年生）。
鈴木 アンディ（すずき アンディ）
2年生→3年生。捕手。右投左打。背番号2。
詳細は「ドルフィンズ」を参照。
森口（もりぐち）
声 - 近衛秀馬
二塁手。右投左打。背番号4。
眼鏡を掛けている。6回にライトオーバーのスリーベースを打ったが、関鳥のエラーにより3点目を追加した（記録は1ヒット1エラー）。
最終回2アウト満塁で、大吾の辺りを横っ飛びしたが取れなかった。
宮田（みやた）
声 - 猪股速十
中堅手。右投右打。背番号8。
最終回2アウト満塁で、森口が取れなかった一・二塁間の大吾の打球をバックホームをするが、仁科の方が僅差で早く、サヨナラ負けとなった。
寺原（てらはら）
声 - 多田啓太
右翼手。右投左打。背番号9。
限界をむかえ始めた睦子に死球を当てられ謝罪されるが、軽く手を上げるだけで済ませている。
高畑（たかはた）
声 - 若林佑
一塁手。右投右打。背番号3。
迫田（さこた）
投手。右投。背番号11。
清和中野球部監督
声 - 金光宣明
若いイケメンの監督。
チームを強くするため、1年で「機動力野球」を鍛えあげた。また、年功序列を気にしておらず、2年生を躊躇うことなくレギュラーにしている。
大吾や卜部、アンディが中3に進級し、夏の地区予選の頃には、清和中の監督を離れている。

#### 柳川中学校
大吾が中学2年の夏の地区予選の準決勝の対戦相手。守備・投球共にお世辞にもうまいとは言えず、監督いわく相手の自滅、つまりは大会の組み合わせのおかけで、運良く準決勝まで進出した。
大吾が中学3年生の夏の大会では、川枝中学校に1回戦でコールドで敗れている。
長谷川（はせがわ）
声 - 蒔村拓哉
遊撃手。右投右打。背番号6。
中森（なかもり）
声 - 桑田直樹
左翼手。左打。背番号7。
出っ歯が特徴。ショートゴロを打つが太鳳のエラーにより、出塁する。
木村（きむら）
声 - 岡野友佑
三塁手。右投右打。背番号5。
セカンドゴロを打つが弥生のエラーにより、出塁する。
堺（さかい）
声 - 植木慎英
二塁手。右投右打。背番号4。
糸目が特徴。センターフライを打つが、弥生、太鳳、千里の「お見合い」により1点先制する。
福沢（ふくざわ）
声 - 新田杏樹
投手。右投。背番号1。
柳川中監督
声 - 平野俊隆
常に目を閉じ笑っているような顔の初老の男性。口調も非常に穏やか。

#### 私立英邦学院中学校
横浜地区の野球の強豪校で、毎年地区予選で優勝し県大会に進んでおり、他の中学は「打倒・英邦=県大会出場」という目標になっている。
大吾が中学2年の夏の地区予選では、準決勝で大尾中学校に敗北。大吾が中学2年の夏の大会では風林中を破ったが、中学3年生の春の大会では地区大会決勝戦で風林大尾合同チームに敗れた。夏の大会でも地区大会準決勝で、川枝中学校にコールドで敗れた。
地頭（じとう）
声 - 岡野友佑
投手。右投。背番号1。
強豪・英邦中学のエースだったが、大尾中学の上位打線、横浜リトル凄腕三人衆と眉村2世に終始翻弄され、6回5失点で予想外の敗戦投手となった。
英邦学院監督
声 - 利根健太朗
風林中が準決勝で勝利したことでキャプテンの大吾を褒め称え、今から自分たちの準決勝にもかかわらず、勝ったらいい試合をしようと言った。太鳳から「もっと怖い人かと思った」と好印象を持たれるが、弥生からは「ああいうのが練習になったら豹変する」と言われた。
しかし、自分達の対戦相手でありながら毎年弱小チームとはいえ、大尾中に横浜リトル出身者が入部したことを事前に調べなかったことが仇となり、教え子達を敗北に導いてしまった。
春大会で風林大尾合同チームが自チームを破り地区優勝し、合同チーム存続についての会議の際には、「合同チームはあくまで救済処置」で地区優勝レベルのチームは規定に反すると寿也に忠告し、風林と大尾の合同チームの存続を非難した。

#### 市立大尾中学校
野球部は毎年地区予選1・2回戦敗退の公立中学だが、横浜シニアから移ってきた道塁とその仲間達が入部したことにより、準決勝で強豪・英邦中から大金星をあげ、さらにダブルヘッダーで行われた風林中にも勝利し地区予選優勝、県大会に出場した。
しかし、その年の3年生が部員の大多数を占めていた結果、彼らの引退に伴い部員数がギリギリ9人になった上、道塁が故障に伴い戦力外となったことで試合ができなくなったことから、魚住達3人は横浜シニアに戻り、他の部員達も早苗以外退部してしまったことから道塁と早苗の2人だけになってしまう。その後、吾郎の提案で新しいグラウンドを探していた風林と合同チームを組むことになった。
眉村 道塁（まゆむら みちる）
2年生→3年生。投手、遊撃手、三塁手（風林大尾）。左投左打。背番号1→5（風林大尾）。
詳細は「東斗ボーイズ」を参照。
郷田 早苗（ごうだ さなえ）
1年生→2年生。
明るく天真爛漫な性格で、道塁や風林メンバーからは「郷ちゃん」と呼ばれている。蟹座のAB型。
夏の大会で観た道塁のプレイスタイルに憧れ、1年生の2学期に野球部に入部を決意した。
野球の基本的ルールも全く知らないほどの初心者。だが、監督の寿也曰く「スポーツビジョン」と呼ばれる目の機能がチームで一番優れており、成長しない理由がないとのこと。合流当初はキャッチボールもままならなかったが、寿也の個人指導により実力を伸ばしている。
魚住 昴太郎（うおずみ こうたろう）
声 - 金光宣明
2年生→3年生。捕手、外野手（風林大尾）。右投左打。背番号2→9（風林大尾）。
道塁の横浜シニア時代の仲間。老け顔で、太い鼻と癖毛が特徴。フルネームは風林大尾野球部入部の際に判明している。
シニアを退団した道塁を追って、出光と世古と共に大尾中野球部に入部した。道塁に恋愛感情も持っており、彼女が左腕を故障した際に道塁に告白をしているが、失敗している。沢弥生とは、横浜リトル時代にバッテリーを組んでいた。
捕手としては、投手に気持ちよく投げて貰う為に、わざと音を大きく立ててボールを採るように心がけるなど、外見とは裏腹に繊細な心遣いの持ち主。バッティングセンスもあり、優秀な打率を誇っている。一方、風林大尾合同チームでは寿也に股関節の固さ見抜かれ、ポジションのコンバートも勧められている。
風林と同様、大尾中も指導者がいない為、大吾のように選手たちへの声かけや監督を実質兼任してチームを引っ張っている。風林中との試合では道塁が同点に追い付かれた時の落ち込み様に叱咤激励し、最終回にサヨナラツーランホームランを打った。
道塁の故障後は、横浜シニアに戻っていたが、彼女を見捨てる形になったことに自責の念を抱いていた。一度辞めたシニアでの風当たりは強く、指導者と喧嘩をして退団した。そのことを出光らに聞いた道塁から、大吾に合同チームの加入を提案して許可をもらい風林・大尾合同野球部に加入した。
アニメ版ではシニアでの道塁たちとの入団時の様子が繊細に描かれている。
出光（いでみつ）
声 - 小林大紀
2年生→3年生。投手、二塁手。左投左打。背番号4。
道塁のシニア時代の仲間の1人。3人の中では1番小柄でお調子者。道塁の故障後は、横浜シニアに戻った。
世古（せこ）
声 - 土田玲央
2年生→3年生。投手、遊撃手。右投右打。背番号6。
道塁のシニア時代の仲間の1人。3人の中では1番クールで、眼鏡と糸目が特徴。風林戦では先発し、パーフェクトピッチングのまま出光に替わった。
道塁の故障後は、横浜シニアに戻った。
尾崎（おざき）
大尾中学野球部顧問。独身。
野球の知識はないが、野球部員が2人になった時は道塁の様子を見に行ったり、彼女から合同チームのことを聞いた時は連盟に問い合わせをする、休日出勤に出たりと生徒思いな人物。

#### 市立ふじみ原中学校
毎年1・2回戦敗退クラスの市立中学だが、大吾が中学3年生の時の夏の地区大会にて、第1回戦で清和中学校と対決し勝利。2回戦で風林大尾と対決し、善戦するが敗北。
古谷颯太（ふるや そうた）
3年。投手。左投右打。背番号1。
リトル硬式時代に「天才少年」ともてはやされていた。130キロのストレートとナックルカーブが武器。投手としてだけでなく、卜部の球をホームランにするなど打者としても実力がある。
中学では当初シニアで野球を続けていたが、2年前に怪我の為トミー・ジョン手術をし、1年半のリハビリを得て復活した。リハビリも兼ねて、ふじみ原中で2年の秋から入部し、中学軟式野球での頂点を目指す。
風林大尾合同チームと善戦するが、アニータにホームランを打たれ、投球制限により降板した。
滝（たき）
3年。マネージャー→捕手。左打。背番号2。
女の子。古谷の幼馴染であり、彼のことを「颯ちゃん」と呼んでいる。古谷の球をチームで唯一取れるがそれ以外は下手で、打撃も九番打者でありまともに当たらない。
古谷とは家が近所で仲が良かったが、彼がリトル入団と共に疎遠になっていた。しかし彼のリトルでの活躍や怪我のリハビリを続けていたことをずっと見ていた。ふじみ原で古谷の球を取れる選手がいないことから、志願してマネージャーから選手にコンバートし、特訓の末に、3年の夏の地区大会までに古谷の球を獲れるようになった。
西条（さいじょう）
3年。投手。右打。背番号11。
古谷がふじみ原野球部に入部するまでは、チームのエースだった。古谷が投球制限でマウンドを降りてからは、代わりにピッチャーマウンドに立った。
荒木（あらき）
5番。右打。
山路（やまじ）
遊撃手。左打ち。

#### 市立川枝中学校
大吾が中学3年生の時の夏の地区大会にて、第1回戦・第2回戦・準決勝全てコールド勝ちで勝利している。花村兄弟のローテーションでピッチャーの球数制限を補っている。
地区予選決勝戦にて、風林大尾合同チームと対戦するが、5回で風林大尾にコールドゲームで敗北。
花村海人（はなむら かいと）
3年。投手。右投右打。背番号1。球は荒めの豪速球で、制球はあまりよくない。やや短気だが千里に照れたりと、他の兄弟よりも柔軟な性格。
花村陸（はなむら りく）
3年。捕手、投手。右投右打。背番号2。海人と空を合わせたような、豪速球とスライダーの使い手。兄弟では一番冷静な性格だが、メディアに注目されている、風林大尾合同チームを良く思ってない。
花村空（はなむら そら）
3年。遊撃手、投手。右投右打。背番号6。カーブやスライダーなど、変化球が得意。
花村監督（はなむら）
川枝中学校野球部の監督。海人・陸・空の父親。
茨城のリトルシニアで全国大会ベスト8に進出した経歴を持つが、諸事情でチームが解散し、春から神奈川に親子で引っ越し、川枝中で活動することになった。

#### 私立辻堂中学校
開校して3年の中高一貫の新しい学校。野球部がここ1年で特に強くなったとのことで、秋季大会では県大会に進み準優勝している。

##### A軍
坂口 光（さかぐち ひかる）
2年生→3年生。捕手。右投右打。三番打者。背番号2。
辻堂中学A軍。佐藤光を参照。
国友 真里男（くにとも まりお）
声 - 増田俊樹
1年生→2年生。投手。左投左打。
辻堂中学A軍。辻堂中野球部の監督・国友の次男であり、色黒で長身。
1年生ながら最速130キロのストレートに、魔球「マリオボール」を操る。自信家で実力が下の者を見下す言動が多いが、逆に自分が認めた相手には最低限の礼節を持って接する。反面精神面は未熟であり、自身が打ち込まれると勝負を投げ出そうとするなど打たれ弱い面がある。
国友 塁待（くにとも るいじ）
声 - 天崎滉平
2年生→3年生。右投左打。一番打者。背番号6。
辻堂中学A軍。国友の長男で、真里男の兄。真里男とは正反対に小柄。足が速いが、本人曰く「パワータイプの一番を目指している」とのことらしく振り回して詰まる場面もあるが、俊足でセーフにした。
平城（ひらしろ）
声 - 木暮晃石
一塁手。辻堂中学A軍。細目。
尾畑（おばた）
声 - 猪股速十
2年生→3年生。二塁手。七番打者。辻堂中学A軍。背番号4。タレ目。
玲音（れおん）アシュリー
声 - 多田啓太
2年生→3年生。右投右打。四番打者。背番号5。
辻堂中学A軍。投手兼三塁手。金髪碧眼が特徴。佐倉から特大のホームランを放った。投手としての能力は不明。
勝野（かつの）
声 - 宮城一貴
2年生→3年生。辻堂中学A軍。中堅手。二番打者。背番号8。
坊主。
加地（かち）
声 - 折原秋良
2年生→3年生。辻堂中学A軍。左翼手。五番打者。背番号9。
黒目。肩が強く、関鳥をレフトゴロにした。
江藤 (えとう）
2年生→3年生。辻堂中学A軍。右翼手。六番打者。背番号7。
佐倉から特大のホームランを放った。
宇垣 (うがき）
2年生→3年生。辻堂中学A軍。投手。左投。背番号1。
眼鏡。辻堂のエースでA軍では試合には唯一出なかった。単行本のイラストを見るに、左のアンダースローと思われる。
国友（くにとも）
声 - 小村哲生
辻堂中学の監督。弱体化した風林中野球部の監督として招へいされるはずだった南陽ライオンズの元監督。色黒の肌に口髭、スキンヘッド、サングラスとマフィアのような風貌をしているが、監督としての指導力は高い。
ライオンズでは実力主義を主導し、仁科達が実力が下の者を見下す性格になる原因を作っているが、本人は公正な性格で、女子ばかりの風林中野球部との練習試合で風林側に過剰に有利なハンデを設けた辻堂中野球部のコーチを窘めたり、たとえ自分の息子でもチーム内で贔屓するようなことはしない。
江頭の意向で風林中野球部の監督就任が立ち消えとなったため県内の名門・私立辻堂中野球部の監督になる。また、同校の塁侍、真理男兄弟の父親でもある。風林中と辻堂中との練習試合では当初は風林中の相手をBチーム（控えと1年生中心）に任せ、Aチーム（レギュラー）の別の試合の引率をしていたが、試合中盤に合流し、風林中野球部の実力を認め、出場メンバーをAチームに変更した上で自ら指揮を取った。

##### B軍
井之上（いのうえ）
声 - 鵜澤正太郎
捕手。右投左打。
辻堂中学B軍。B軍では数少ない2年生で、真里男いわく「A軍、B軍行ったり来たり」らしく、彼からは大柄な態度で見下されている。試合ではマリオボールを逸らしたが、強肩でアウトにした。
岡（おか）
声 - 折原秋良
投手。右投右打。
辻堂中学B軍。出っ歯が特徴。B軍で数少ない2年生。
徳川(とくがわ)
二塁手。
辻堂中学B軍。
米山（よねやま）
声 - 白熊寛嗣
辻堂中学B軍コーチ。
風林中との練習試合では初回で大吾が4番のためネクストバッターズサークルに立っている時にチェンジ（三者凡退）になったので、防具を着けるのに時間がかかるのは当然にもかかわらず、メガホンで「遅い!」と注意したり、自ら10点ハンデを与えておきながら、点が入らなければ教え子達に「何やってんだ!」といって焦ったりと穏和で貫禄がある国友と違い、傲慢で滑稽な人物。

#### その他
清水 絵梨（しみず えり）
大河の妻で、薫の義妹。薫のことは「お義姐さん」と呼んでいる。
夫と同じく美容師で、大河がハサミが握れなくなってからは従業員と共に店を切り盛りしている。店の手伝いすらしない彼には呆れ返っていたが、夫が寿也にコーチを頼まれた時は、「土日は忙しいから平日だけ」と許可した。
水谷（みずたに）
寿也の元妻の再婚相手。光と同居している。